# Aménagement des stations du métro de Paris
Vous pouvez aider à l'améliorer ou bien discuter des problèmes sur sa page de discussion.
- Il ne cite pas suffisamment ses sources. Vous pouvez indiquer les passages à sourcer avec {{référence nécessaire}} ou {{Référence souhaitée}}, et inclure les références utiles en les liant aux notes de bas de page. (Marqué depuis mai 2024)
- Il est à actualiser. Certains passages sont obsolètes ou annoncent des événements désormais passés. (Marqué depuis mai 2024)

- Archive Wikiwix
- Bing
- Cairn
- DuckDuckGo
- E. Universalis
- Gallica
- Google
- G. Books
- G. News
- G. Scholar
- Persée
- Qwant
- (zh) Baidu
- (ru) Yandex
- (wd) trouver des œuvres sur Wikidata

Pour un article plus général, voir Métro de Paris.

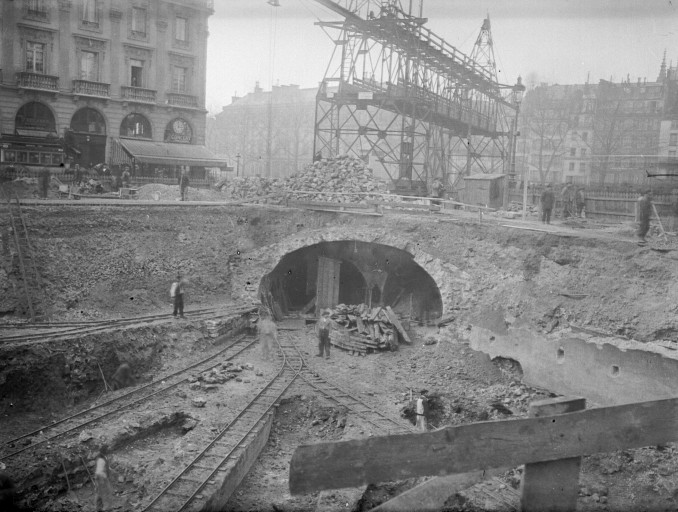
Construction du métro de Paris en 1902-1910.

Le métro de Paris comporte 321 stations et 405 points d'arrêts, depuis le 18 janvier 2025. Chacune de ces stations doit assurer l'accueil des voyageurs dans les meilleures conditions. C'est dans ce but que plusieurs générations d'architectes ont œuvré dans le métro parisien.
Au début du XXe siècle, des entrées de stations ont été dotées d'édicules conçus par Hector Guimard ; l'intérieur, faiblement éclairé, était recouvert d'un carrelage blanc biseauté. Depuis cette époque, l'aménagement des stations a évolué en fonction de la mode du temps et des modernisations du réseau. Après plusieurs types de décoration différents, remplaçant le carrelage d'origine considéré comme passé de mode, carrossages métalliques des années 1960, puis carrelages orange des années 1970, le métro renoue au XXIe siècle avec son style d'origine caractéristique modernisé. La rénovation de grande ampleur des stations du réseau depuis 1999 est réalisée sous le nom de programme « Renouveau du métro ». En parallèle, l'ouverture en 1998 de la ligne 14, entièrement automatique, a fait entrer le métro dans une nouvelle ère, avec des stations modernes de vastes dimensions et d'une esthétique nouvelle.

## Extérieur
La signalétique permettant de repérer les stations de métro est très importante : elle doit être visible et reconnaissable de loin. Les escaliers d'accès au réseau sur la voie publique comportent généralement un entourage, surmonté d'un candélabre caractéristique. L'entourage présente le plus souvent un plan du réseau pour faciliter l'orientation des voyageurs.
Les stations du métro de Paris sont signalées à l'aide de différentes générations d'entourages, de totems et d'édicules, dont le style et l'aspect varient en fonction de la mode et de l'évolution du réseau.

### Introduction

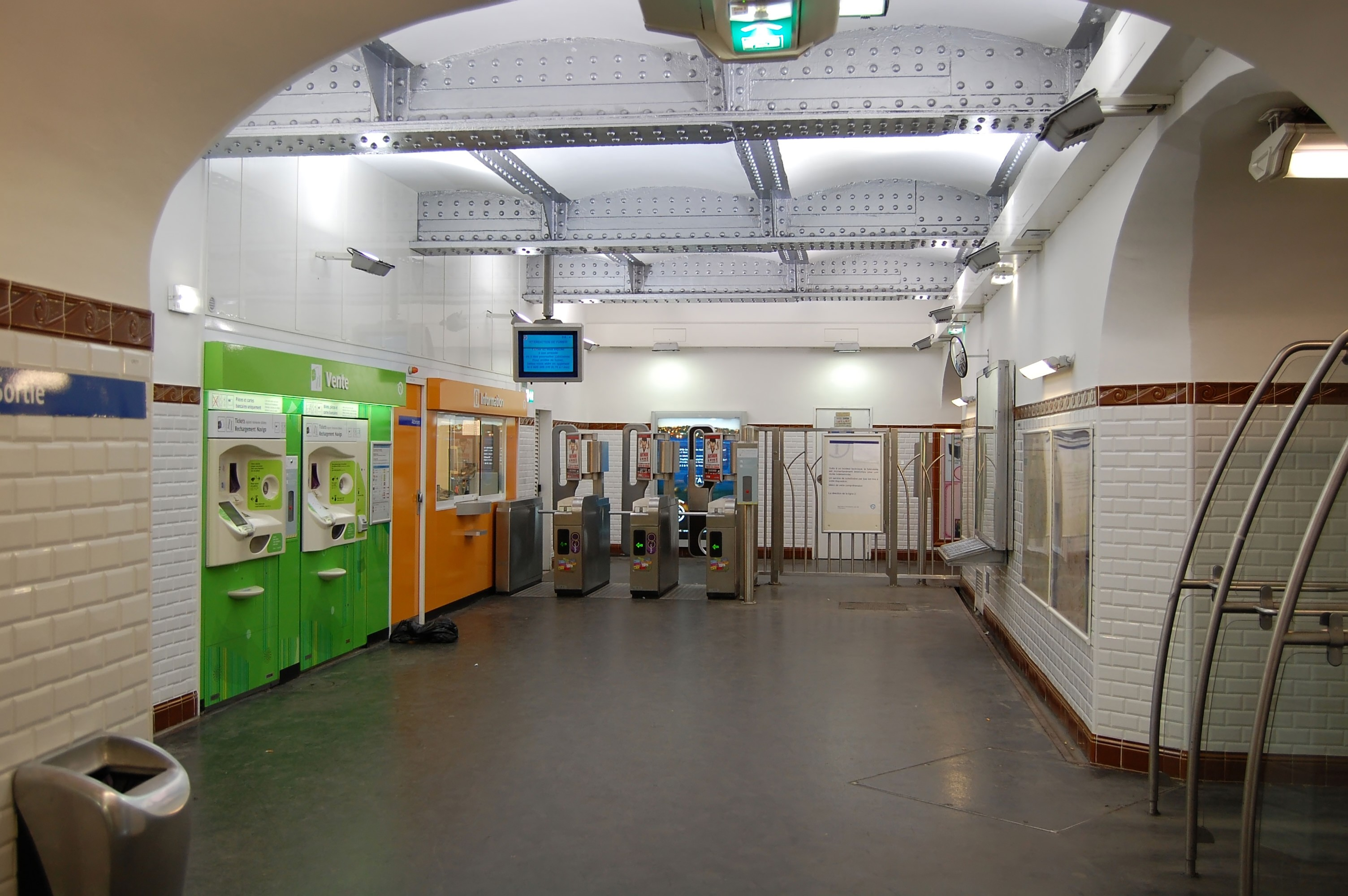
Entrée de la station Abbesses.

Les entrées de stations de métro de Paris de type Art nouveau sont un des symboles emblématiques de Paris. L’architecte Hector Guimard fut choisi en 1899 et conçut différents types d’entrée : les modèles les plus élaborés sont le type A avec un auvent et une marquise (station Abbesses), le type B dont l’auvent est en forme de V inversé (stations Porte Dauphine et Châtelet) ; le modèle courant comporte une balustrade en fonte ornée de cartouches aux motifs végétaux et surtout une enseigne avec l’inscription « métropolitain » portée par deux longues tiges terminées par un globe orangé dont l’aspect fantastique détonne dans le Paris haussmannien. Il subsiste aujourd’hui 86 entrées Guimard. Une entrée d'origine a été offerte au métro de Montréal (station Square-Victoria–OACI) et des répliques à d'autres villes, comme au métro de Lisbonne avec l'entrée « Picoas » (Estação Picoas) sur la Linha Amarela ou au Metra de Chicago à la station Van Buren Street en 2001.
En 1903, pour la construction de la station Opéra, un modèle d’entrée de facture classique en pierre de taille fut préféré. Ce type d’entrée se généralisa pour les stations situées dans les lieux les plus prestigieux (Étoile, Franklin D. Roosevelt, République). Pour les autres stations, la collaboration avec Guimard ayant cessé à compter de 1904, l’entrée se résume à une balustrade en métal assez banale associée à un candélabre portant un panneau avec l’inscription Métro surmonté d’un globe en opaline. Par la suite, le motif de la balustrade se simplifiera encore et la ligne du candélabre va s’épurer (modèle Dervaux). À compter de 1930 un plan de métro rétro-éclairé est affiché au-dessus de la balustrade. La compagnie Nord-Sud introduit sur ses lignes sa propre version d’entrée caractérisée par une balustrade en fer forgé travaillé reposant sur un socle en céramique. Après la Seconde Guerre mondiale, les formes des balustrades se simplifient encore. Dans le quartier des grands magasins et en banlieue apparaissent des balustrades en acier inoxydable dans les années 1970. Le candélabre Dervaux est remplacé dans les années 1950 par un mât simple portant un M jaune encerclé. Certaines entrées débouchent dans des édicules (Saint-Jacques) ou dans des immeubles (Pernety).
À l’entrée des stations, il existe généralement au moins un guichet tenu par un employé de la RATP ainsi que des automates permettant d’acheter des billets ou des coupons. L’accès à la « zone sous contrôle » se fait via un tourniquet qui se libère ou un portillon qui s'ouvre si l'on introduit un ticket ou si l'on approche un passe Navigo près d'un lecteur ad hoc.
Les couloirs de correspondance entre les lignes nécessitent pratiquement toujours de monter et descendre des escaliers : il existe toutefois quelques correspondances quai à quai (Jussieu, Louis Blanc…). Les couloirs de correspondance peuvent être très longs (Montparnasse - Bienvenüe, Saint-Lazare, Châtelet). Certaines stations sont équipées de tapis roulants pour réduire les temps de correspondance (Montparnasse - Bienvenüe, Châtelet, Invalides).
Il existe 203 stations équipées d’escalators mais seulement 30 stations en janvier 2021, dont toutes celles de la ligne 14, ont été rendues totalement accessibles aux personnes à mobilité réduite par la création d'ascenseurs entre la rue, la salle des billets et les quais.

### Accès

#### Édicules et entourages Guimard

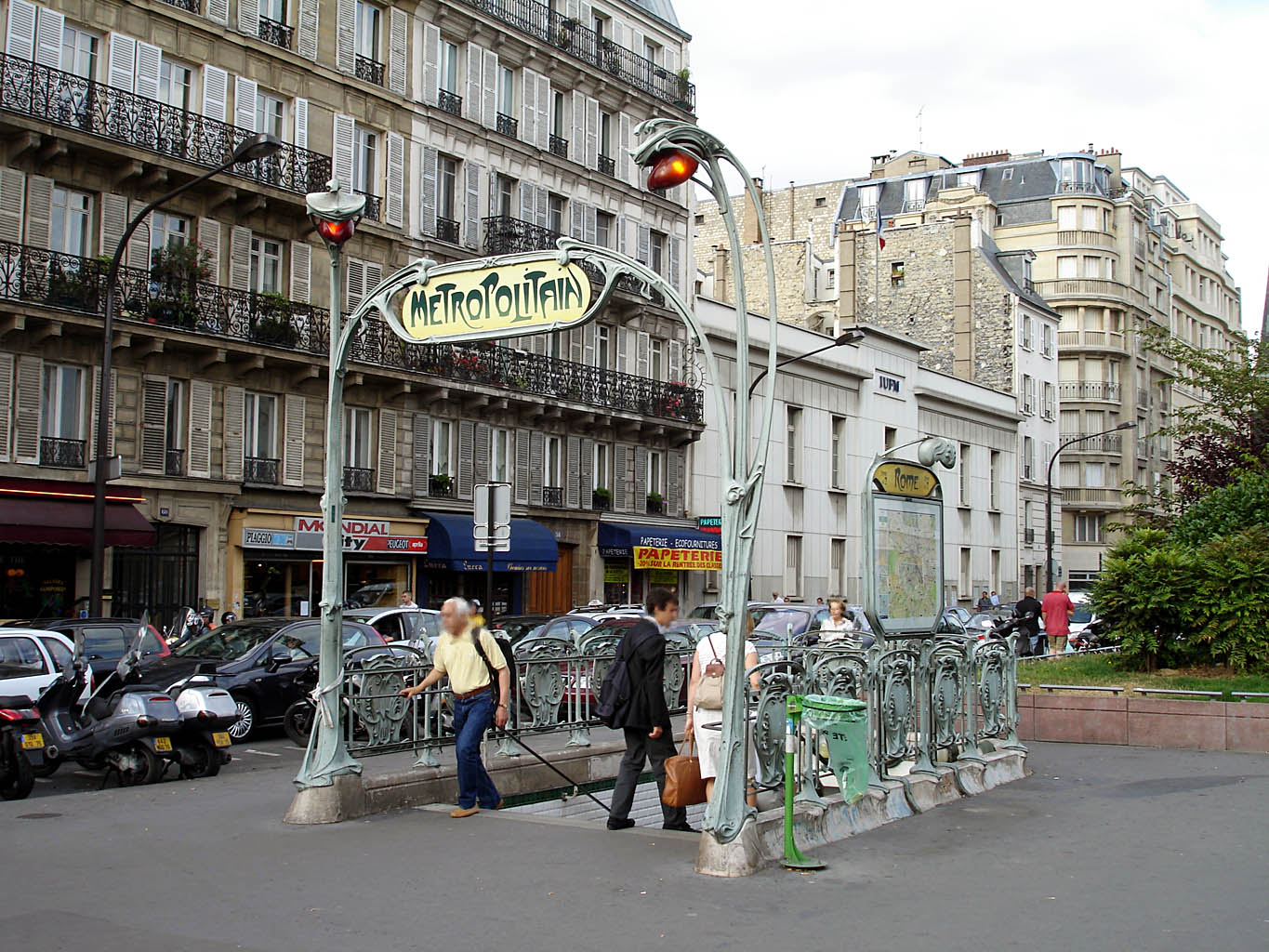
Entourage conçu par Hector Guimard, à la station Rome.

Lors de la création des premières lignes du métro, un concours pour la réalisation d'édicules d'accès aux stations est lancé en 1899 par la Compagnie du chemin de fer métropolitain de Paris (CMP). Ceux-ci doivent être vitrés « sur la plus grande hauteur possible, à partir de un mètre environ du sol ». Ils doivent également être « ornés d'une frise pouvant recevoir des caractères très apparents, éclairés par transparence pendant la nuit, portant l'indication : Chemin de fer métropolitain ».
Mais les dirigeants de la CMP, rejettent les projets retenus dans le cadre du concours d'architecte. Ils les jugent trop classiques. Le projet de Jean Camille Formigé est en revanche approuvé par la compagnie, mais est rejeté par la Ville, dont il était pourtant l'architecte. Il se charge en revanche de l'architecture des stations aériennes.
C'est le président de la CMP, Adrien Bénard, qui propose un architecte de l'Art nouveau : Hector Guimard. Bien que n'ayant pas concouru, il dessine deux types d'entrées, des édicules et de simples entourages. Composés de fonte moulurée, les éléments sont modulables et permettent de réaliser des édicules de dimensions variables.
Néanmoins, ceux-ci restent peu nombreux, les entourages simples étant très majoritaires. Les plus imposants sont situés à Étoile et à Bastille sous la forme de pagodes de grandes dimensions, symbolisant la première ligne du métropolitain. Toutes deux ont disparu, celle de la Bastille ayant été détruite en 1962. Deux édicules subsistent encore, un à Porte Dauphine (ligne 2), l'autre à Abbesses (ligne 12), ce dernier originellement situé à Hôtel de Ville (rue Lobau) et déplacé à cet emplacement en 1974.
Les entourages classiques font largement appel à la symbolique florale, et font apparaître la lettre « M » sur les cartouches des principaux accès. Le mot « Métropolitain » est porté par deux longues tiges, dotées à leur extrémité d'une feuille abritant une lampe orange, les « brins de muguet ».
Hector Guimard crée 141 accès entre 1900 et 1912. Il n'en existe plus aujourd'hui que 86 répartis sur 66 stations.
Un arrêté du 29 mai 1978 a inscrit à l'inventaire supplémentaire des monuments historiques les accès subsistants dont la liste figure ci-après (entre parenthèses, est indiqué le nombre) :
- Châtelet (1)
- Étienne Marcel (1)
- Louvre (1)
- Palais-Royal - Musée du Louvre (3)
- Tuileries (2)
- Quatre-Septembre (1)
- Réaumur - Sébastopol (4)
- Sentier (1)
- Temple (1)
- Cité (2)
- Saint-Michel (3)
- Europe (1)
- Saint-Lazare (1)
- Cadet (1)
- Opéra (1)
- Château d'Eau (2)
- Colonel Fabien (1)
- Gare du Nord (3)
- Louis Blanc (1)
- Bréguet - Sabin (2)
- Couronnes (1)
- Ménilmontant (1)
- Parmentier (1)
- Père Lachaise (2)
- Richard-Lenoir (1)
- République (1)
- Rue Saint-Maur (1)
- Bastille (1)
- Daumesnil (1)
- Gare de Lyon (1)
- Nation (2)
- Picpus (1)
- Campo-Formio (1)
- Place d'Italie (2)
- Saint-Marcel (1)
- Denfert-Rochereau (1)
- Mouton-Duvernet (2)
- Raspail (1)
- Pasteur (1)
- Boissière (1)
- Chardon-Lagache (1)
- Porte Dauphine (2)
- Église d'Auteuil (1)
- Kléber (2)
- Mirabeau (1)
- Porte d'Auteuil (1)
- Victor Hugo (1)
- Monceau (1)
- Rome (1)
- Ternes (1)
- Villiers (1)
- Wagram (1)
- Abbesses (1)
- Anvers (1)
- Barbès - Rochechouart (1)
- Blanche (1)
- Pigalle (1)
- Place de Clichy (2)
- Botzaris (1)
- Crimée (1)
- Jaurès (1)
- Pré-Saint-Gervais (1)
- Alexandre Dumas (1)
- Avron (1)
- Gambetta (1)
- Philippe Auguste (1)

Les accès à six stations avaient déjà été protégés par un arrêté du 25 juillet 1965 : Cité, Porte Dauphine, Hôtel de Ville (déplacé depuis à Abbesses), Pigalle, Ternes et Tuileries.
Un autre édicule Guimard marque l'entrée de la Maison de la RATP, siège social de l'entreprise à côté de la gare de Lyon.
Ces édicules, caractéristiques du métro parisien, ont été offerts depuis à d'autres villes ; seul celui de Square-Victoria–OACI est un original.

Édicules de différentes stations de métro du monde
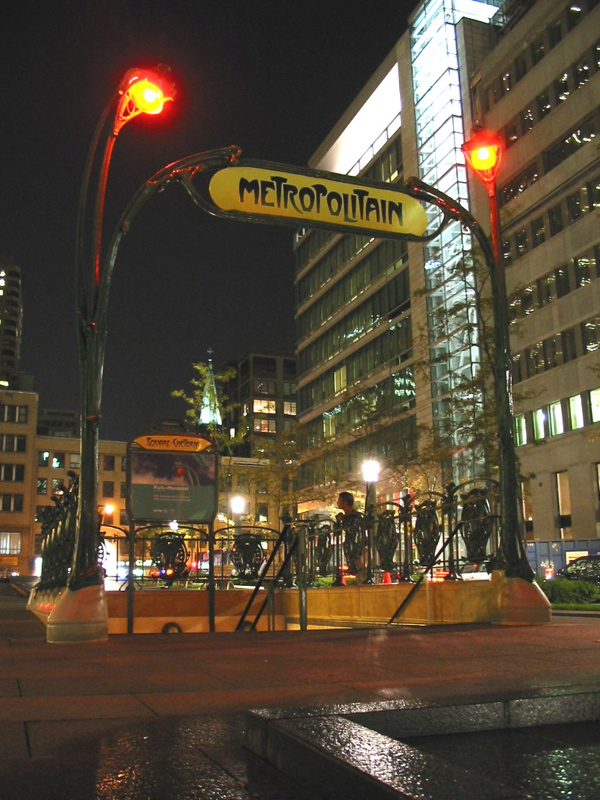
Square-Victoria–OACI (métro de Montréal).
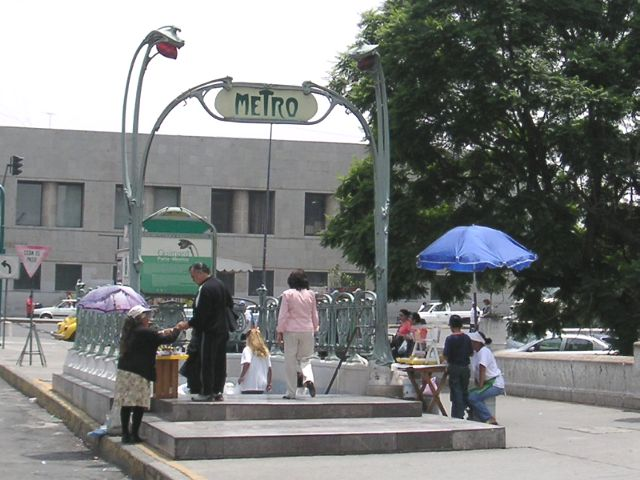
Bellas Artès (métro de Mexico).
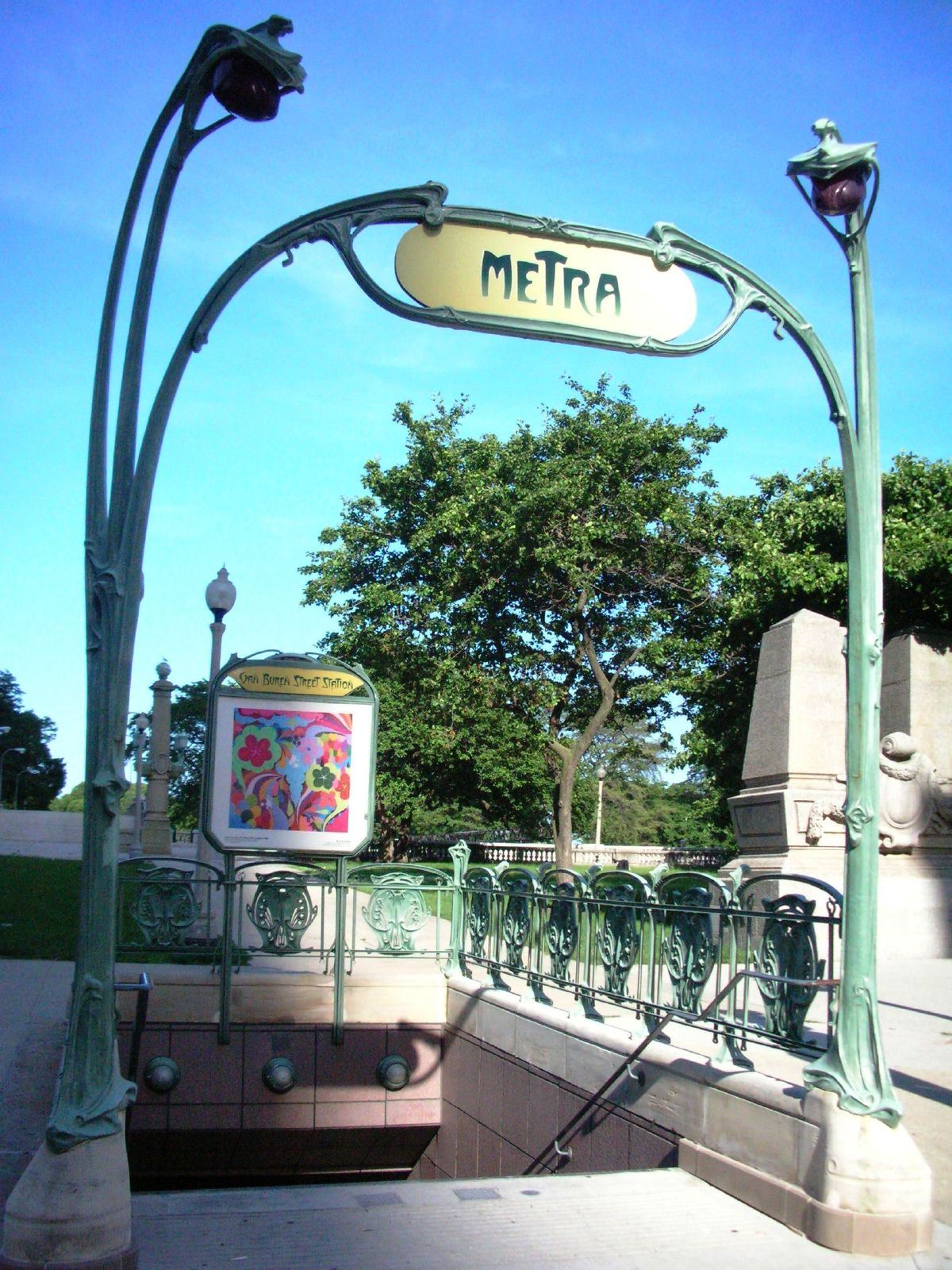
Van Buren Street (métro de Chicago).
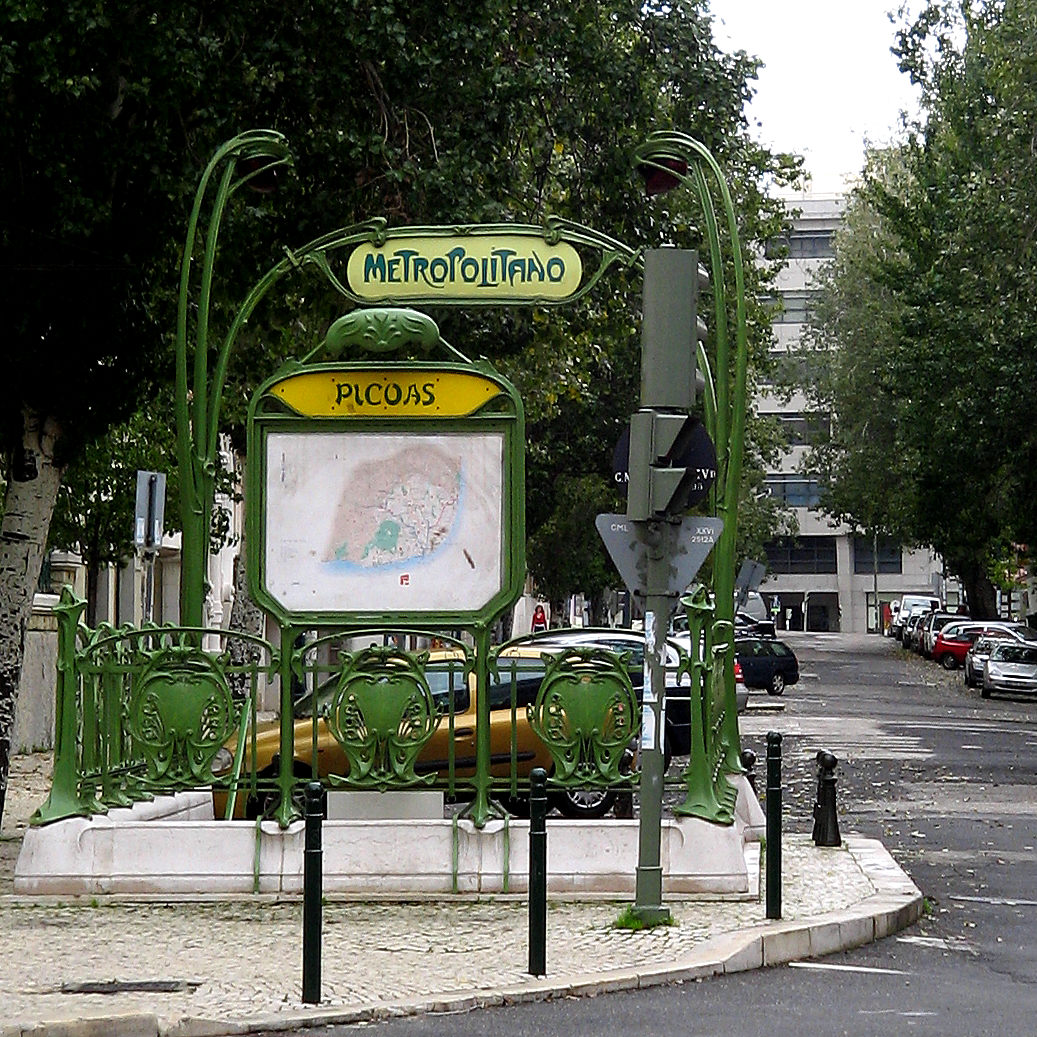
Picoas (métro de Lisbonne).
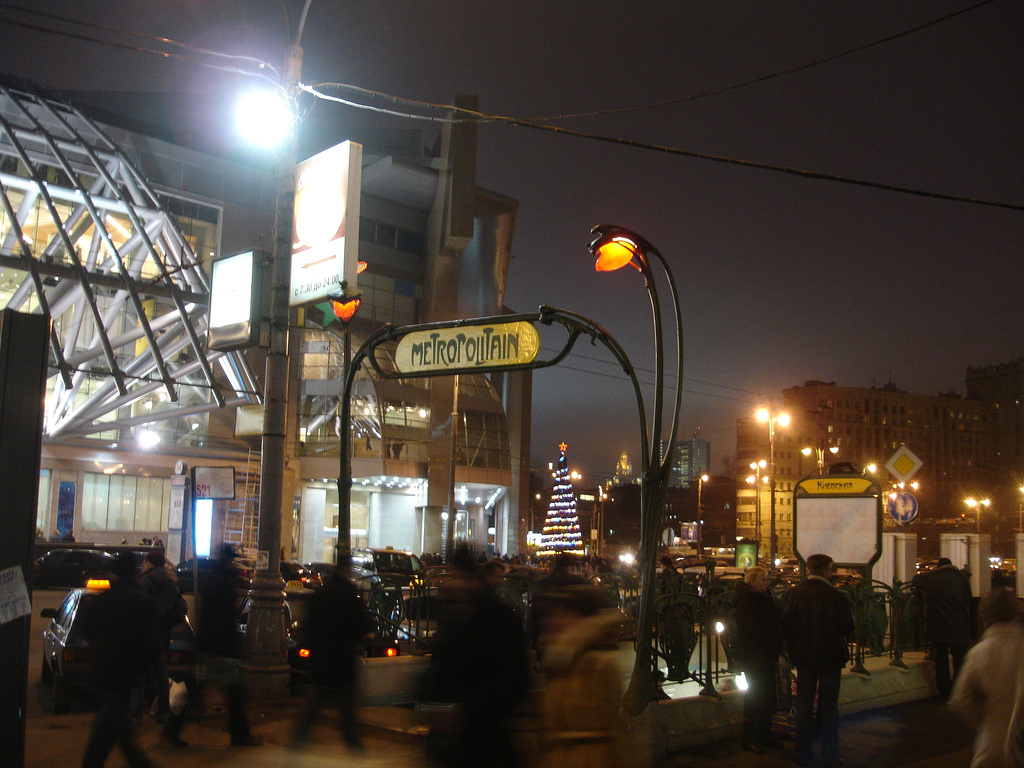
Kievskaïa (métro de Moscou).

#### L'après Guimard
Dès 1904, pour l'accès aux grandes stations situées devant des monuments comme l'Opéra ou la Madeleine, la CMP fait réaliser des entourages plus classiques en pierre de taille par l'architecte Cassien-Bernard. Le style Guimard très chargé passe vite de mode dès les années 1900, et plusieurs architectes sont ensuite chargés de réaliser des balustrades en fer forgé d'un style plus simple et sobre.
Ces nouveaux entourages portent un plan du réseau, qui est également ajouté aux anciens entourages Guimard. L'éclairage extérieur des porte-plans de type Gobert laisse place à un éclairage intérieur autour de 1930.
Le Nord-Sud, compagnie concurrente à la CMP et qui exploite deux lignes, fait réaliser à partir de 1910 des accès en céramique et fer forgé, d'aspect plus sobre mais élégant. Le mot « Métropolitain » apparaît en blanc sur fond rouge pour être visible de loin.

#### Accès particuliers
Outre les édicules Guimard et les entourages classiques, il existe deux autres types d'accès aux stations : dans des édicules en ciment, ou placés dans des immeubles.
Dans quelques cas, des édicules accueillent les escaliers, ascenseurs voire la salle de distribution. Ces édifices sont situés en particulier sur la ligne 3bis à Pelleport, Saint-Fargeau et Porte des Lilas. D'autres se situent à Saint-Jacques (ligne 6), ainsi qu'à Place Monge (ligne 7), Vaneau (ligne 10) ou Volontaires (ligne 12), ces trois derniers en alignement du bâti existant.
À l'inverse, par manque de place en surface, plusieurs entrées sont situées au rez-de-chaussée d'immeubles, comme à Sentier (ligne 3), Les Halles (ligne 4), Riquet (ligne 7), Buzenval (ligne 9), Miromesnil (lignes 9 et 13) et Pernety (ligne 13), Louise Michel (ligne 3) ou encore Robespierre (ligne 9).

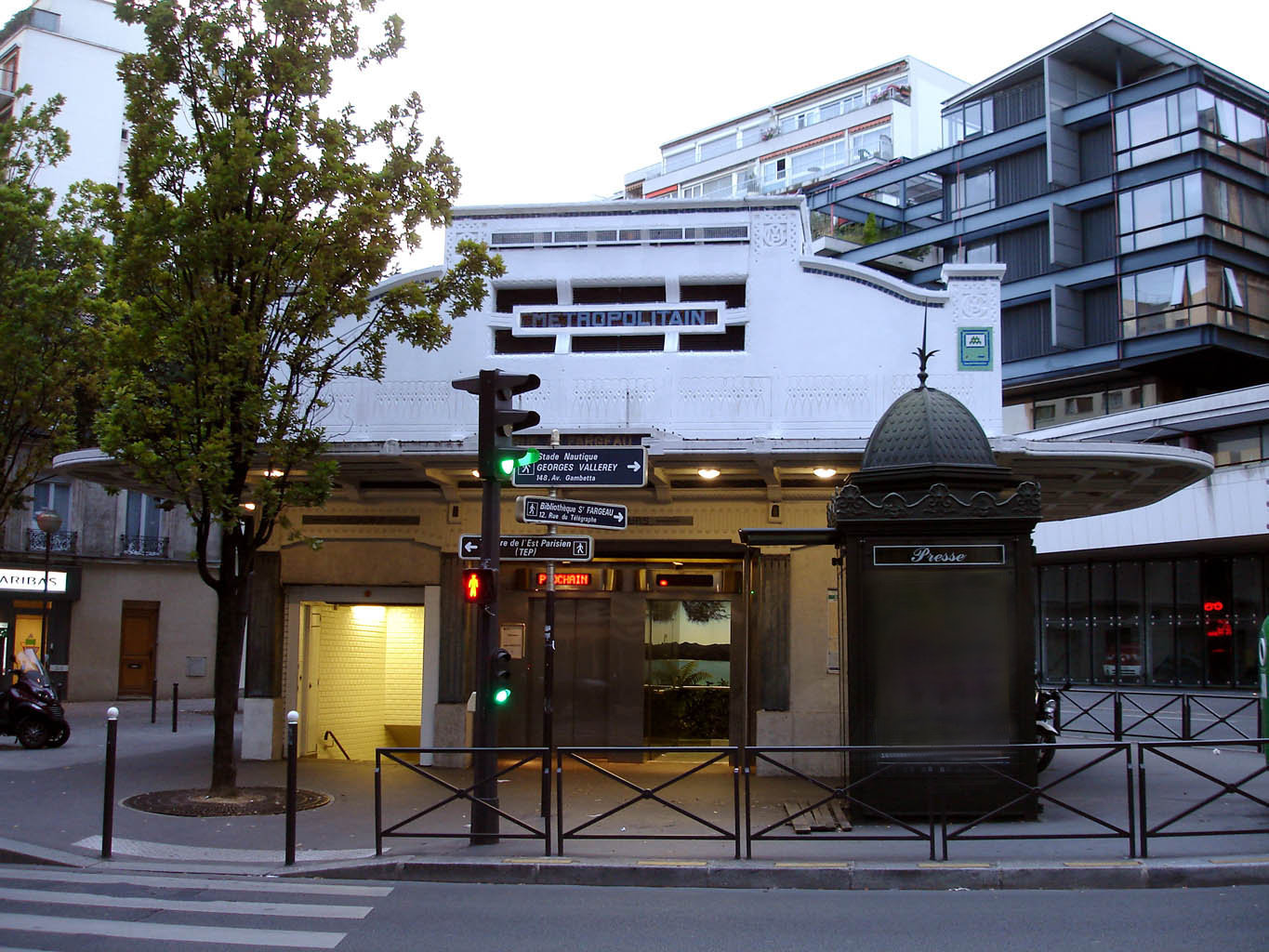
Saint-Fargeau (ligne 3 bis).
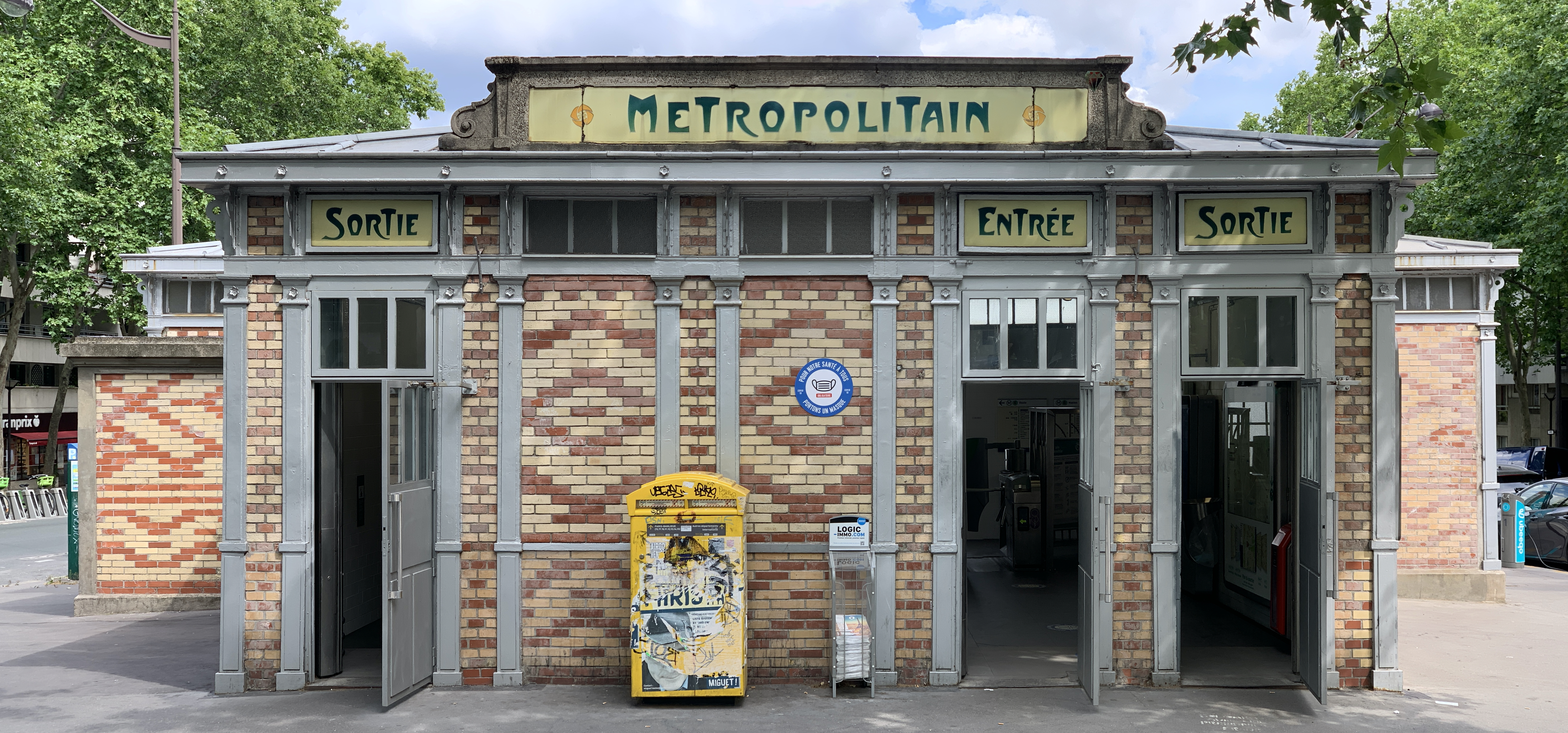
Saint-Jacques (ligne 6).
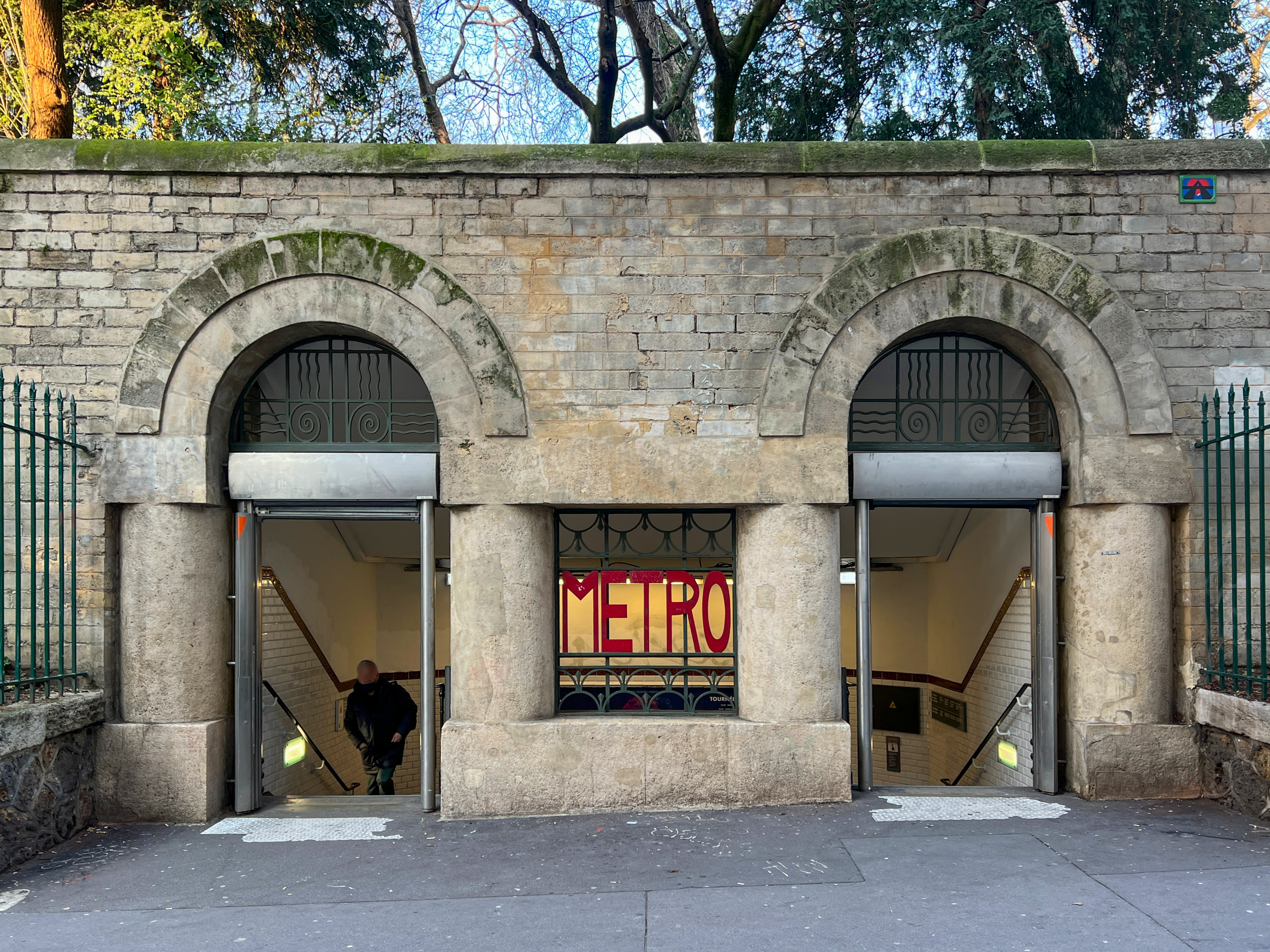
Place Monge (ligne 7).
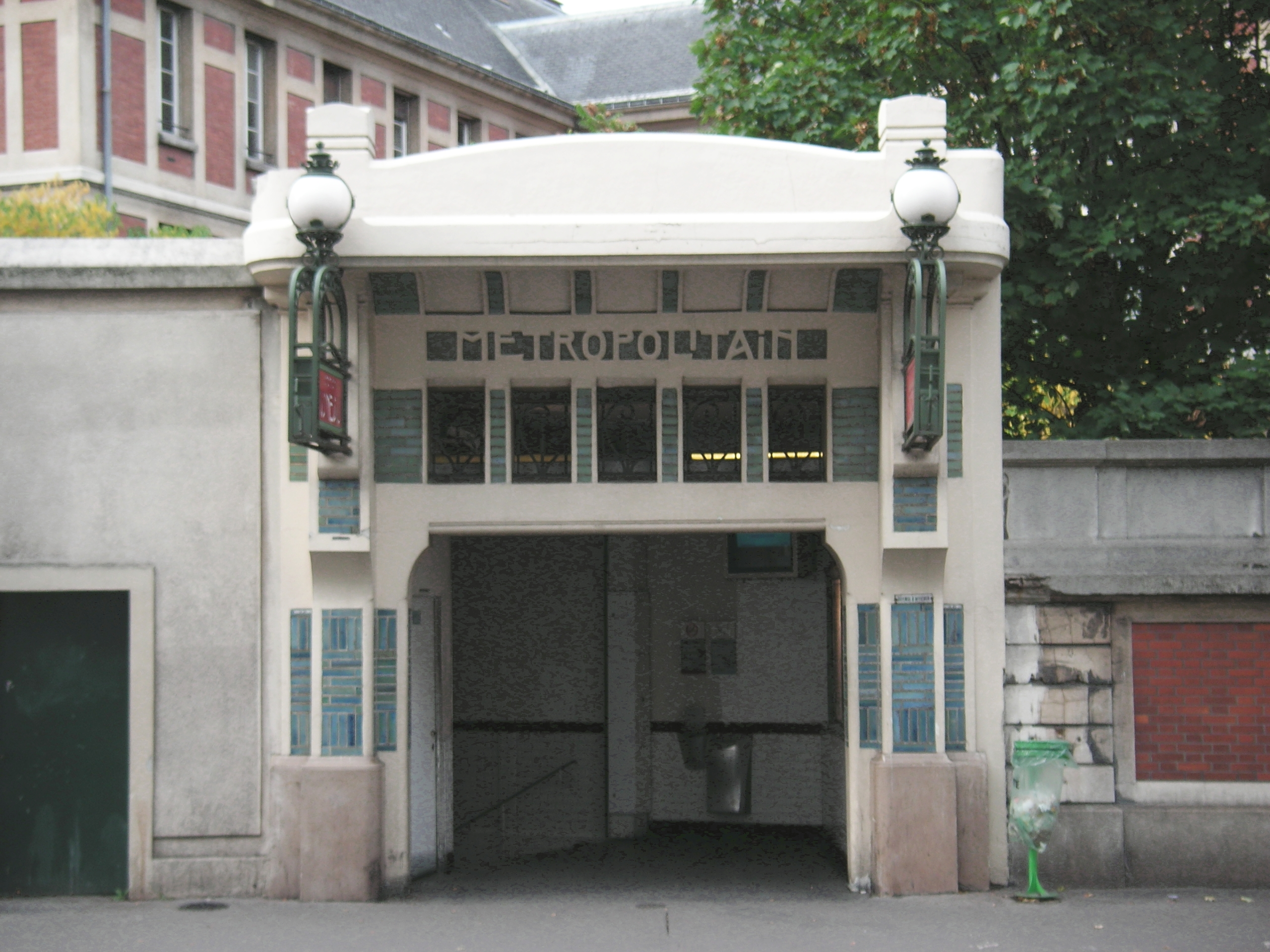
Vaneau (ligne 10).
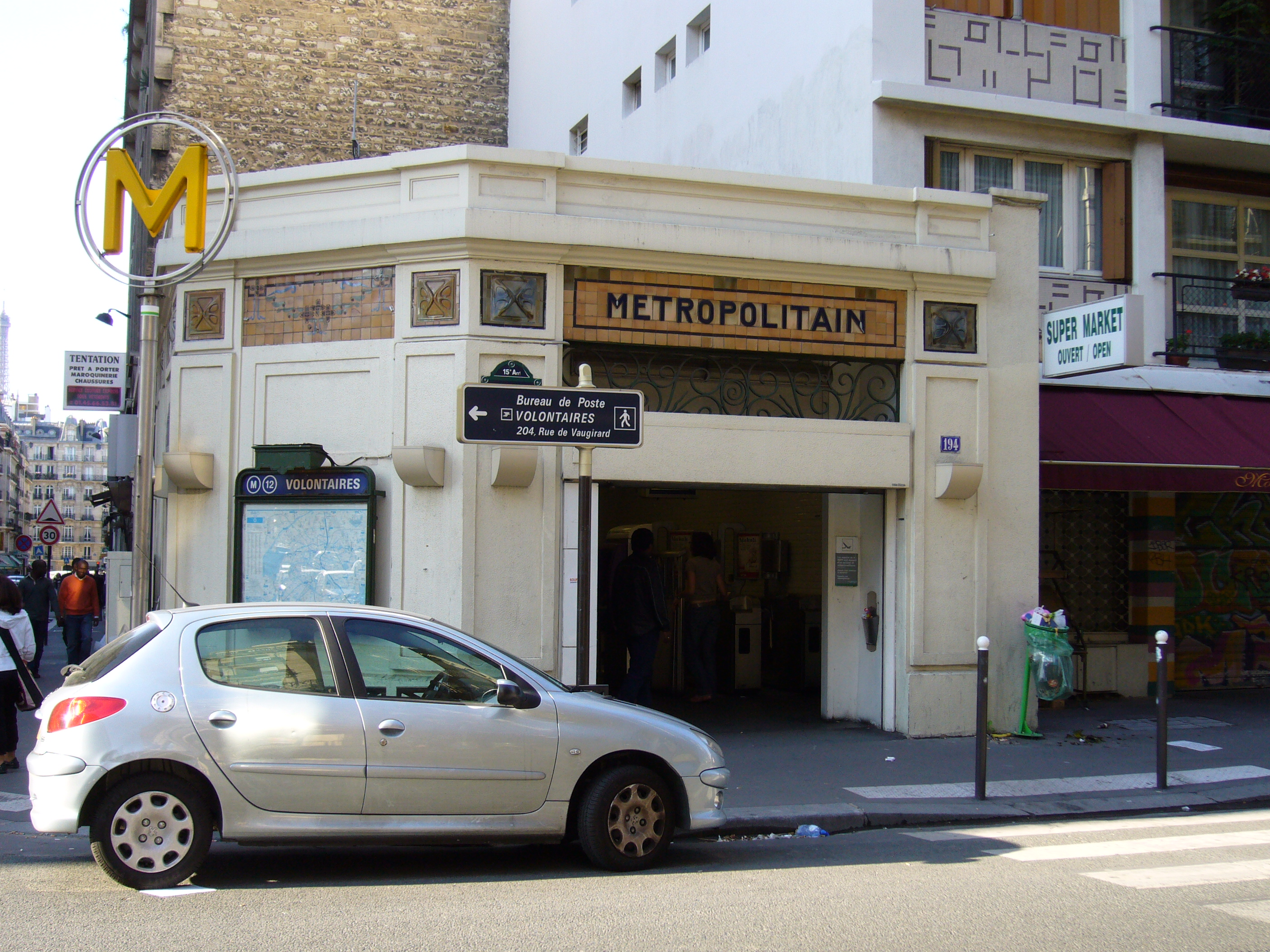
Volontaires (ligne 12).
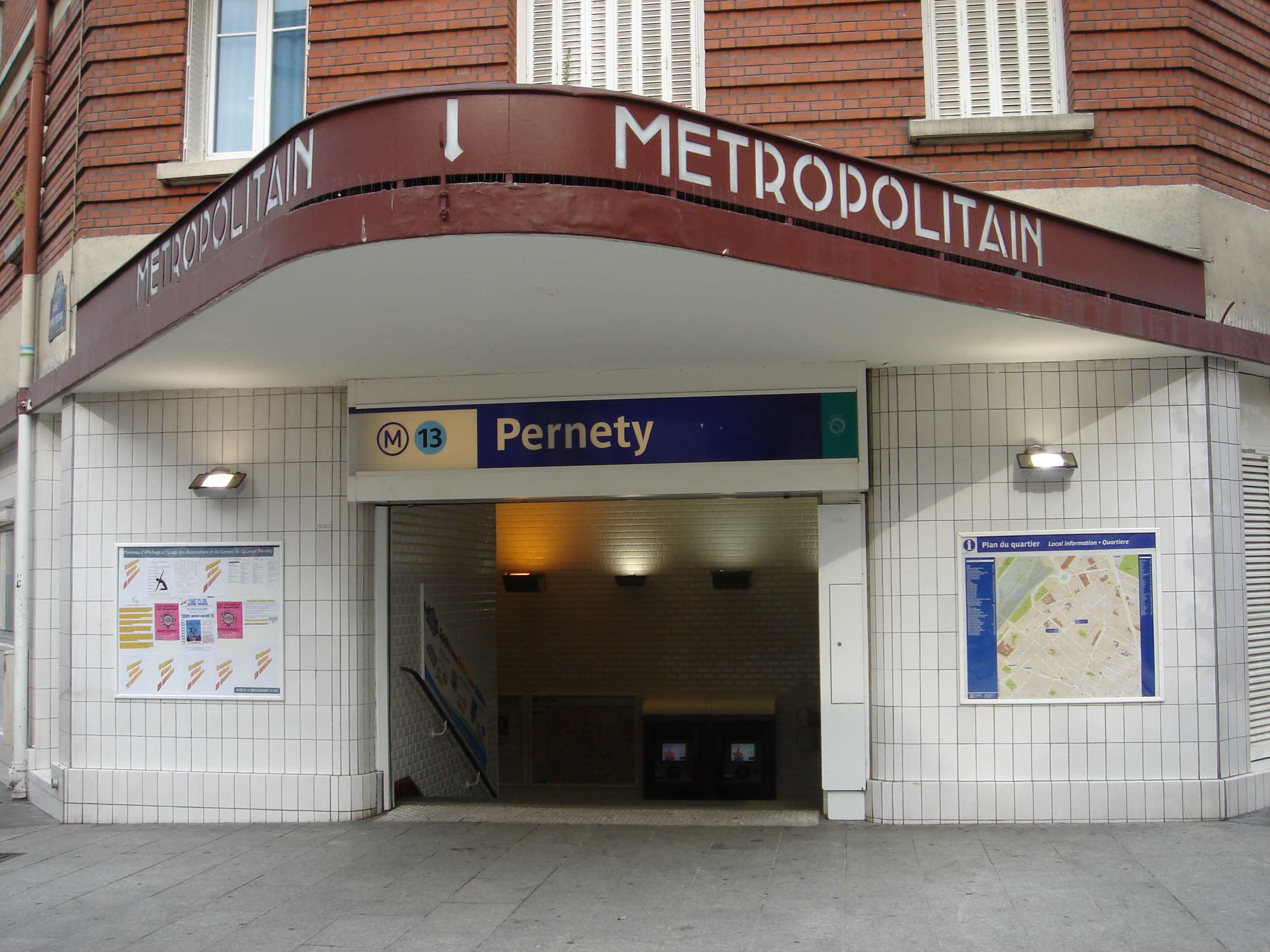
Pernety (ligne 13).
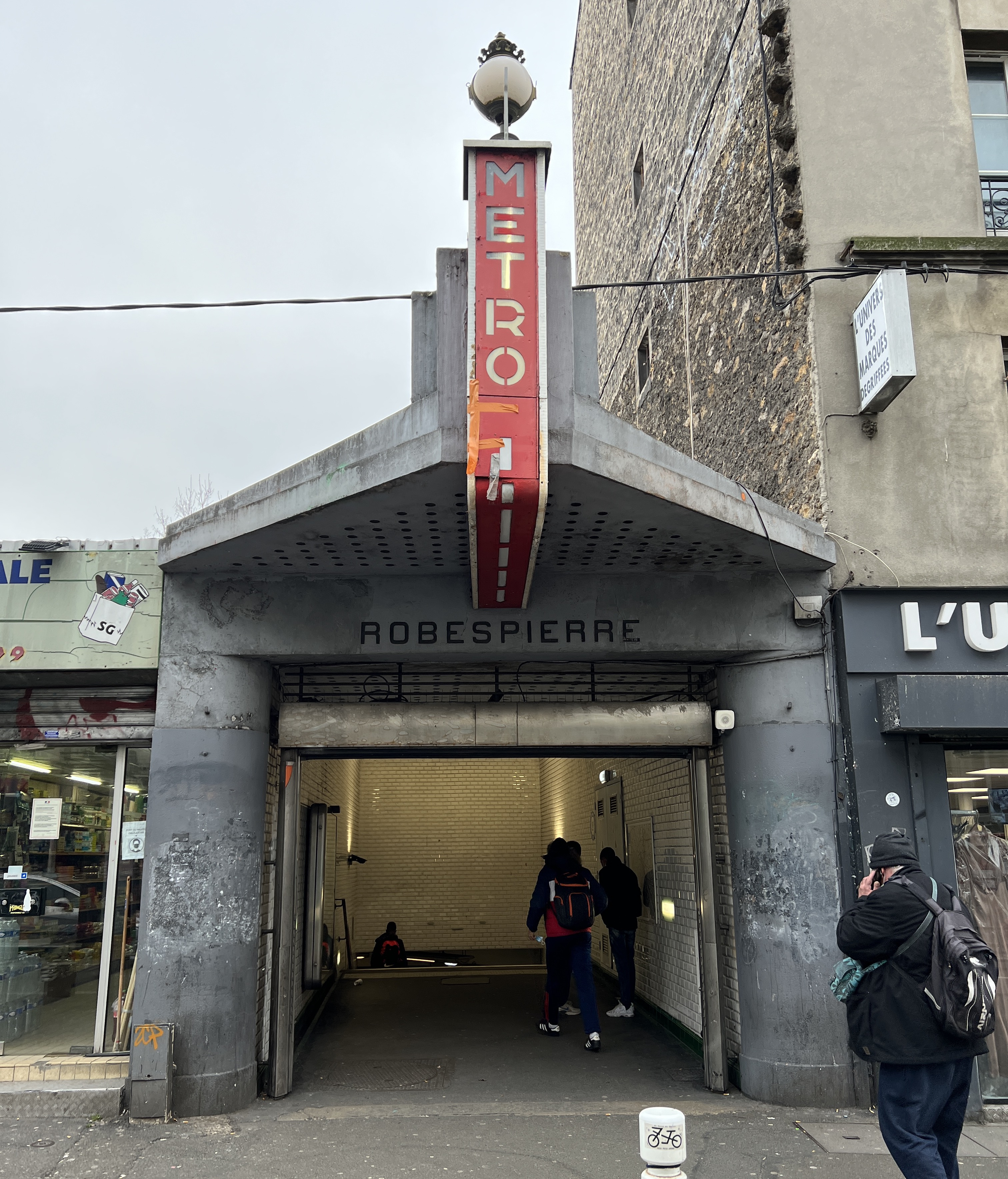
Robespierre (ligne 9).
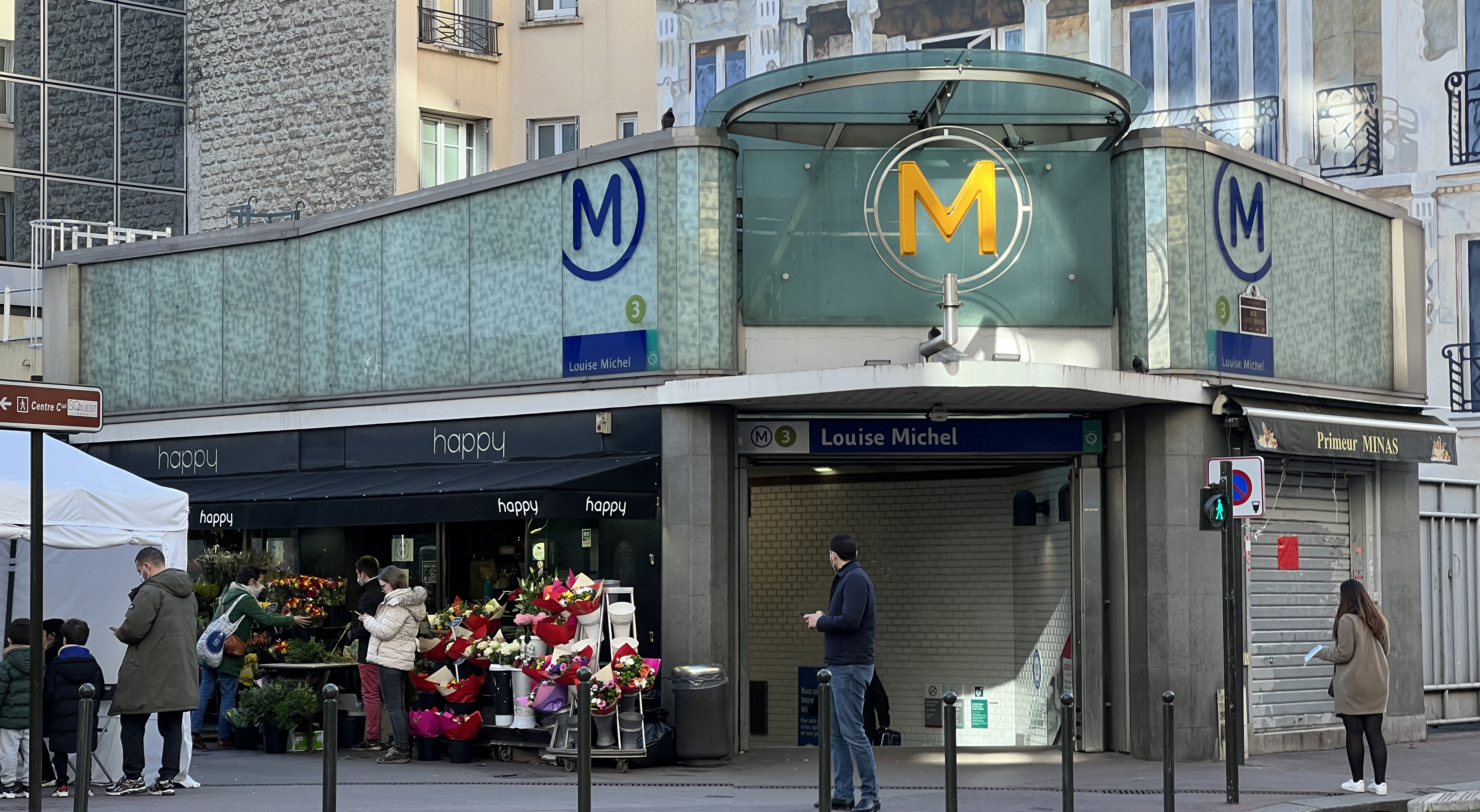
Louise Michel (ligne 3).

### Mâts
Les « signaux » ou « totems » signalent de loin l'accès à une station du métropolitain. D'abord mis en place par le Nord-Sud, ils sont ensuite généralisés sur le réseau, leur style évoluant au fil des ans.

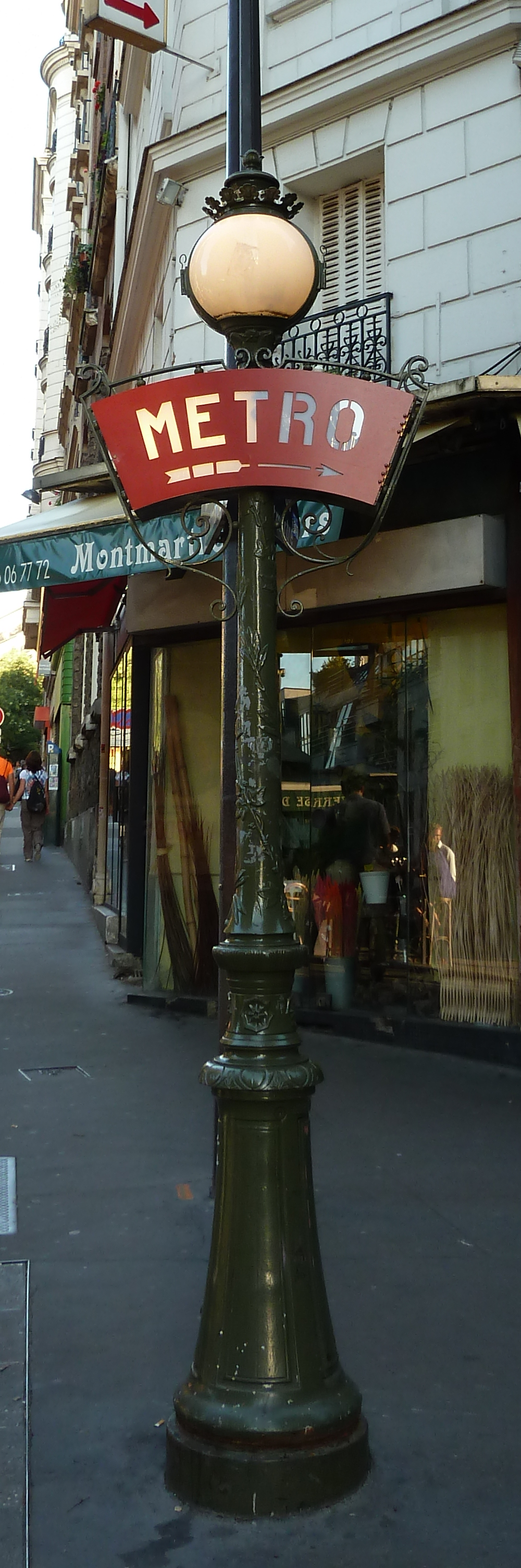
Lamarck - Caulaincourt.
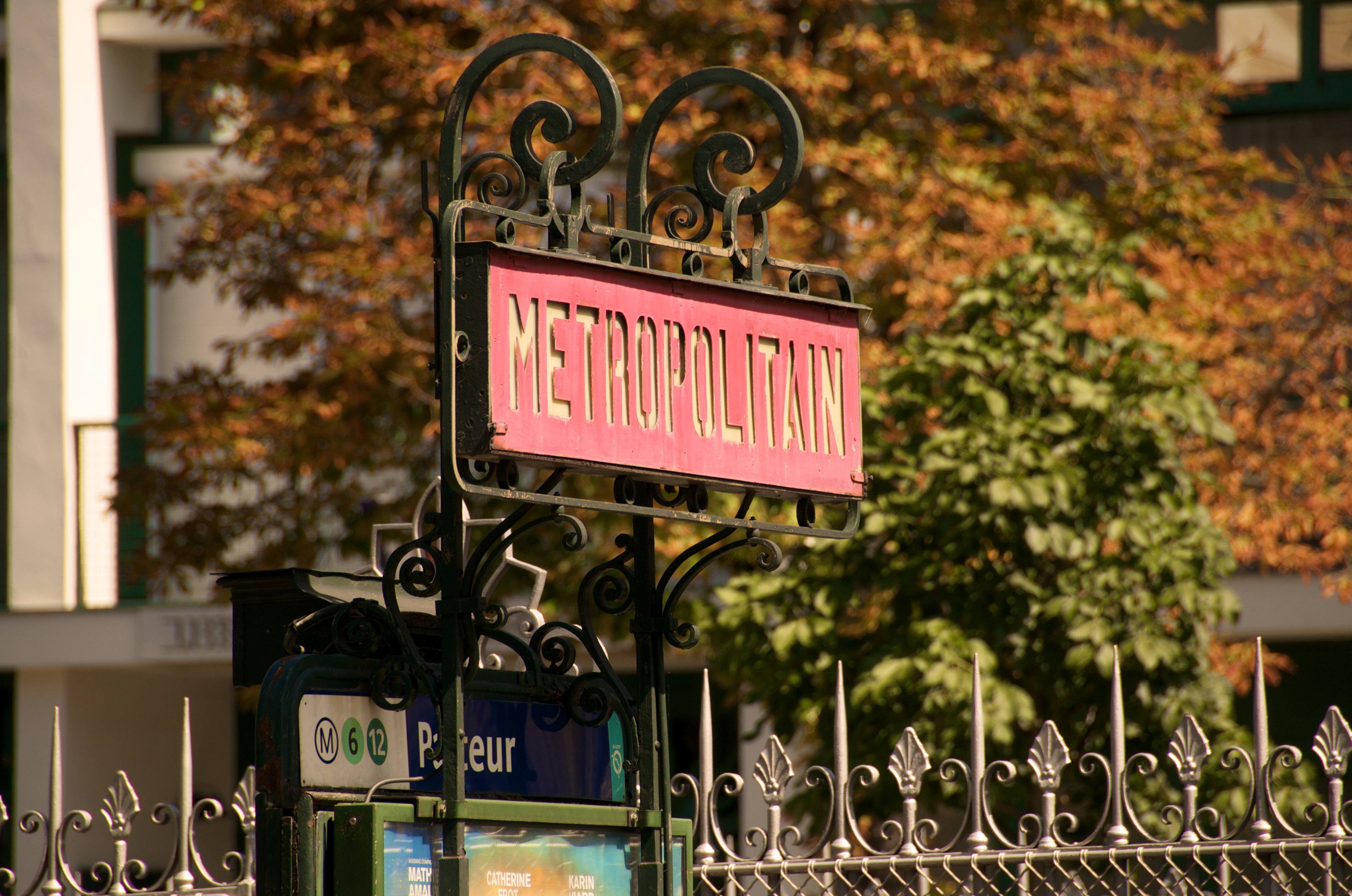
Mât Nord-Sud (1910).
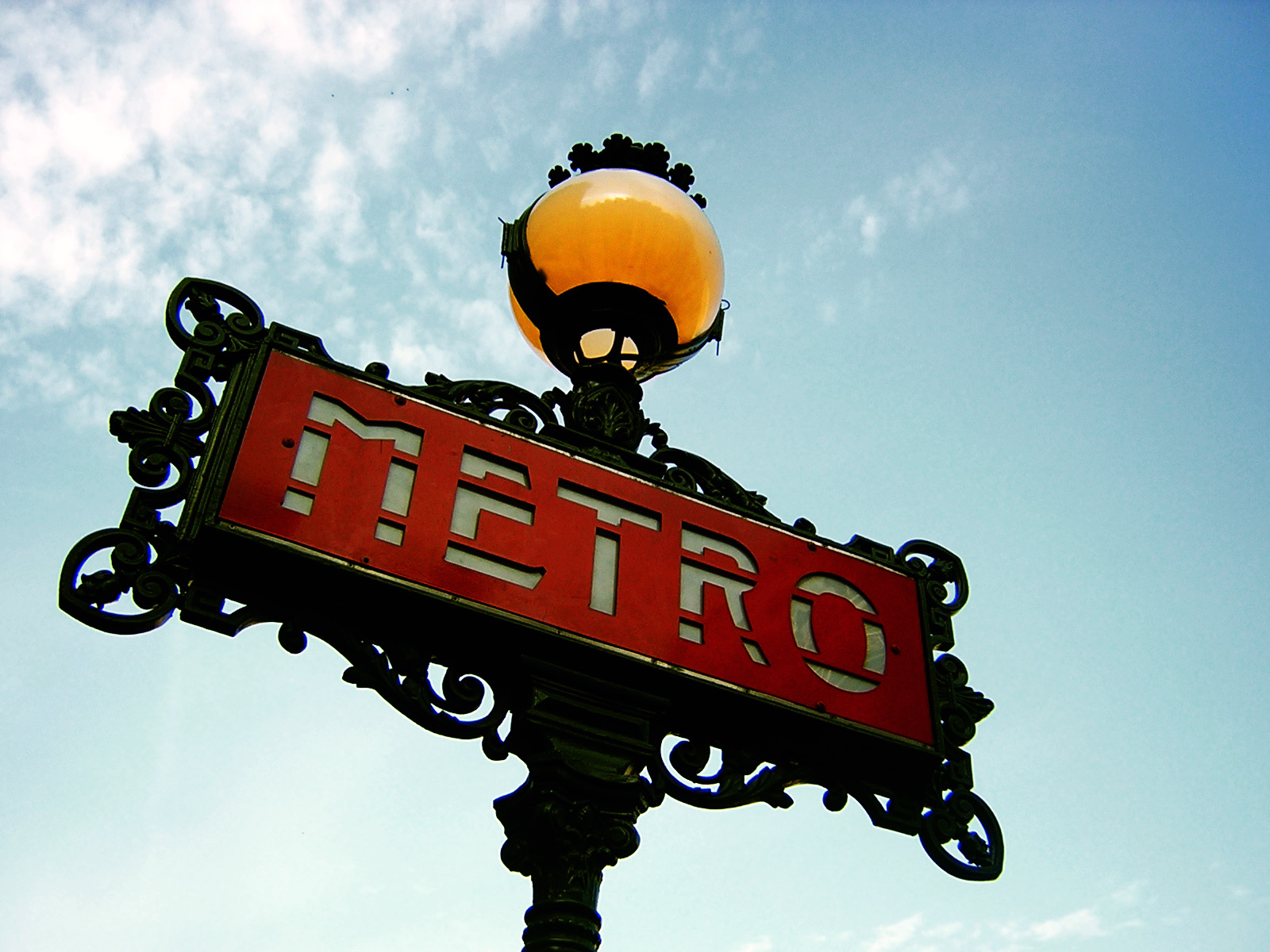
Mât Val d'Osne (1920).
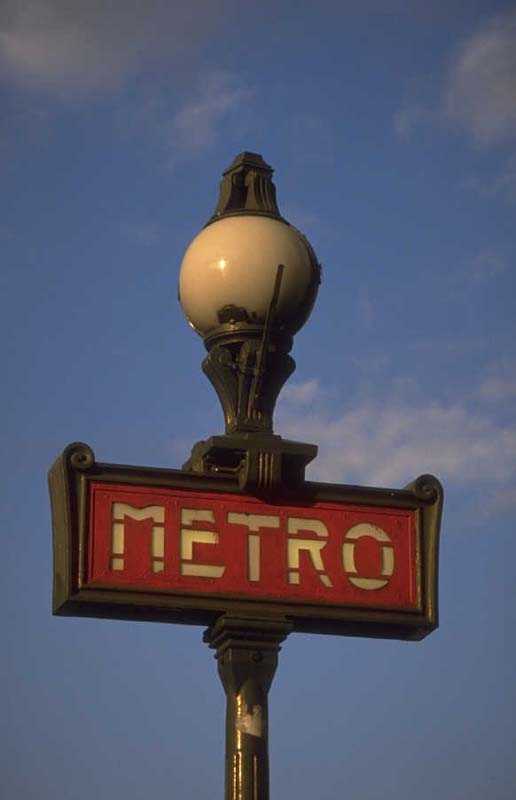
Mât Dervaux (1935).
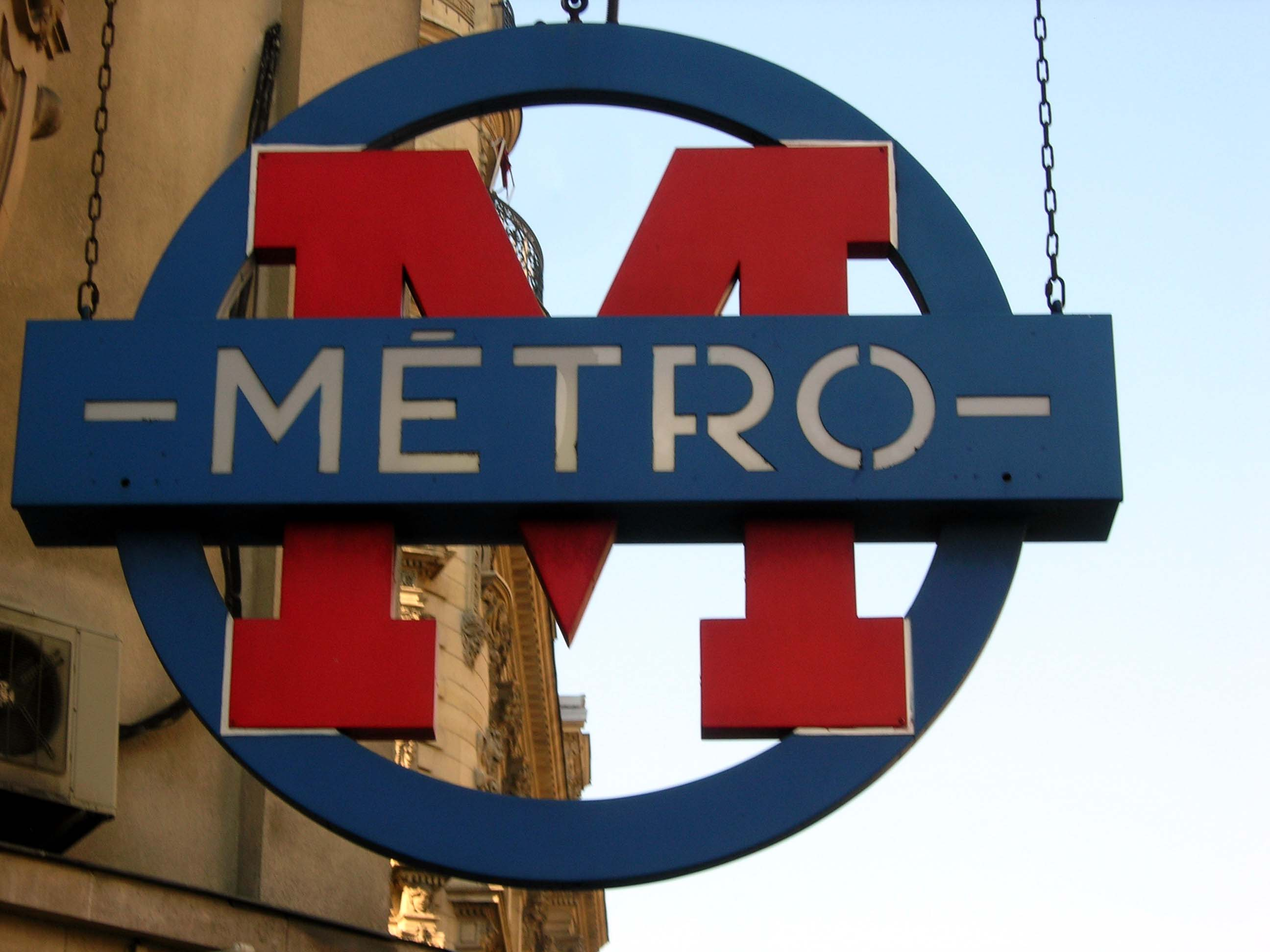
Signalétique rouge et bleu (années 1940).
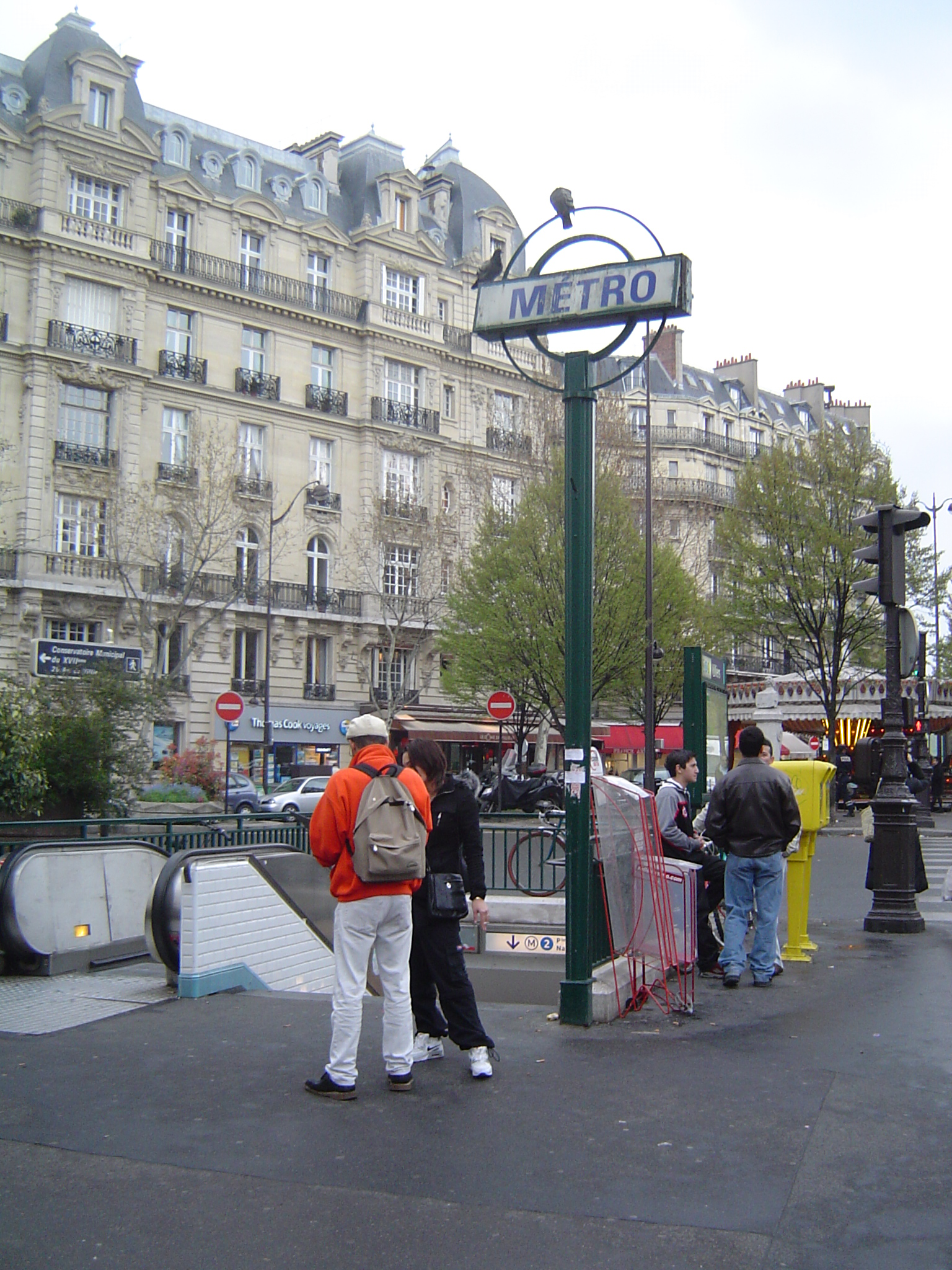
Totem 60 (années 1960).
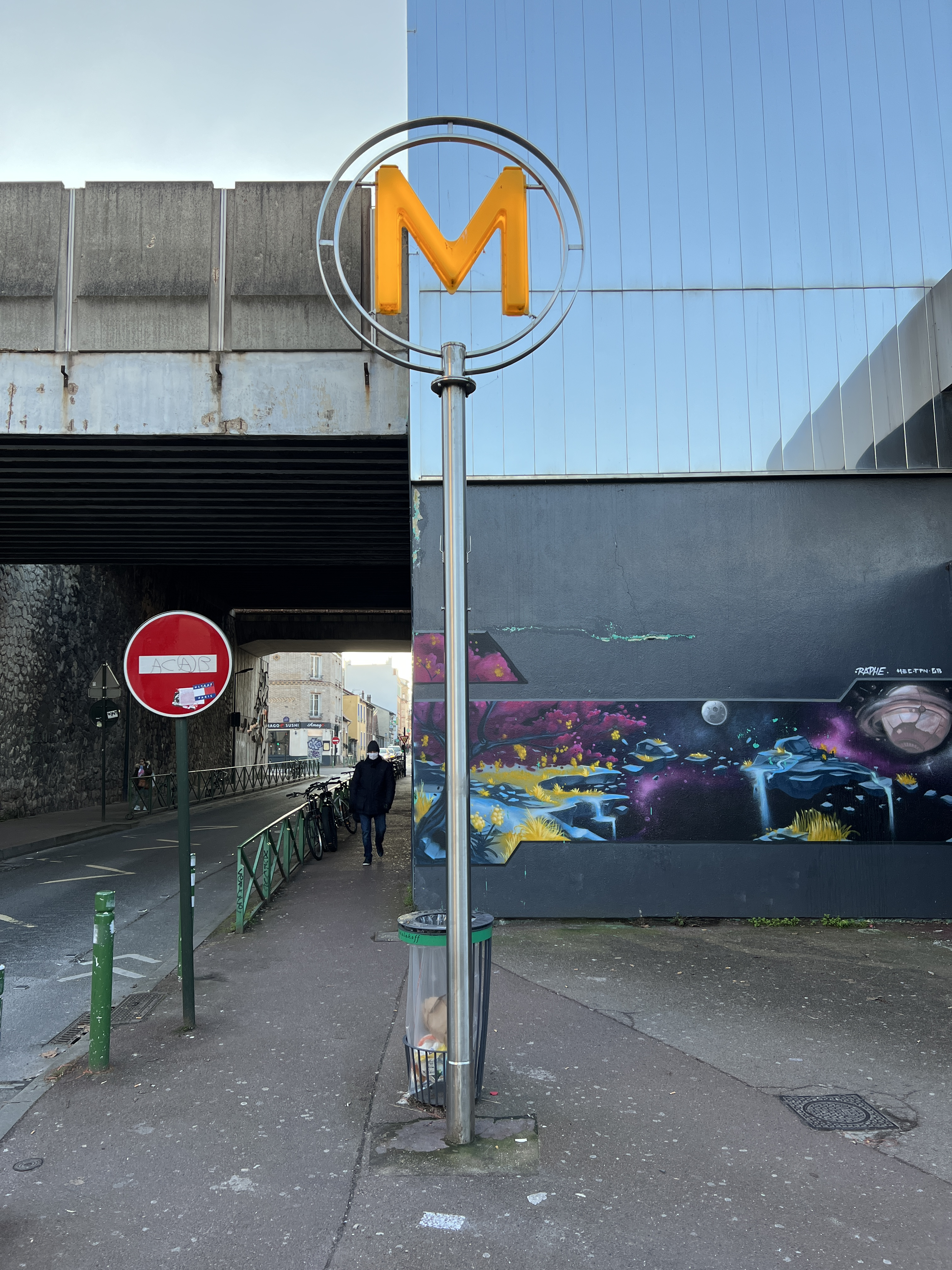
Totem Inox (années 1970).
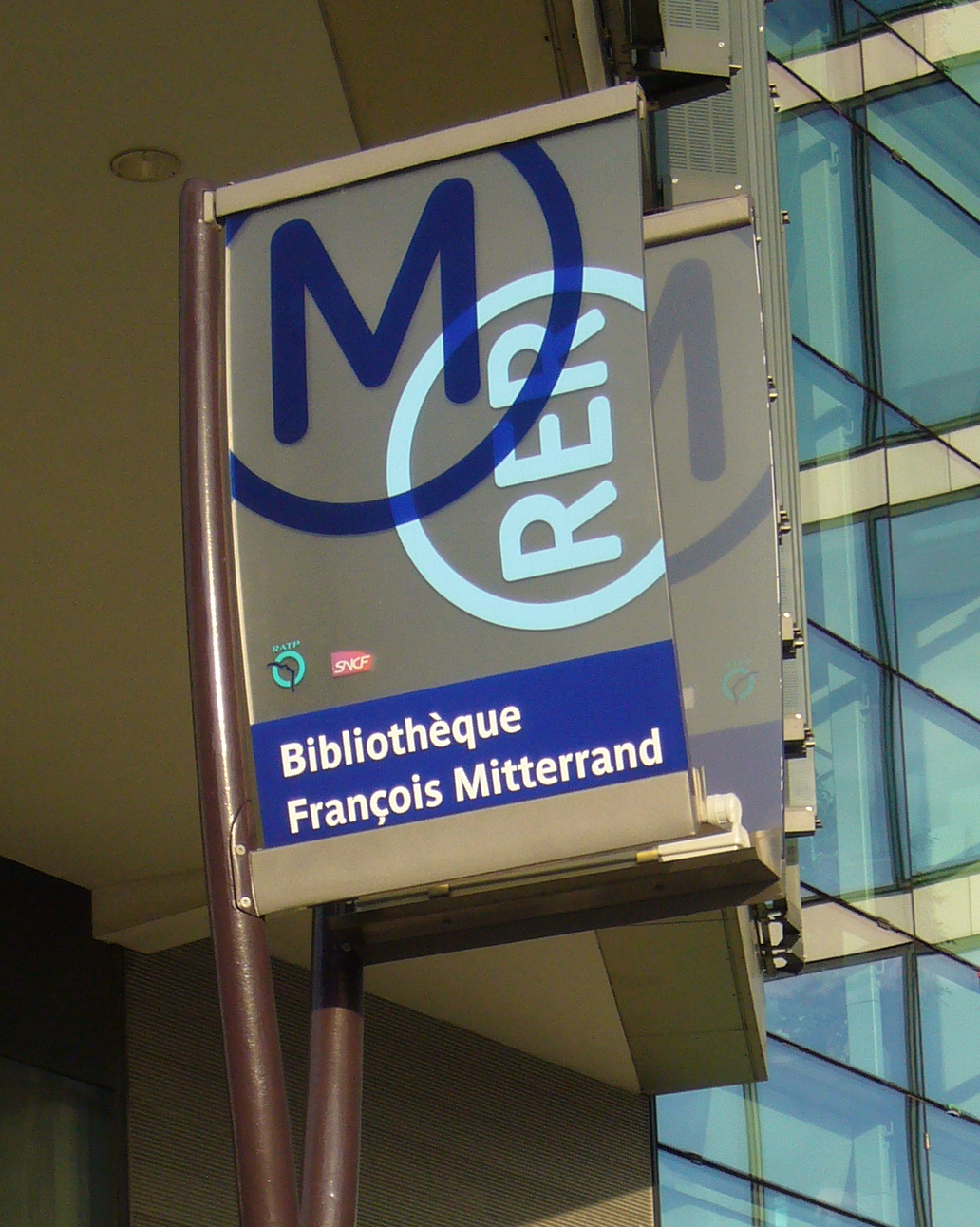
Totem Météor (1998).
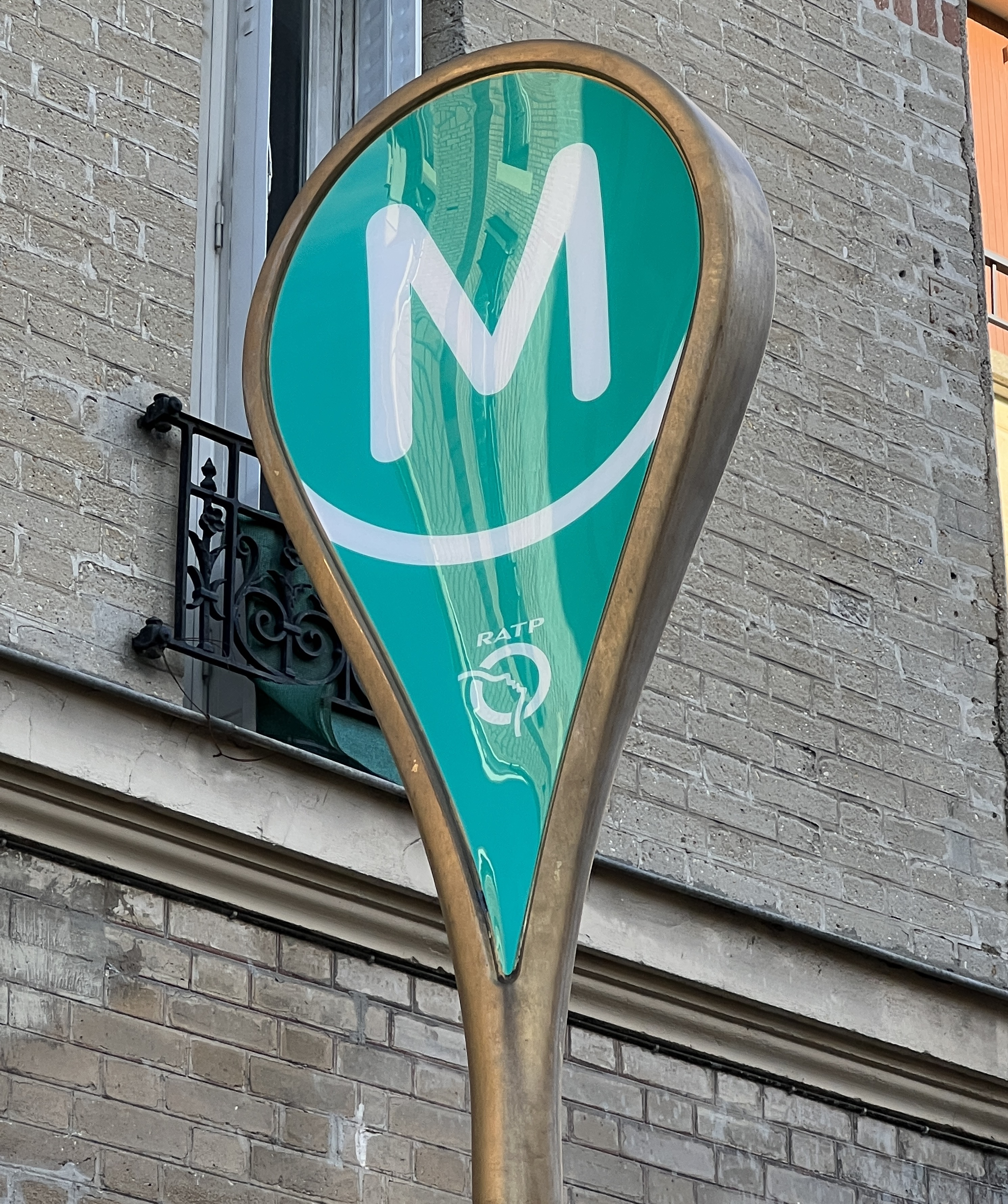
Totem Marc Aurel 2030 (depuis les années 2020).

#### Mât Nord-Sud
En 1912, le Nord-Sud met en place un mât en forme de lampadaire de la Ville de Paris à l'entrée de la station Lamarck - Caulaincourt, à Montmartre, peu visible de la rue en raison de sa configuration à flanc de coteau. Sur le reste de son réseau, la compagnie fait apparaître l'inscription « Nord-Sud » en blanc sur fond rouge, inscription qui est transformée en « Métropolitain » lors de la fusion du Nord-Sud et de la CMP en 1930.

#### Totem Val d'Osne
La CMP obtient en 1923 de la Ville de Paris et par arrêté préfectoral l'autorisation de placer des mâts de quatre mètres de hauteur sur une partie du réseau, pour améliorer la visibilité des accès. Ceux-ci sont dotés d'un globe éclairant surmontant le mot « MÉTRO » éclairé de l'intérieur, et de contours en frise de fer forgé s'harmonisant aux entourages des sorties. Ces candélabres ont été fabriqués et fondus par les usines du Val d'Osne, d'où leur nom. Les totem Dervaux apparus en 1922, plus sobres, leur font suite au cours des années 1930. Il subsiste quelques candélabres Val d'Osne, par exemple aux stations Saint-Paul, Saint-Germain-des-Prés, Iéna, Saint-Augustin, Le Peletier, Saint-Michel, Saint-Sulpice (devant le Café du Métro) ou Saint-Placide.

#### Totem Dervaux
La société Nord-Sud choisit quant à elle l'architecte Dervaux, qui utilise le fer forgé, à partir de 1914. Les candélabres Dervaux se généralisent sur le réseau de la CMP durant les années 1930, et tendent à remplacer les candélabres Val d'Osne, considérés comme trop chargés et démodés. L'entourage de l'enseigne est simplifié et s'intègre davantage dans le paysage urbain tout en restant visible, et éclairé la nuit. Les entourages et mâts Dervaux sont la plupart du temps installés deux par deux, de chaque côté de la rue.

#### Signalétique des années 1940 à l'an 2000
Un nouveau mât présentant un « M » rouge, entouré d'un cercle bleu et barré du mot « MÉTRO » en blanc sur fond bleu apparaît dès avant la Seconde Guerre mondiale à l'entrée de quelques stations. Durant les années 1960, le mot « MÉTRO » apparaît en bleu sur fond blanc à l'intérieur de deux cercles métalliques. Ce signe se simplifie avec le temps, perdant le mot « MÉTRO » au profit du seul M jaune doublement encerclé en inox, toujours éclairé de l'intérieur la nuit.

#### Totem Météor
Le totem Météor a été mis en place à la suite de la construction de la ligne 14 du métro de Paris, ouverte en 1998. Aujourd'hui, il figure sur les rampes d'accès de la ligne ainsi qu'à l'entrée de stations d'autres lignes dont le totem a été changé, comme sur le parvis de la station La Défense par exemple.
Ce nouveau mât adopte la forme d'un arbre s'achevant par deux branches, chacune portant un panneau rectangulaire avec en inscription un « M » moderne, entouré aux trois-quarts, surmontant les logos des entreprises (RATP / SNCF) qui desservent la station. Le nom de celle-ci est inscrit dans la partie inférieure du panneau.
Ces mâts portent également, le cas échéant, les logos « BUS » ou « RER » ou seulement l'un de ces logos. Ils sont également éclairés la nuit de l'intérieur.

#### Totem Marc Aurel 2030
Le totem Marc Aurel 2030, dessiné par le designer Marc Aurel et apparu dans les années 2020, se caractérise par un totem en acier se terminant par une plaque vert jade supportant les logos « M » et RATP. Aux nouvelles stations Aimé Césaire et Mairie d'Aubervilliers, il s'accompagne d'une arche placée au-dessus de l'accès à la station où est placée le nom de la station.

#### Mâts atypiques
Un certain nombre de mâts font exception avec des inscriptions spécifiques ou un modèle original.
Pendant la Première Guerre mondiale, le métro servait de refuge en cas de raid aérien, ce que les mâts indiquaient. À la station Madeleine, le mât signale l'existence d'un passage souterrain avec la double inscription « PASSAGE PUBLIC - METRO ». La station Franklin D. Roosevelt présente un mât original ; l'entrée de la station Miromesnil possède également un modèle unique, avec un « M » jaune carré et non rond. La station Mairie de Montreuil est dotée quant à elle d'un mât en béton portant le mot vertical « METRO » surmonté d'un globe, intégré à la grille entourant l'hôtel de ville. La station Robespierre porte sur l'auvent de l'entrée principale un signal métallique rouge vertical avec le mot « METRO » découpé, le tout surmonté d'un globe.
D'autres stations sont dotées d'enseignes atypiques, en particulier Bourse où l'enseigne est intégrée à la grille entourant le palais Brongniart, et Vaneau, Place des Fêtes ou Place Monge, où l'inscription originale s'intègre aux édicules.

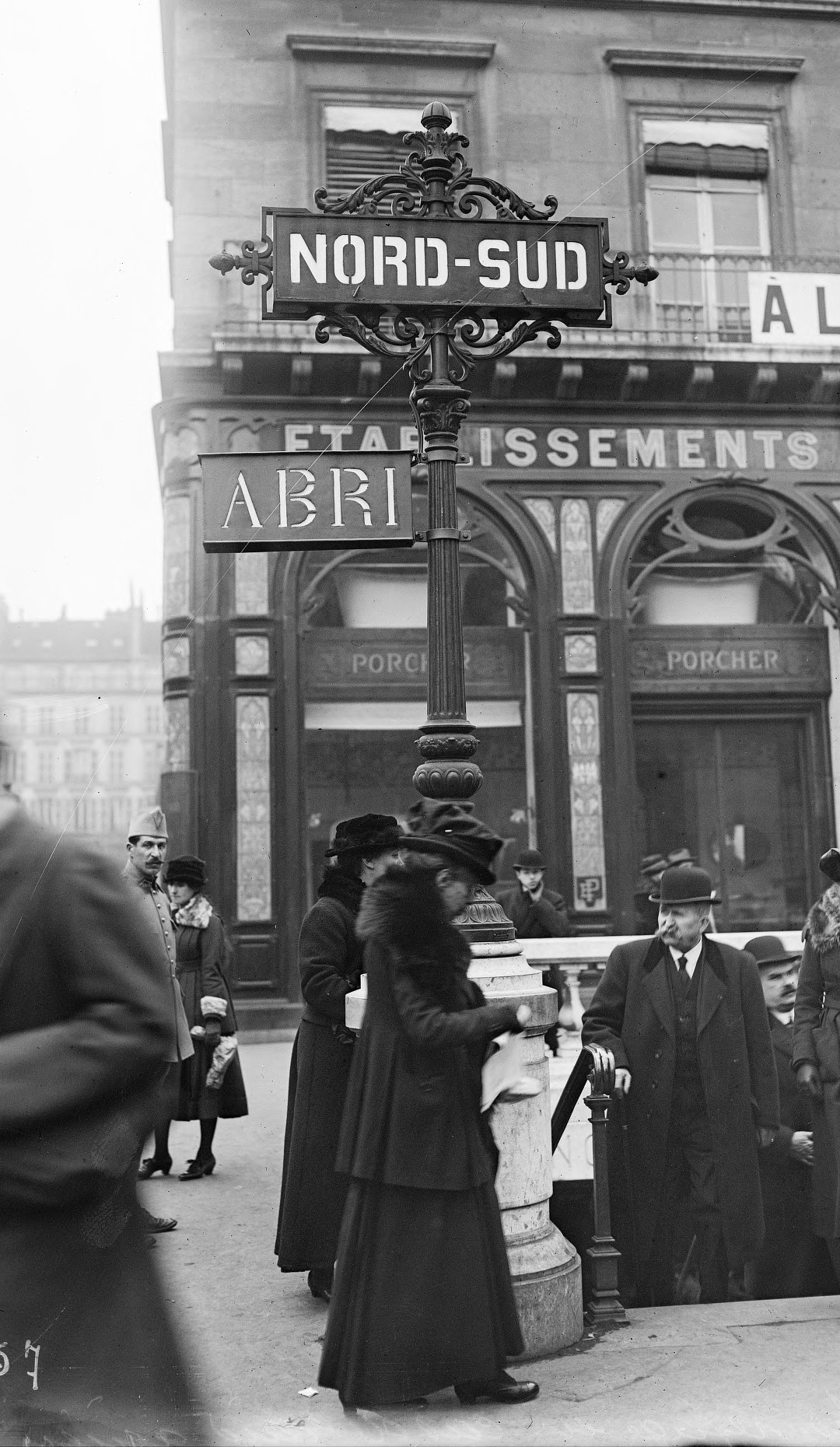
Mât du Nord-Sud.
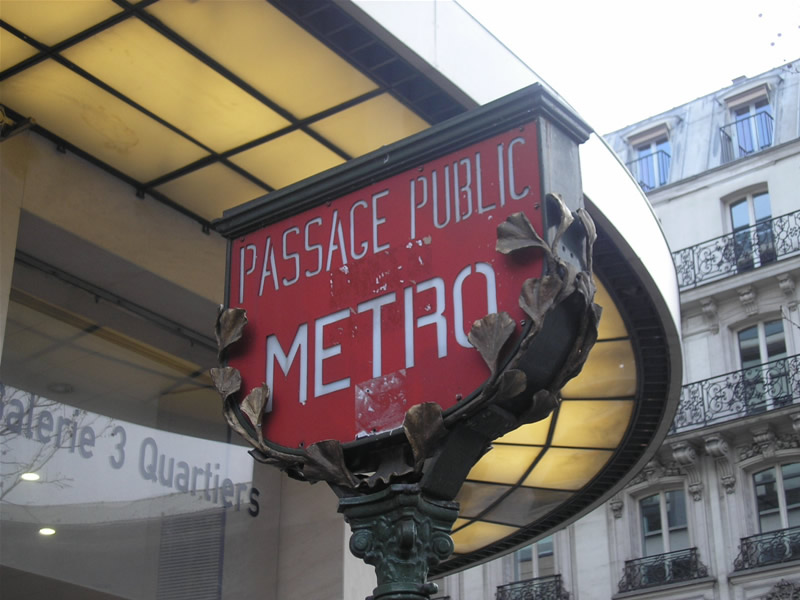
Madeleine.
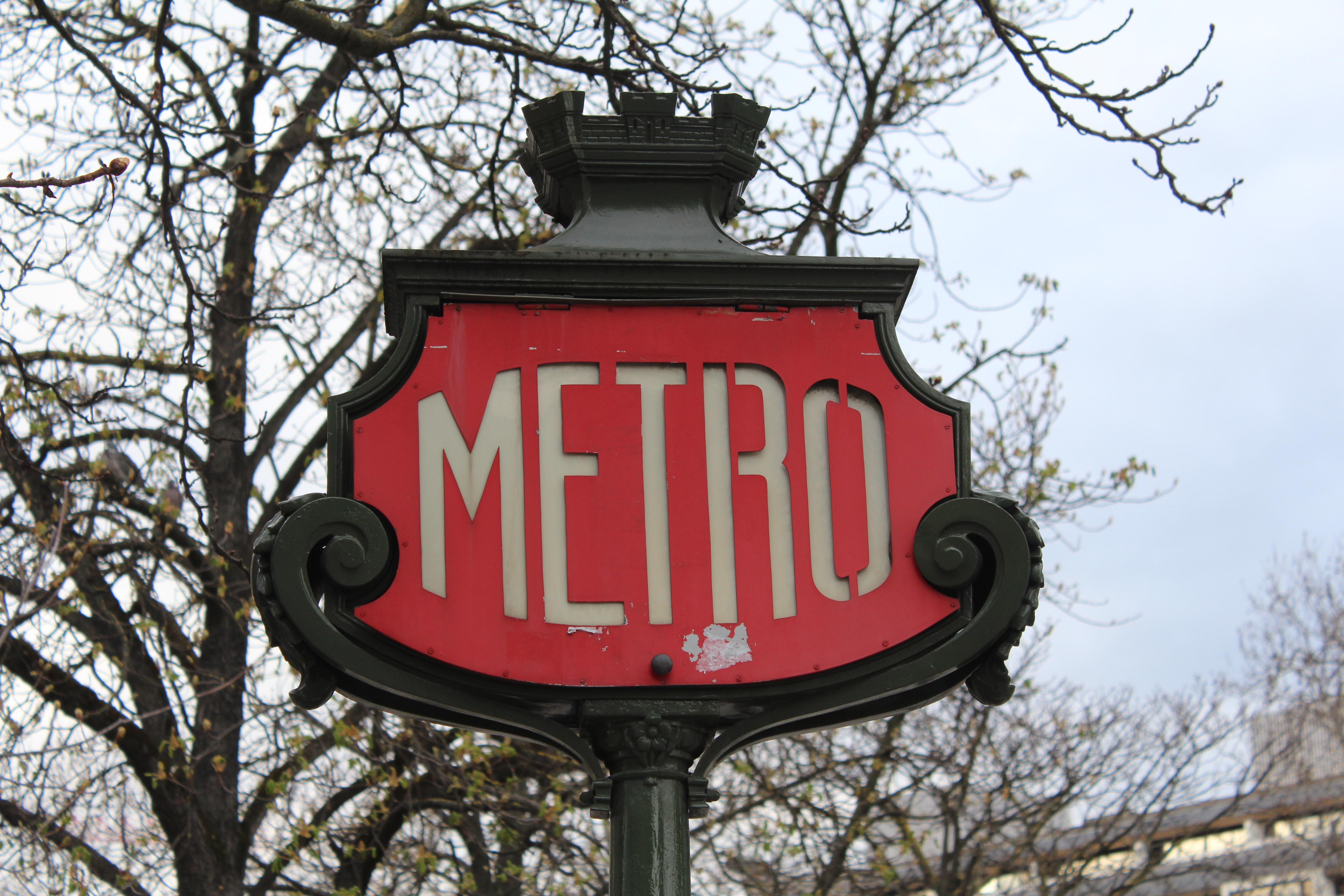
Franklin D. Roosevelt.
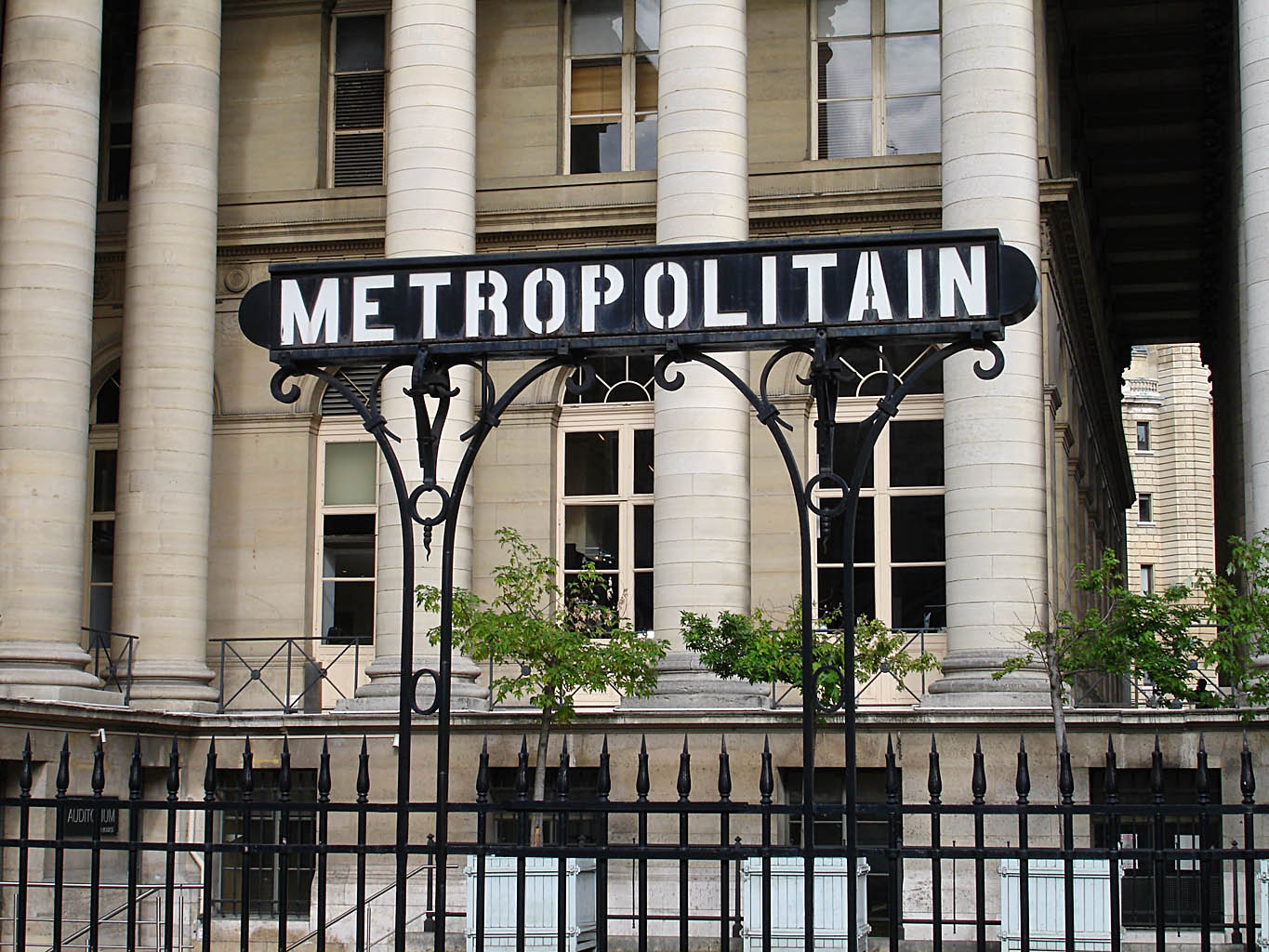
Bourse.
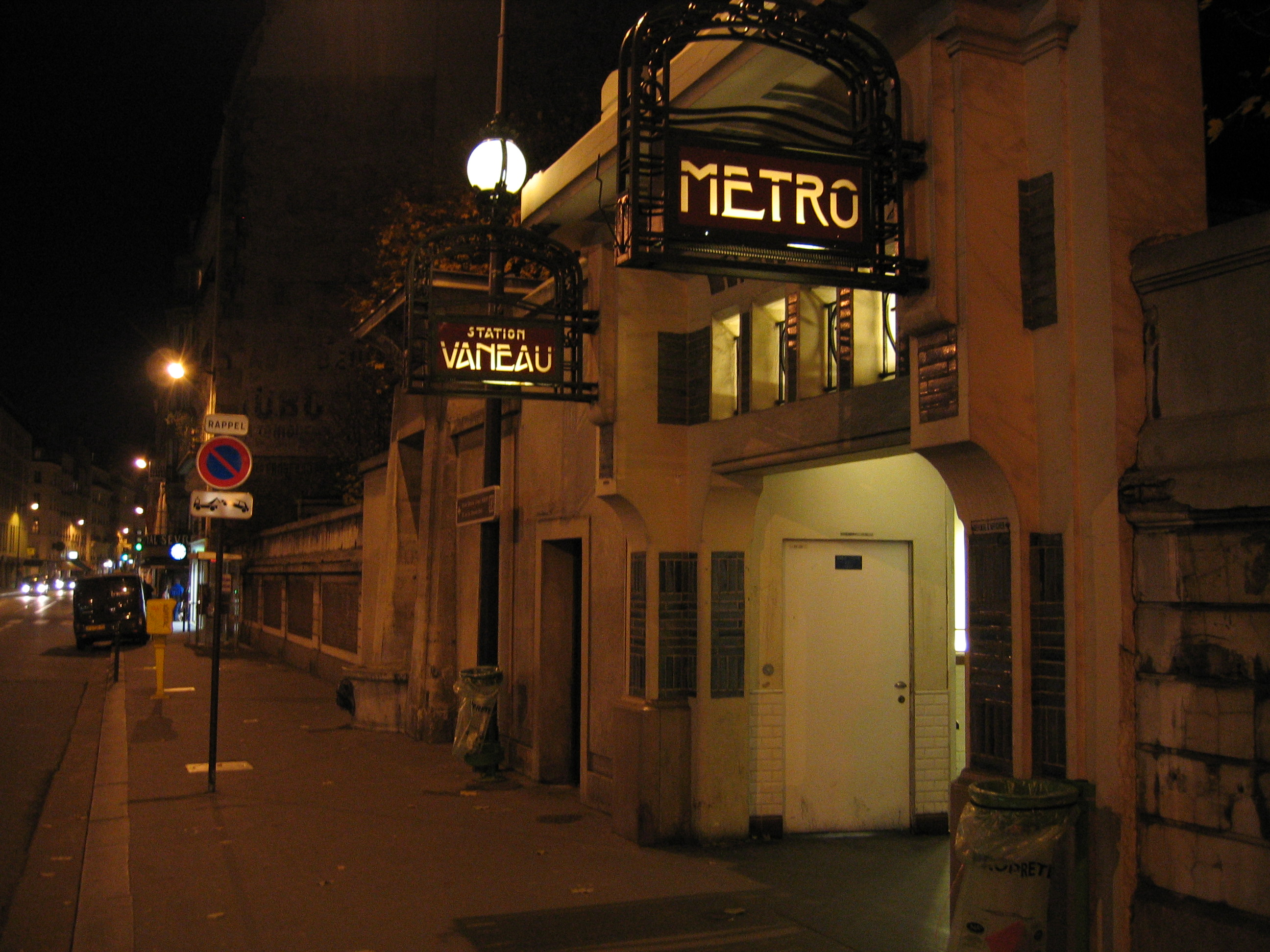
Vaneau.
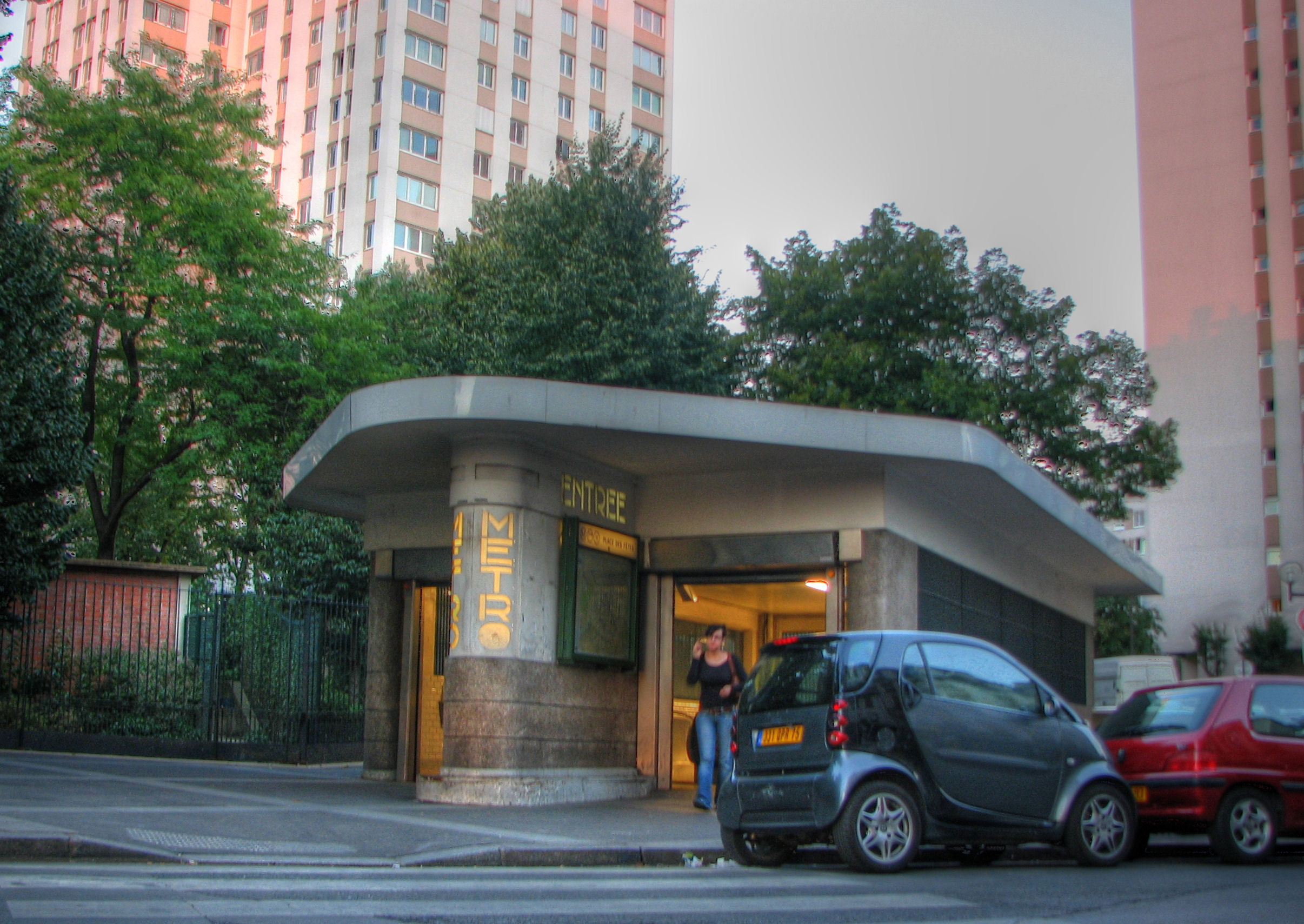
Place des Fêtes.
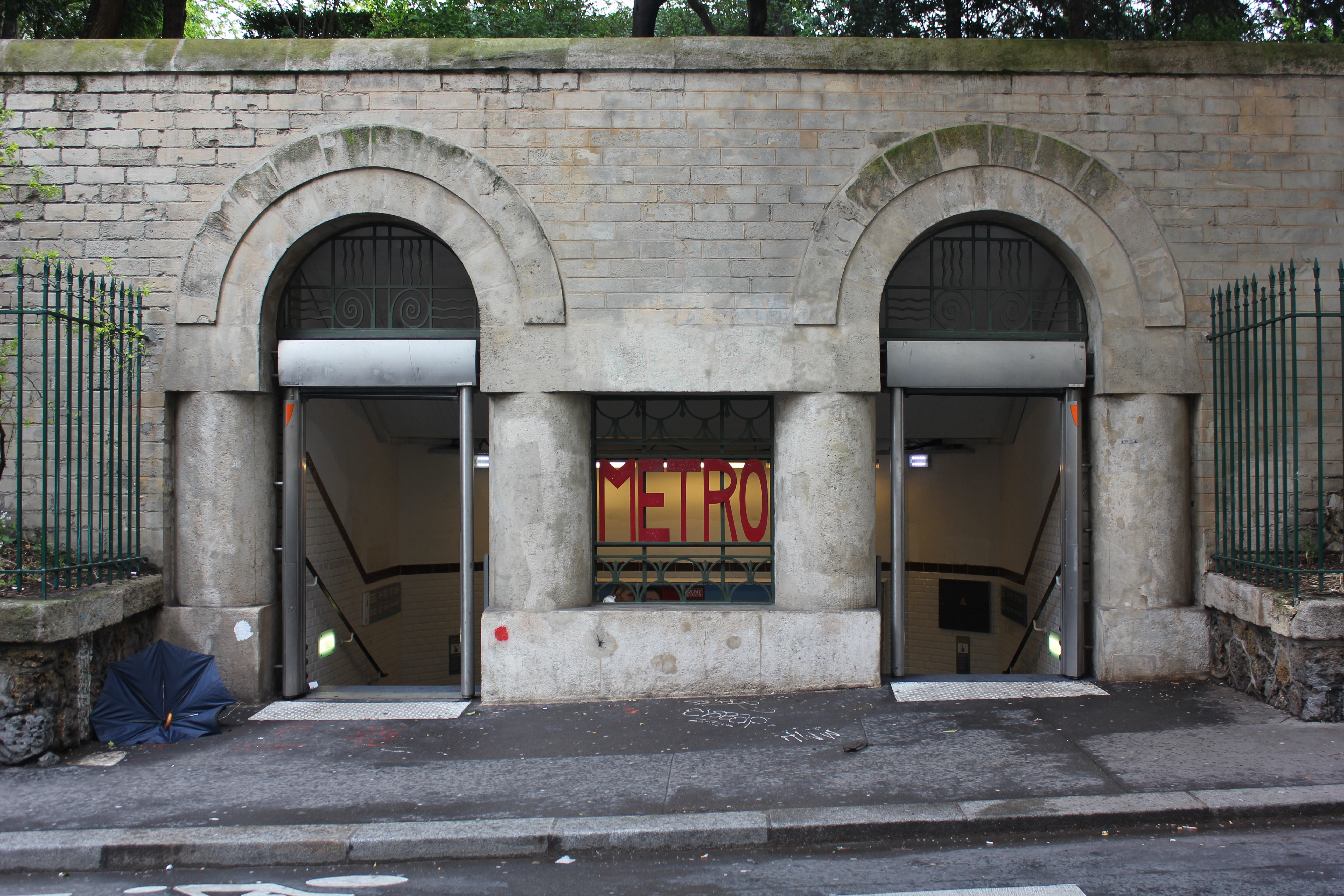
Place Monge.
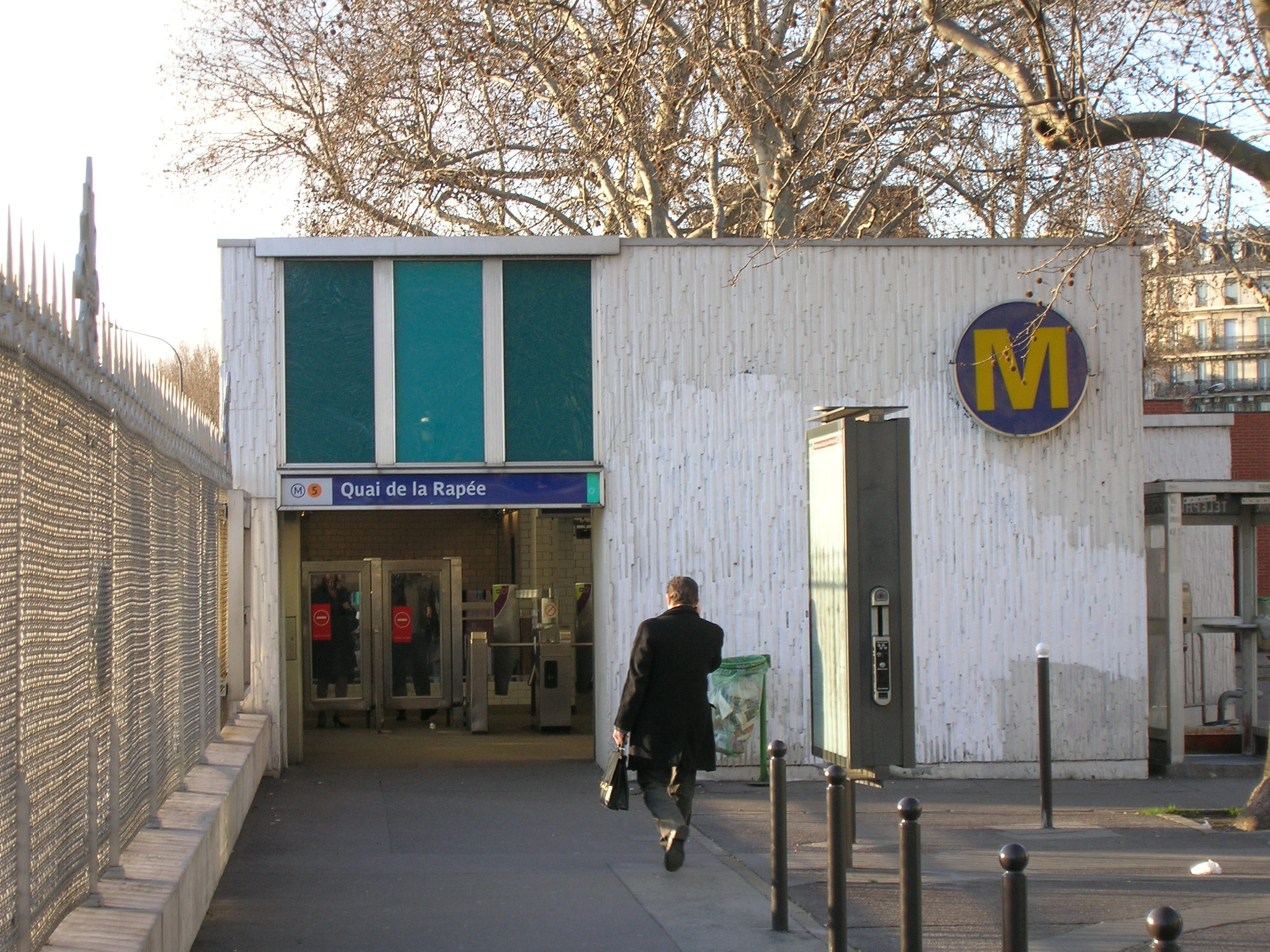
Quai de la Rapée.

## Intérieur
Les stations sont pour l'essentiel disposées selon une structure type. Celle-ci comprend les accès à la voie publique menant à une salle de distribution, reliée aux quais par des couloirs et escaliers.

### Introduction

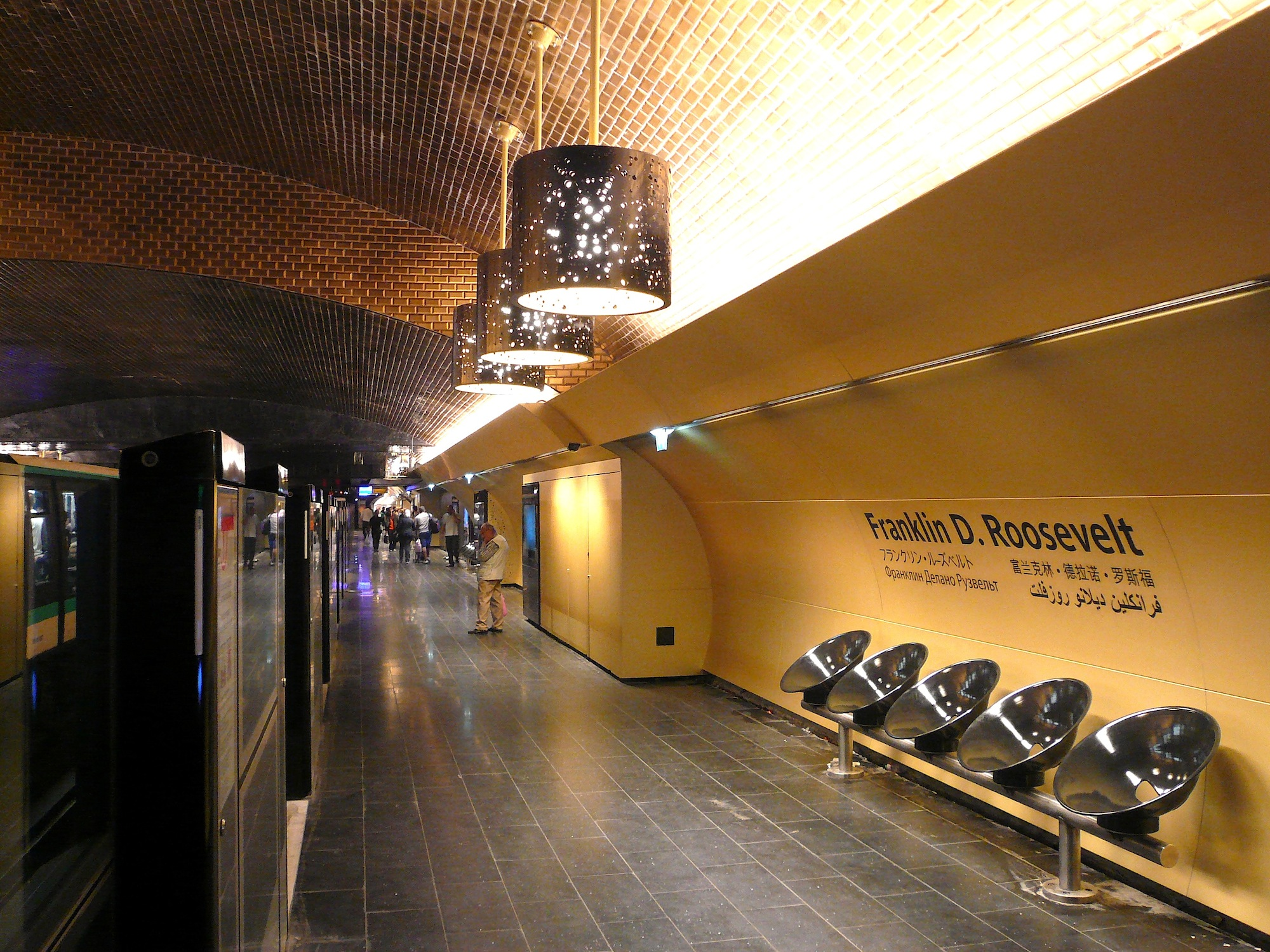
Station Franklin D. Roosevelt sur la ligne 1 après sa rénovation en 2011.

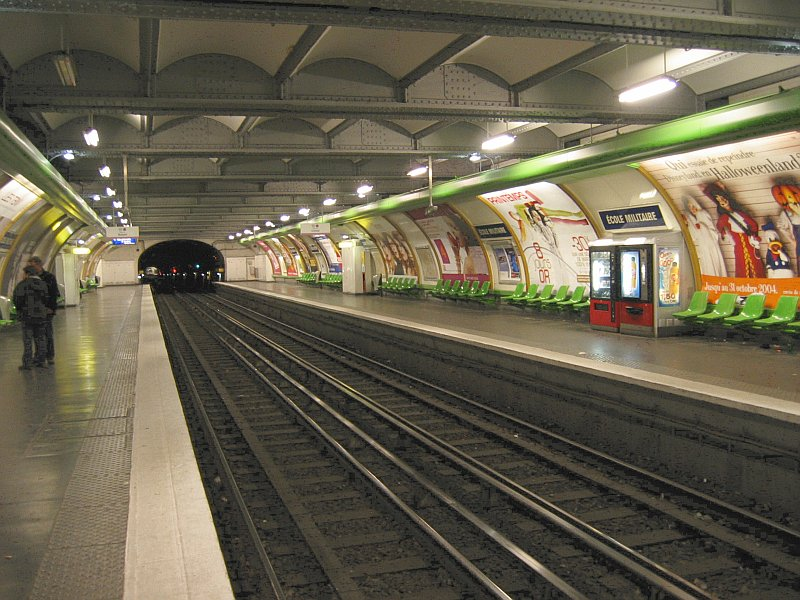
Station École Militaire sur la ligne 8 avec carrossage.

Les stations du métro de Paris se caractérisent par un style unifié résultant de choix esthétiques définis en 1900, à sa conception, et dont l’esprit a été généralement respecté dans les réalisations modernes et les dernières rénovations effectuées. Les parois et la voûte des stations sont recouvertes de petits carreaux de faïence blanche qui a été choisie parce qu'elle permettait de composer avec les techniques peu efficaces d'éclairage du début du XXe siècle. Les murs des stations ont été dès l’origine utilisés comme support publicitaire. Les affiches étaient encadrées de carreaux colorés surmontés du sigle de l’exploitant (CMP ou Nord Sud). Le nom de la station est inscrit en blanc sur une tôle émaillée de bleu sauf pour la ligne Nord Sud qui utilisait des carreaux blancs sur fond de carreaux bleus.
Les stations de l’ancienne ligne Nord Sud se distinguent par leur signalisation et par une décoration plus soignée.
Les choix de décoration initiaux n’ont pas été remis en cause jusqu’à la fin de la Seconde Guerre mondiale. Après guerre, la généralisation de l’éclairage au néon mit alors en évidence la dégradation du carrelage des voûtes ; pour rompre avec l’uniformité du carrelage blanc et mieux mettre en valeur les affiches publicitaires, la RATP installe entre 1948 et 1967 un carrossage standardisé et coloré dans certaines stations : 73 d’entre elles reçoivent cette décoration. Ce carrossage a été depuis remplacé par une décoration plus récente dans la moitié des stations.
Le carrossage passe de mode à la fin des années 1960 ; une vingtaine de stations reçoivent une nouvelle décoration : les carreaux blancs le long des quais sont remplacés sur une hauteur de 2 m par des carreaux de couleur à 2 tons non biseautés : c’est le style « Mouton » (station Mouton-Duvernet). Cette décoration qui assombrit la station n’est pas généralisée.
À compter de 1975, la RATP choisit de mettre en valeur les carreaux de faïence blanche en jouant sur l’éclairage et les touches de couleur apportées par les caissons contenant l’éclairage et par le mobilier. Plusieurs styles se succèdent : le style « Motte » (caisson d’éclairage parallélépipédique) « Ouï Dire » avec ses caissons aux formes audacieuses en aluminium, néons à vagues, et enfin new néons.
Certaines stations dites « culturelles », ont reçu une décoration thématique particulièrement soignée et originale. La première aménagée a été Louvre - Rivoli (ligne 1), avec des copies de chefs-d’œuvre du musée du Louvre qu’elle dessert, exposées dans des niches éclairées de manière recherchée. Beaucoup d'autres ont suivi, les réalisations les plus marquantes se trouvant à Bastille, Hôtel de Ville et Tuileries (ligne 1), Parmentier (ligne 3), Pont-Neuf (ligne 7), Cluny - La Sorbonne (ligne 10) ou encore Arts et Métiers (ligne 11).
La ligne 14, inaugurée en 1998, fait exception avec une décoration originale et un recours massif au béton architectonique.

### Salles de distribution
En pénétrant dans une station de métro, les voyageurs accèdent en général en premier à la salle de distribution. Elle porte ce nom en raison de la présence du guichet de vente de titres de transport, mais également pour son rôle de distribution des voyageurs dans la station vers les différents accès aux quais.
À l'origine, la salle est sommaire, uniquement équipée d'un guichet placé dans un des murs. À partir des années 1930, elle devient plus accueillante, avec la présence de plans du réseau, puis de plans indicateurs lumineux d’itinéraires ou PILI. Depuis 1946, des plans du quartier desservi permettent de localiser les différents accès à la station sur la voirie. Progressivement, divers équipements complètent l'offre aux voyageurs, avec des distributeurs de confiseries, parfois de boissons chaudes et froides, et des cabines téléphoniques. Enfin, à partir de 1970, des boutiques font leur apparition, lorsque la place est suffisante. Dans quelques cas, les salles devenues trop exiguës avec l'augmentation du trafic sont agrandies. C'est le cas à Saint-Lazare, Montparnasse - Bienvenüe ou à Franklin D. Roosevelt avec, pour cette dernière, l'édification d'une mezzanine.

#### Plans indicateurs lumineux d'itinéraires

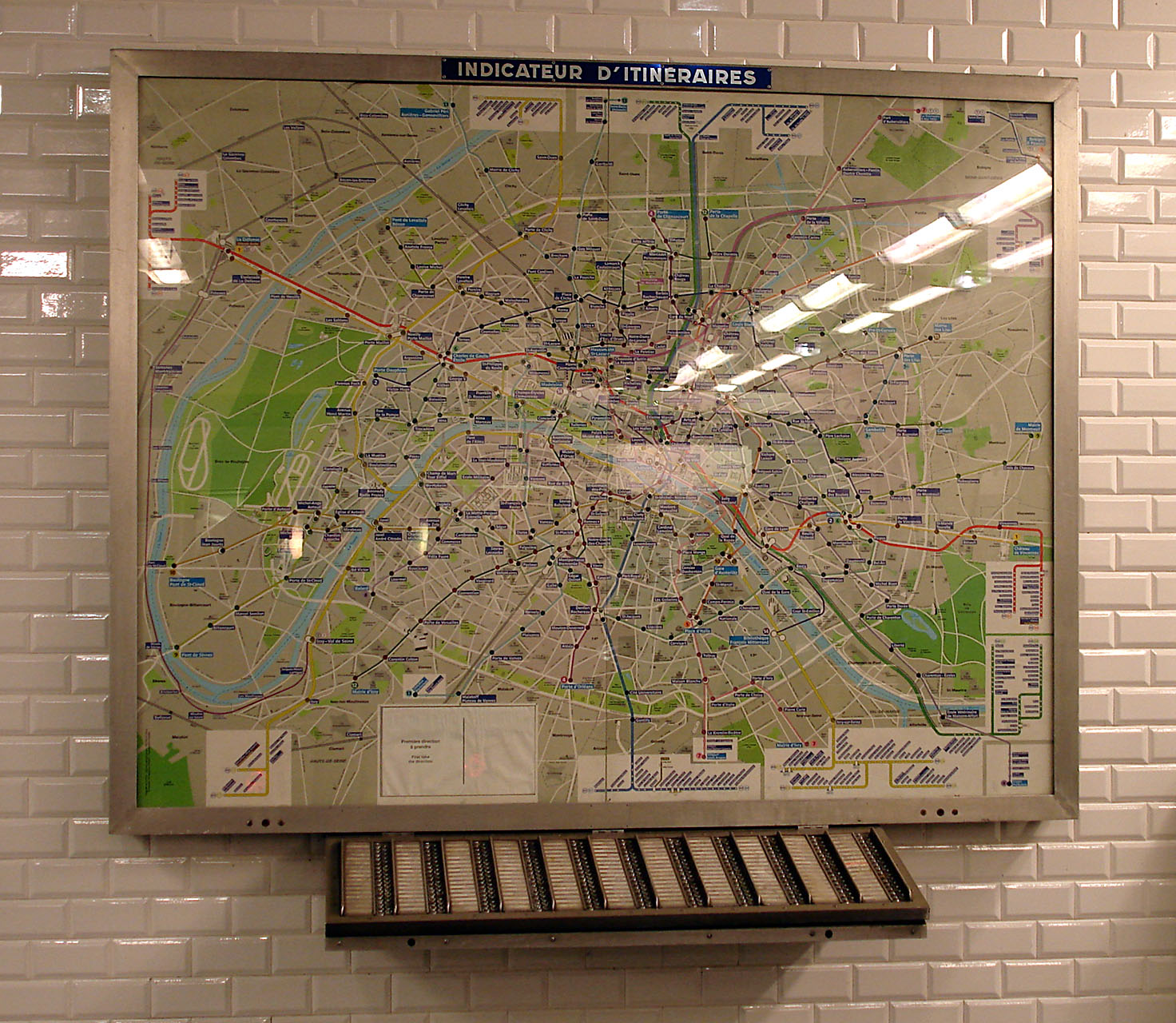
Un plan indicateur lumineux d’itinéraires (photo de mars 2008) à la station Pont de Levallois - Bécon (retiré en 2016).

Les plans indicateurs lumineux d’itinéraires, abrégés par le sigle PILI, sont des plans du métro affichés dans certaines stations, qui ont la particularité de permettre aux voyageurs de tracer des itinéraires depuis la station où ils se trouvent, grâce à un clavier équipé d'un bouton pour chaque destination : le dispositif allume alors sur le plan une série de petites ampoules, une pour chaque station traversée, afin d'indiquer l'itinéraire le plus rapide à suivre.
Le PILI apparaît en 1937 et relève du plan d'amélioration de l'accueil du public initié par la CMP pendant les années 1930. Il rencontre un succès immédiat, comme le précise le directeur de la CMP en 1938 : « L'accueil favorable réservé par les usagers aux plans lumineux indicateurs d’itinéraires, inaugurés l'an dernier dans quelques stations, nous a incités à multiplier ces appareils, dont quatre-vingts sont déjà installés. » On dénombre cent quatre-vingt-quatre PILI sur le réseau en 1981.
Les PILI ont inspiré en 2000 une œuvre au plasticien Philippe Favier, sur la base de textes du poète Jacques Roubaud, s'inscrivant dans la tradition de l'Ouvroir de littérature potentielle ; intitulée P.I.L.I., elle a été installée dans la station Pyramides à l'occasion du centenaire du métro de Paris.
Le plan lumineux interactif ou PLI succède au PILI dans les années 1990. Il utilise les ressources multimédias du CD-i, ce qui permet, contrairement à son prédécesseur, de le mettre à jour en cas de prolongement ou de modification du réseau. Se composant d'un écran tactile pour la saisie des informations par les utilisateurs, et de diodes électroluminescentes sur un plan en papier pour l'affichage des itinéraires, il était implanté dans vingt stations en 1996.
Depuis 2014 et une première installation à la gare de Charles-de-Gaulle - Étoile (depuis février 2016 pour la première station de métro à Gare de Lyon sur la ligne 1), quelques dizaines de plans interactifs dits « Zenway » conçus par Ixxi, une filiale de la RATP, sont déployés ; ils sont les héritiers des PILI. Utilisables en sept langues, ils permettent de rechercher un itinéraire en transport en commun, d'une gare vers une station de métro, de tramway, de gare RER ou un site touristique en Île-de-France ainsi que de rechercher des informations sur le quartier,.

### Couloirs et escaliers
Les couloirs sont établis selon des règles empiriques avec pour objectif de faciliter au maximum la circulation des voyageurs. Leur tracé est le plus direct possible, afin d'éviter les bouchons et de provoquer des phénomènes de panique. Pour cette raison, les culs-de-sac, les profils en dents de scie ou les croisements à niveau sont évités. Toutefois, la construction progressive du réseau n'a pas toujours permis d'optimiser l'emplacement des stations ; pour cette raison, certains couloirs sont particulièrement longs.
Les escaliers comprennent en général de 5 à 24 marches. Un palier sépare deux volées consécutives afin de permettre aux usagers de se reposer. Les marches sont recouvertes d'une dalle de carborundum très résistant, fixé avec une grande précision afin d'éviter toute irrégularité qui favorise les chutes. Elles ont une hauteur de 16 cm et une profondeur de 30 cm.
La présence de dénivellations importantes a très tôt amené l'exploitant à mécaniser les escaliers et à installer des appareils élévateurs.
Par une convention d'octobre 1906, la CMP s'engage à installer des ascenseurs, lorsque la distance entre le sol et les quais est supérieure à 12 m, et que celle séparant la salle des billets des quais est supérieure à 8 m. Les premiers ascenseurs sont installés en 1910 à République, puis en 1911 à Cité et Saint-Michel. En 1912, les premiers ascenseurs de grande profondeur sont mis en place à Place des Fêtes (20,32 m) et à Buttes-Chaumont (28,70 m). Enfin, à la fin des années 1930, les premiers ascenseurs synchronisés avec le passage des rames font leur apparition.
L'escalier mécanique, inventé aux États-Unis, apparaît pour la première fois sur le réseau à la station Père-Lachaise en 1909. Six autres équipent d'autres stations avant 1920, et une quinzaine sont en service en 1930. De 1909 à 1966, 86 escaliers mécaniques sont installés dans le métro. En octobre 1964, le premier tapis roulant équipe la station Châtelet, suivi par trois autres à la station Montparnasse - Bienvenüe.

### Portillons

#### Portillons automatiques

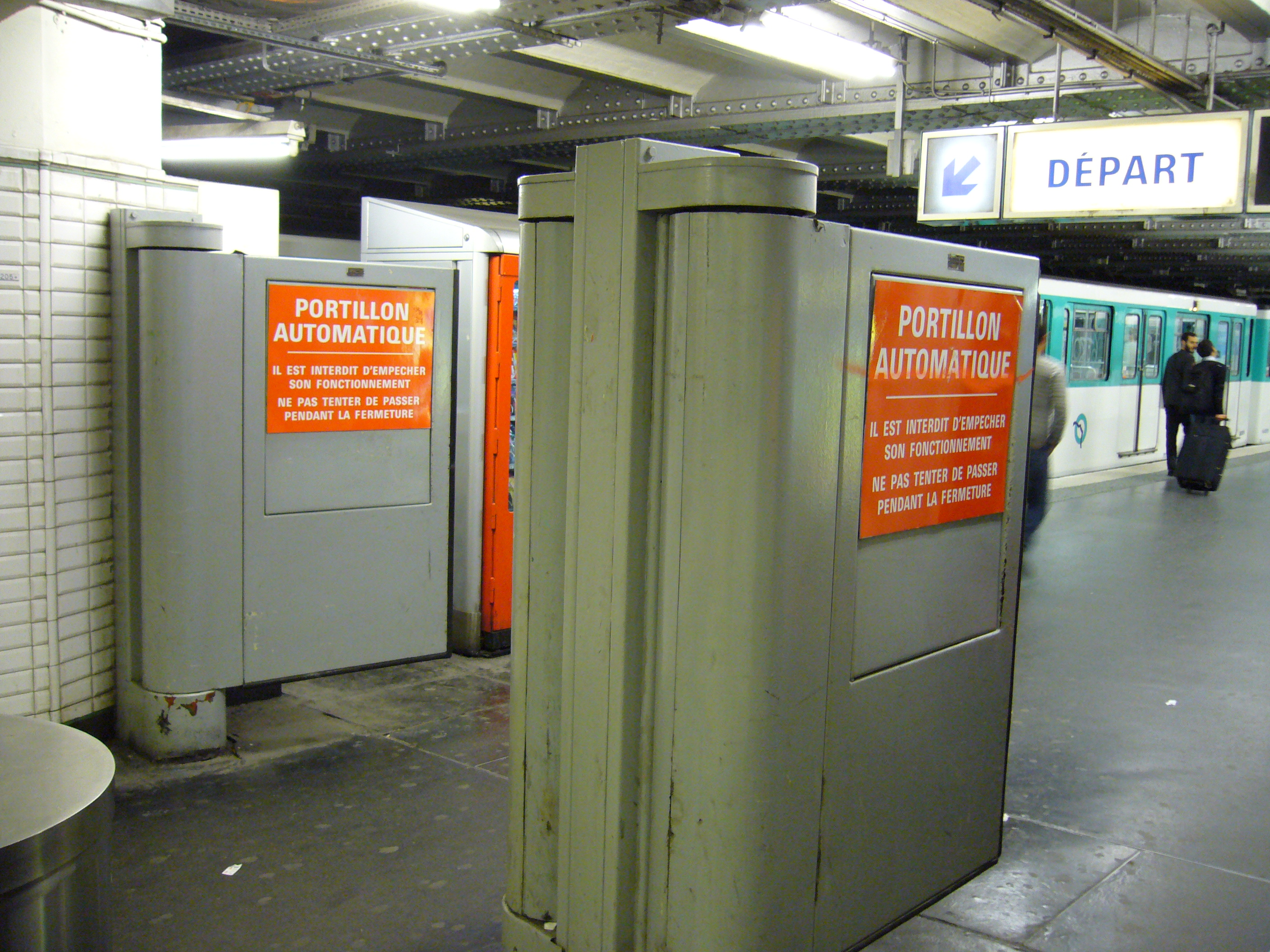
Portillons automatiques de la station Porte d'Orléans (supprimés en 2011).

À partir des années 1920, pour éviter que les voyageurs n'accèdent au quai à l'arrivée d'une rame, des portillons automatiques sont installés, le premier à la station Jaurès sur la ligne 2.
Deux modèles de portillons ont été installés :
- l'ancien modèle, où la porte est actionnée par un bras (les voyageurs compatissants savaient le bloquer facilement pour attendre leurs amis moins rapides) ;
- le nouveau modèle, où la porte intègre son dispositif de fermeture (voir photo).

Les portillons sont commandés par les rames elles-mêmes, grâce à des pédales disposées sur les voies. Toutefois, ils peuvent aussi être commandés par le personnel des stations. Depuis les années 1960, ils ne sont plus considérés comme indispensables à la régulation des flux de voyageurs et sont donc progressivement supprimés. Quelques-uns subsistaient dans l'enceinte du métro comme, jusqu'en 2011, à la station Porte d'Orléans. En 2018, il y en a encore, non utilisés, à la station Porte de Saint-Cloud ainsi qu'à la gare de Denfert-Rochereau (ligne B du RER), donc en dehors du métro, sur le quai en direction de Saint-Rémy-lès-Chevreuse.

#### Portillons d'accès
Aussi nommé sous le nom plus courant de « tourniquet » les portillons d'accès apparaissent dans les stations dans les années 1970. Entre 1969 et 1973, les poinçonneurs chargés du contrôle des billets sont progressivement remplacés par les tourniquets. Les anciens portillons automatiques, mis en service dans les années 1920, pour éviter que les voyageurs n'accèdent au quai lors de l'arrivée d'une rame, sont progressivement supprimés. Différentes générations de portillons sont mises en place

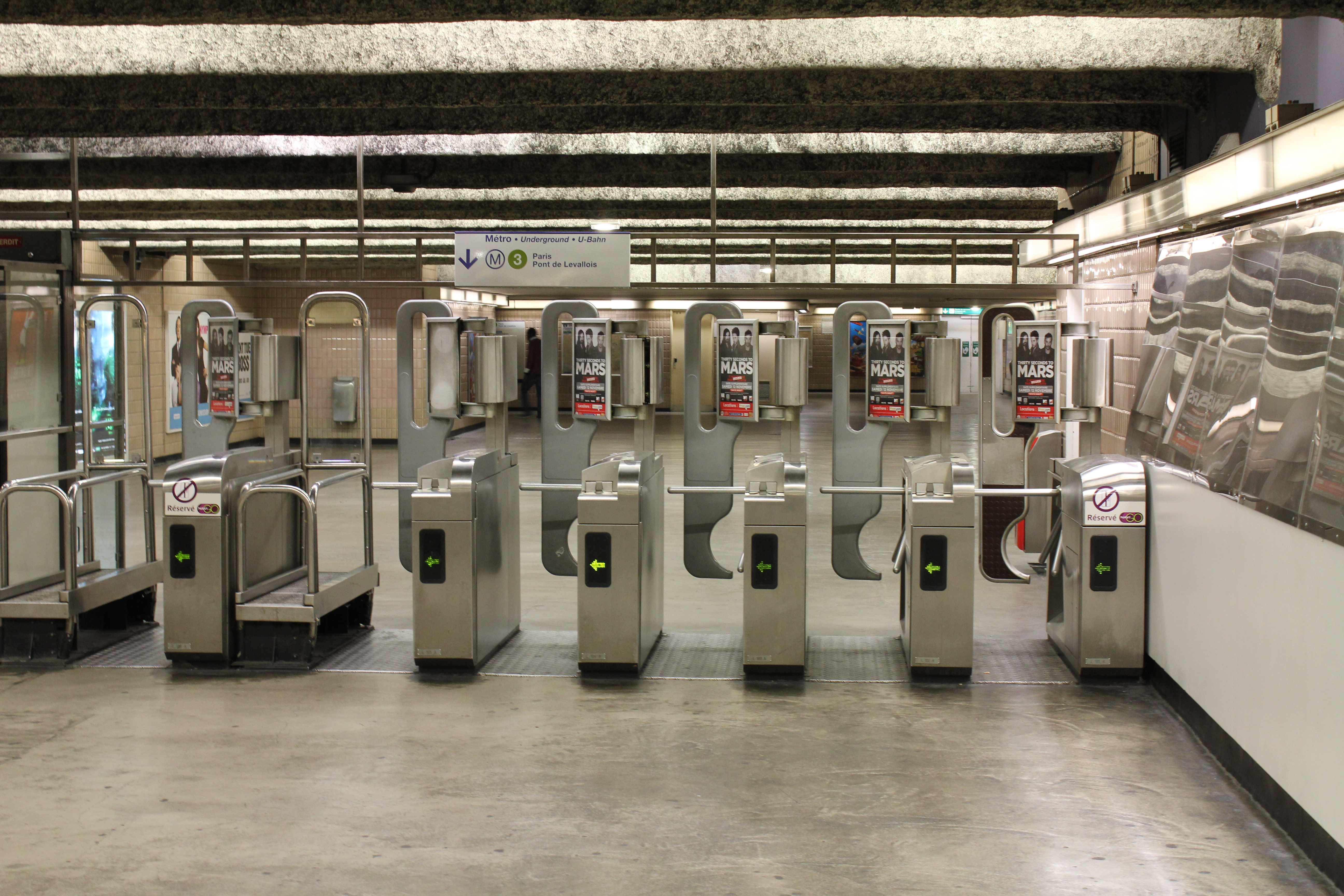
Portillon « tourniquet » historique présent sur la quasi-intégralité du réseau.
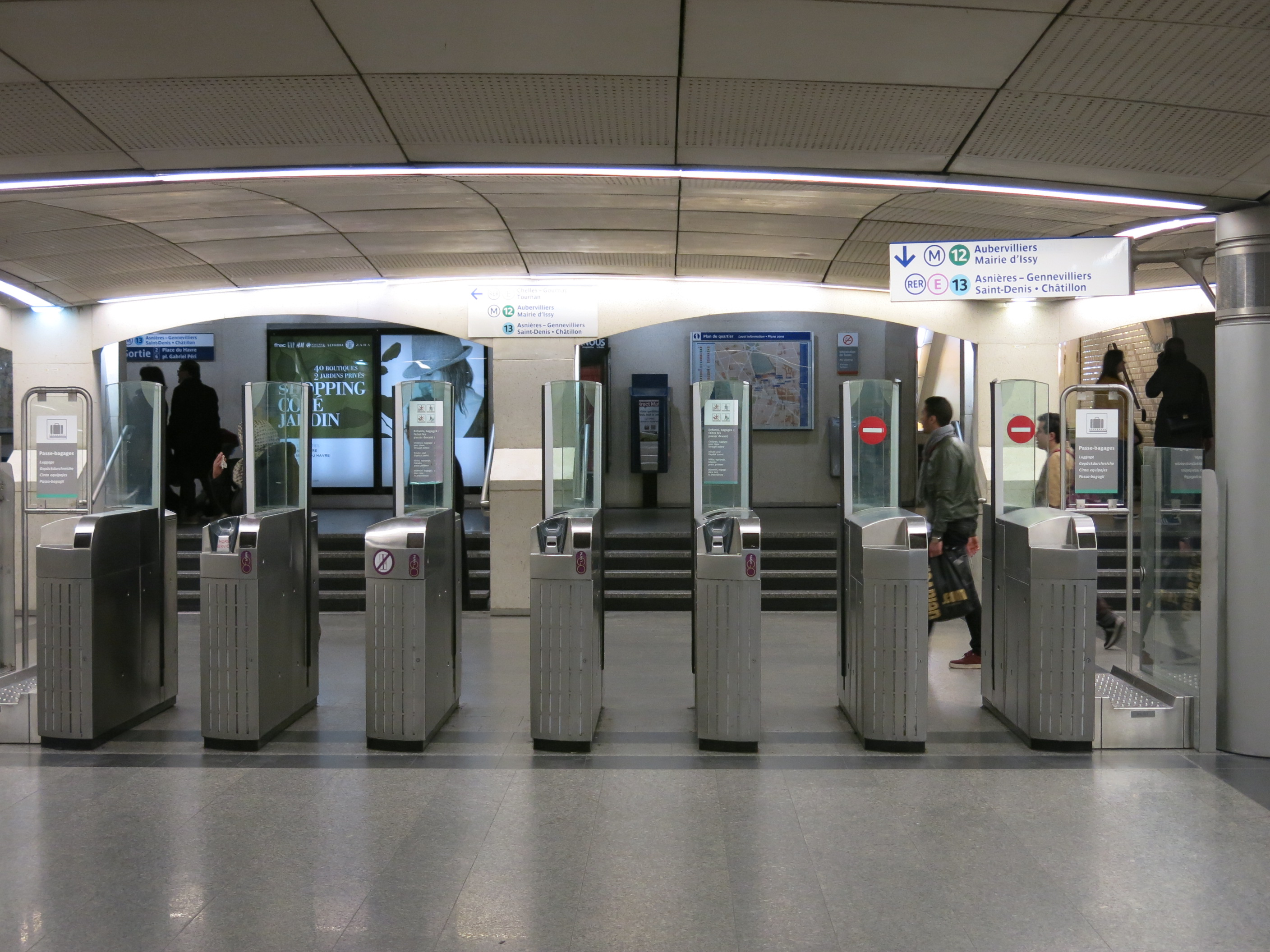
Premiers portiques installés sur les stations de la ligne 14 dès son ouverture.
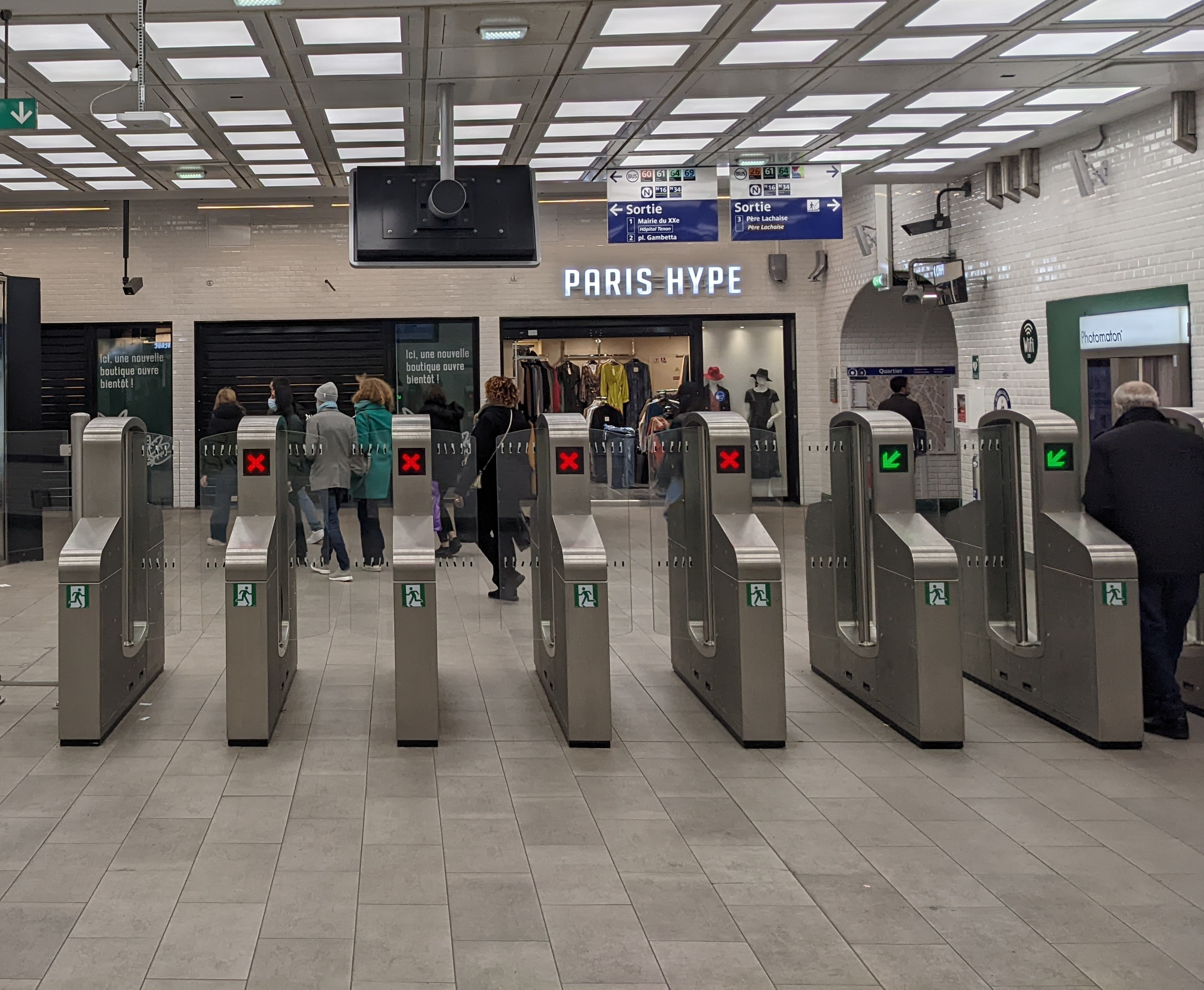
Portes battantes déployées petit à petit sur le réseau.

### Quais

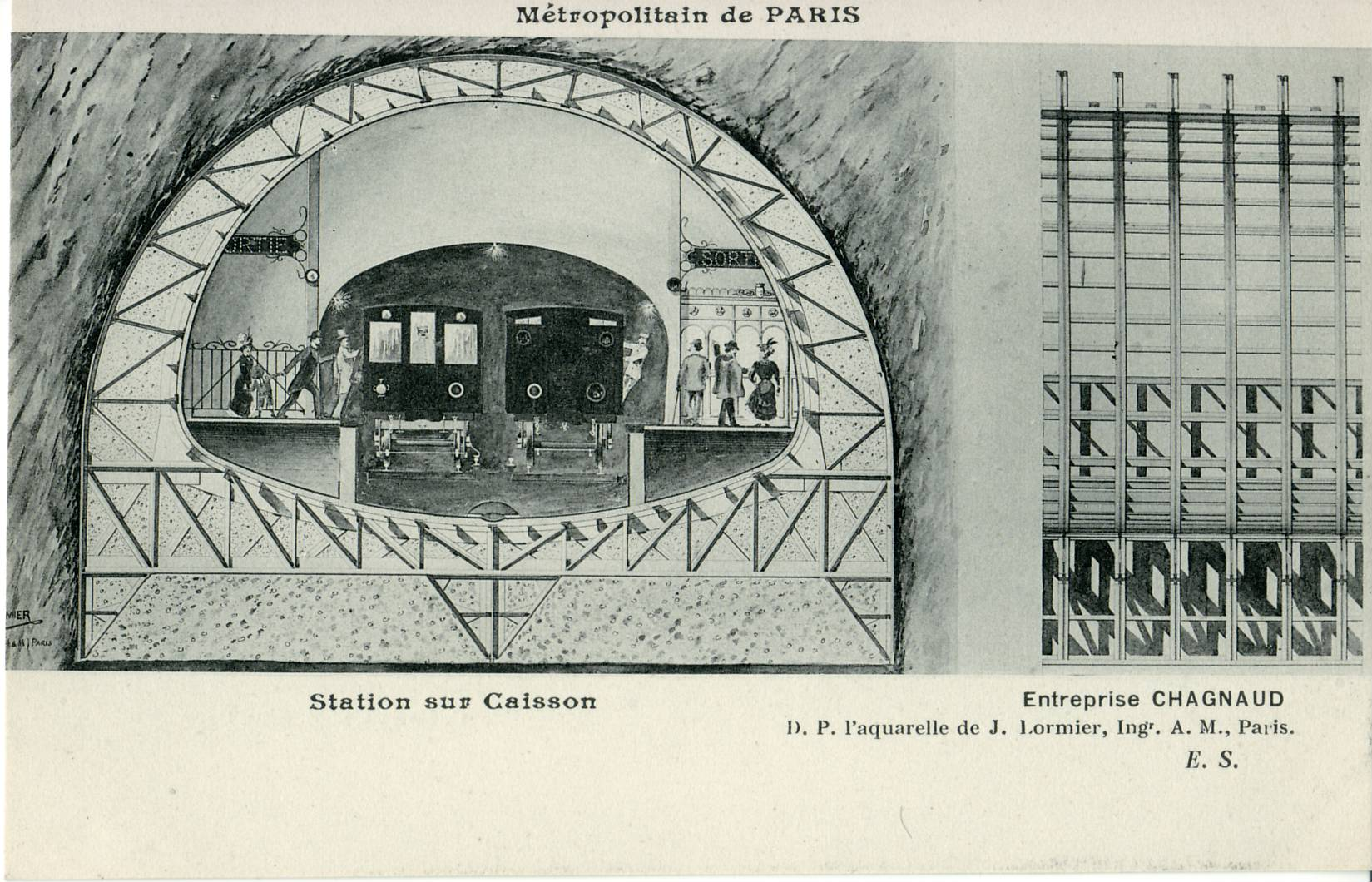
Coupe en travers d'une station sur caisson du métro, au début de sa construction.

Les stations du métro de Paris peuvent être édifiées soit en souterrain, ce qui est le cas de la grande majorité d'entre elles, soit en surface ou en viaduc.
Les stations souterraines sont généralement voûtées et comportent deux quais encadrant deux voies. Certaines ont leurs voies séparées par des piédroits centraux destinés à renforcer la voûte dans les terrains instables ; c'est le cas sous les Grands Boulevards (lignes 8 et 9) à Saint-Georges (ligne 12) ou encore à Buttes-Chaumont et Botzaris, sur la ligne 7 bis.
Toutefois, un certain nombre de stations présente une configuration différente. Certaines stations situées sur des boucles à sens unique (ligne 10 au sud-ouest de Paris, anciens terminus en boucle) possèdent des stations à sens unique, dotées d'une voie et d'un quai. Une seule station présente une voie unique encadrée de deux quais, à Étoile, ligne 6, un quai servant à la montée et l'autre à la descente. Quelques stations possèdent deux voies encadrant un quai central en îlot, comme sur la boucle de la ligne 7 bis ou à La Motte-Picquet - Grenelle sur les lignes 8 et 10. Enfin, certaines stations présentent trois voies à quai, généralement les terminus - ou anciens terminus - avec un quai latéral et un quai central, ou deux quais centraux comme à Porte de La Chapelle (ligne 12). Certains anciens terminus possèdent quatre voies, comme Porte de Montreuil (ligne 9), Porte de Saint-Cloud (ligne 9) ou Porte de Charenton (ligne 8).
Les stations voûtées classiques à deux voies ont une hauteur intérieure de 5,90 m dans l'axe, 14,14 m de largeur maximale, à la naissance de la voûte, située 1,50 m au-dessus du rail. La maçonnerie à hauteur des piédroits atteint jusqu'à 2 m d'épaisseur. La voûte, de forme elliptique, atteint 3,70 m de hauteur au-dessus des naissances et son épaisseur est de 0,70 m. Le radier se situe à 0,70 m sous les rails, soit 1,50 m sous les naissances. En forme de voûte inversée, son épaisseur minimale est de 0,50 m. Les deux quais sont séparés d'une distance de 5,33 m entre nez de quais. Ils ont une largeur de 4 m et sont en légère pente en direction des voies. Lors de l'allongement des stations de la ligne 1 pour les trains de 90 m et six voitures en 1963, six stations moins fréquentées ont été étendues d'un côté par des voûtes surbaissées portées par des piliers, évoquant des cryptes. On peut les observer à Louvre - Rivoli, Georges V ou Argentine par exemple.
Certaines stations réalisées à fleur de sol sont dotées d'une couverture métallique, lorsque l'espace entre le rail et la surface est inférieur à sept mètres, et ne permet pas l'édification d'une station voûtée classique. Leur couverture est constituée de poutres maîtresses jumelées reliées par des cornières perpendiculaires aux voies. Ces dernières sont réunies par des longerons. Les cornières au-dessus des voûtes portent des voûtains en brique formant le plafond de la station. Dans le cas des stations possédant plusieurs voies, des colonnes de fonte forment des appuis intermédiaires. C'est le cas à Gare de Lyon (ligne 1), à trois voies dont deux desservent les quais, à Porte d'Orléans (ligne 4), à trois voies, et à Gare de l'Est (lignes 5 et 7), à quatre voies avec un quai en semi-îlot et deux quais normaux.
Ces stations, dans leur longueur standard de soixante-quinze mètres et à deux voies, ont une largeur de 13,50 m entre les deux piédroits verticaux soutenant la couverture. Chaque piédroit est haut de 3,50 m et épais d'1,50 m, décroissant vers le sommet. La radier a, là aussi, une forme de voûte inversée.
Enfin, la plupart des stations récentes construites lors des extensions en banlieue sont de section rectangulaire et construites en béton armé et à ciel ouvert, avec parfois, pour certaines, des aménagements avec une mezzanine comportant, en partie supérieure, la salle des billets.
Les stations aériennes en viaduc sont longues de 75 m et possèdent des quais d'une largeur de 4,10 m. Elles sont soutenues par quatre poutres parallèles aux voies, portées par des colonnes de fonte, et, à l'extérieur, par des piliers en maçonnerie. Les quatre piliers situés aux angles portent des éléments décoratifs, avec les armes de la Ville de Paris ou des globes terrestres et décorés de guirlandes et cornes d'abondance.
Les stations des deux principales lignes aériennes, les lignes 2 et 6, sont différentes. Celles de la première possèdent des marquises sur chaque quai et sont bordées de baies vitrées, tandis que celles de la ligne 6 sont bordées de murs de brique opaques formant des motifs géométriques à l'extérieur, portant une verrière recouvrant entièrement la station. Les stations Passy, Saint-Jacques et Bel-Air sont placées à fleur de sol et ne possèdent qu'une couverture partielle.

### Diverses architectures selon les périodes
L'aménagement et la décoration des stations ont fortement évolué au fil du temps, en fonction de la mode de l'époque et des diverses tentatives d'amélioration.

#### Origine

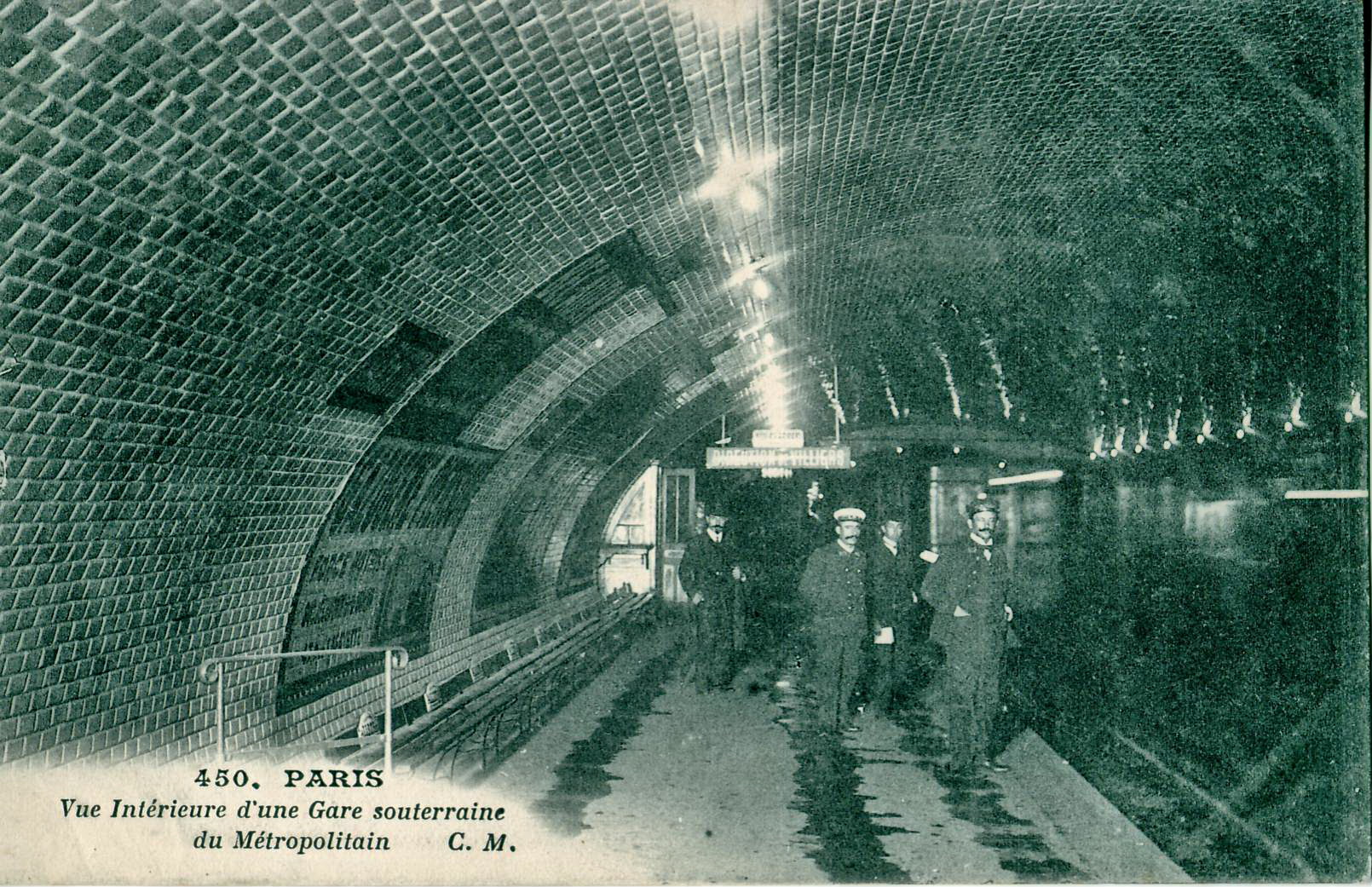
Une station de la CMP, au début de l'exploitation.

À l'origine, les stations sont particulièrement sommaires, avec des plaques émaillées indiquant le nom de la station, quelques bancs, et le bureau du chef de station au milieu d'un des quais, l'ensemble étant très faiblement éclairé. Il y était notamment impossible d'y lire un livre ou un journal en raison du peu de luminosité ambiante.
Compte tenu de l'avancement technique au début du XXe siècle, les lampes utilisées dans le métro n'ont qu'une puissance de cinq lux. Afin d'améliorer l'éclairement du métro, les ingénieurs retiennent pour l'aménagement des stations la pose de carreaux de faïence blanche biseautés, afin de refléter au maximum la lumière.
Ces carreaux, de faïence de Gien ou fournis par l'Entreprise Boulenger sont devenus l'une des images emblématiques du métro de Paris. Les stations sont dotées sommairement : seuls sont présents quelques bancs, les plaques indiquant le nom de la station, et le bureau du chef de station encastré dans le piédroit. À la suite de l'incendie du métro Couronnes en 1903, les issues sont marquées par des plaques « sortie » éclairées.
Rapidement, les premiers panneaux publicitaires font leur apparition sur les quais. Des distributeurs de confiserie sont également installés, protégés par des barrières afin d'éviter les saillies, dangereuses en cas de panique. Pour la même raison, le bureau du chef de station est ensuite intégré au piédroit.

#### Stations aériennes
Les stations aériennes se caractérisent par la variété des matériaux et des styles utilisés selon les époques (acier, pierre de taille, verre, béton armé, etc.) et la présence de la salle de distribution au niveau de la rue sous la station elle-même, voire réduite à un petit guichet au sein même de la station.

#### Nord-Sud

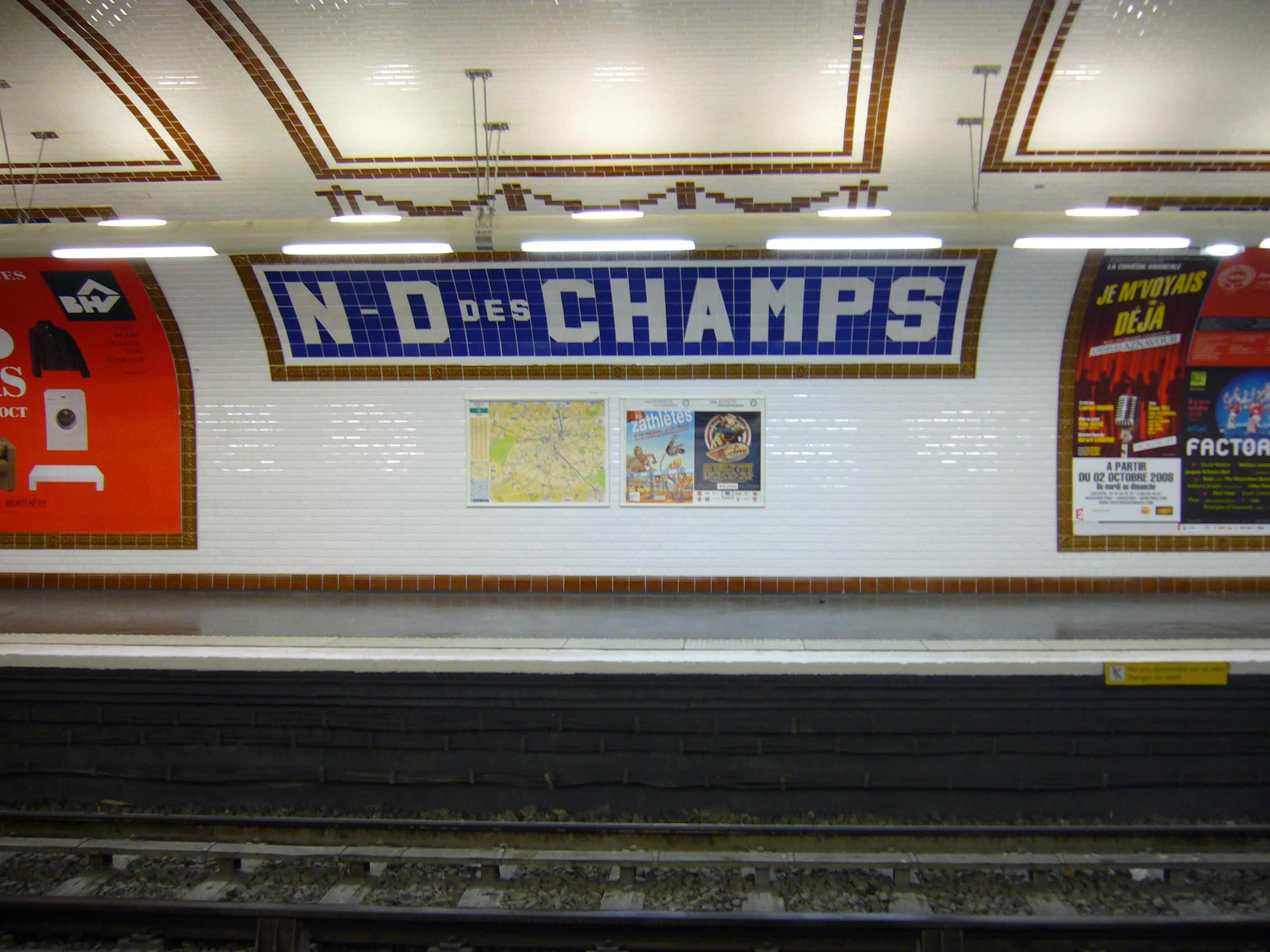
Notre-Dame-des-Champs, station décorée selon la charte graphique de l'ancienne compagnie Nord-Sud.

Afin de se démarquer de sa concurrente, la CMP, la société Nord-Sud, qui inaugure sa première ligne en 1910, décide de soigner l'aménagement de ses stations. Si leur décoration reprend les carreaux blancs biseautés typiques du réseau de la CMP, elle y ajoute plusieurs innovations. Les quais comprennent des cadres publicitaires (là où la CMP se contentait de coller les affiches sur le carrelage), le nom de chaque station écrit en faïence avec des lettres blanches sur fond bleu foncé, la direction des trains indiquée sur le tympan de chaque station et des frises marquées de motifs en forme de rameaux (au niveau des quais) ou en forme de vague (dans les couloirs) ainsi que du logo de la société (un N et un S entrecroisés). Ces frises ponctuent les murs des couloirs à mi-hauteur et entourent les cadres publicitaires et le nom de la station. Des carreaux de couleur sans motifs forment de plus des rectangles sur la voûte. Dans les stations classiques sans correspondance, ces frises et ces carreaux sont de couleur ocre, tandis qu'ils sont vert foncé dans les stations de correspondance et aux terminus. Seule la station Madeleine possédait des frises bleues, mais la raison de cette exception est inconnue. Cette décoration, plus luxueuse que celle des stations de la CMP, gagne vite la faveur du public.

#### Entre-deux-guerres

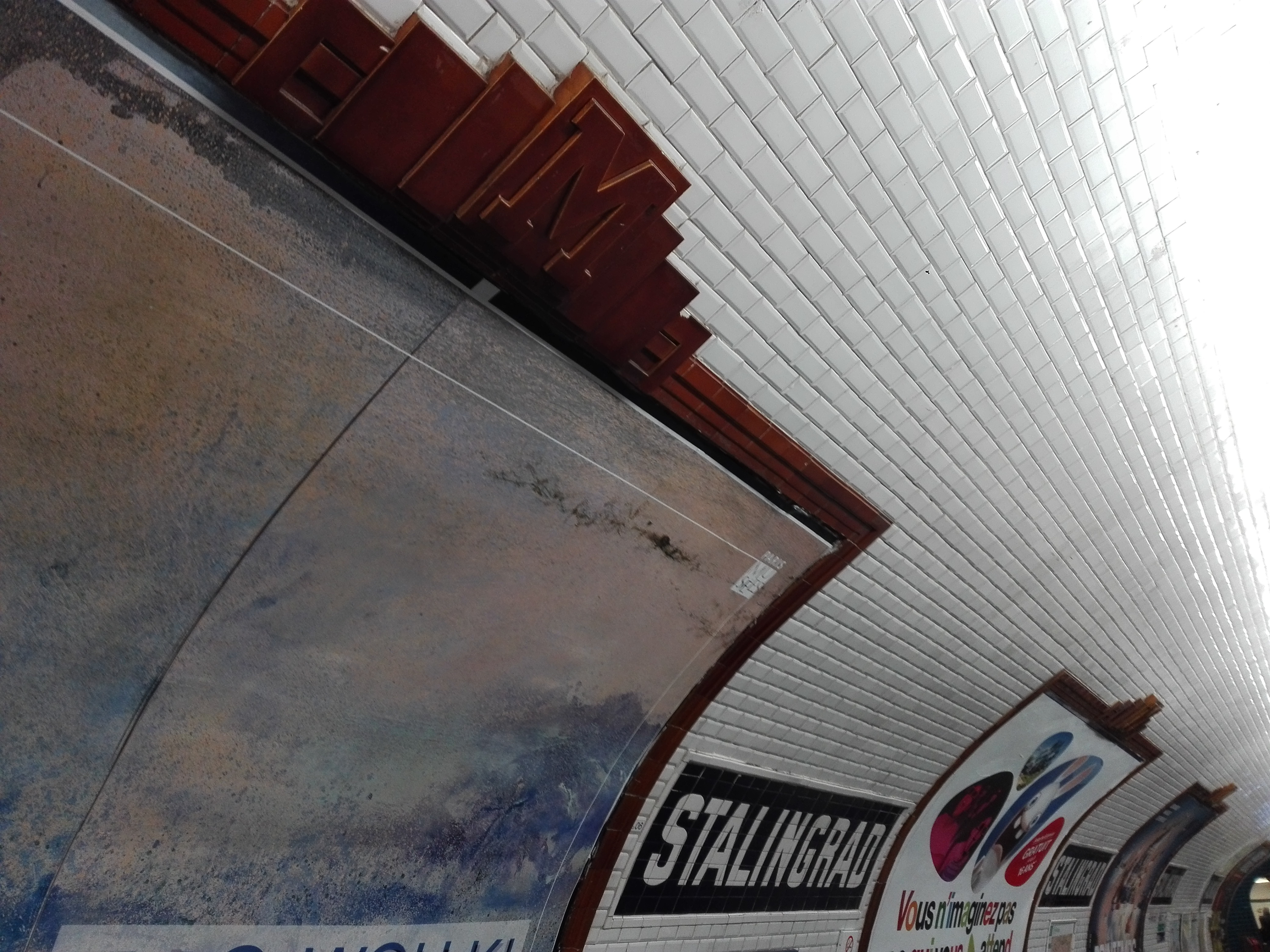
Noms et cadres publicitaires en faïence à la station Stalingrad sur la ligne 5.

Consciente que la décoration minimaliste de ses stations fait pâle figure à côté des stations du Nord-Sud, la CMP décide rapidement de revoir leur aménagement. Des cadres publicitaires et le nom des stations en faïence sont ainsi testés en 1912, avant d'être généralisés à partir du prolongement de la ligne 7 à Palais-Royal ouvert en 1916. C'est le début d'un style immuable qui sera appliqué pendant plus de trente ans, jusqu'au prolongement de la ligne 13 à Carrefour Pleyel en 1952. Les cadres publicitaires ont à l'origine des faïences couleur miel ornés de motifs végétaux. À partir de 1939, elles sont remplacées par des faïences couleur cuivre, plus sobres, uniquement marquées d'un « M » à leur sommet.

#### Carrossage
À partir des années 1950, la toute jeune RATP tente une modernisation de certaines de ses stations malgré le contexte économique difficile d'après-guerre. Le carrelage biseauté des origines est alors considéré comme démodé. Afin de réduire les coûts, elle imagine de fixer un lambris métallique sur les parois carrelées des stations, et de mieux mettre en valeur les cadres publicitaires.
Un premier essai de modernisation avec carrossage en station-vitrine est réalisé à Franklin D. Roosevelt (ligne 9) en 1952. Durant les années qui suivent, d'autres stations sont rénovées selon le même principe, dont Opéra (ligne 3), Chaussée d'Antin (ligne 9), Saint-Paul et Franklin D. Roosevelt (ligne 1), et République (ligne 3).

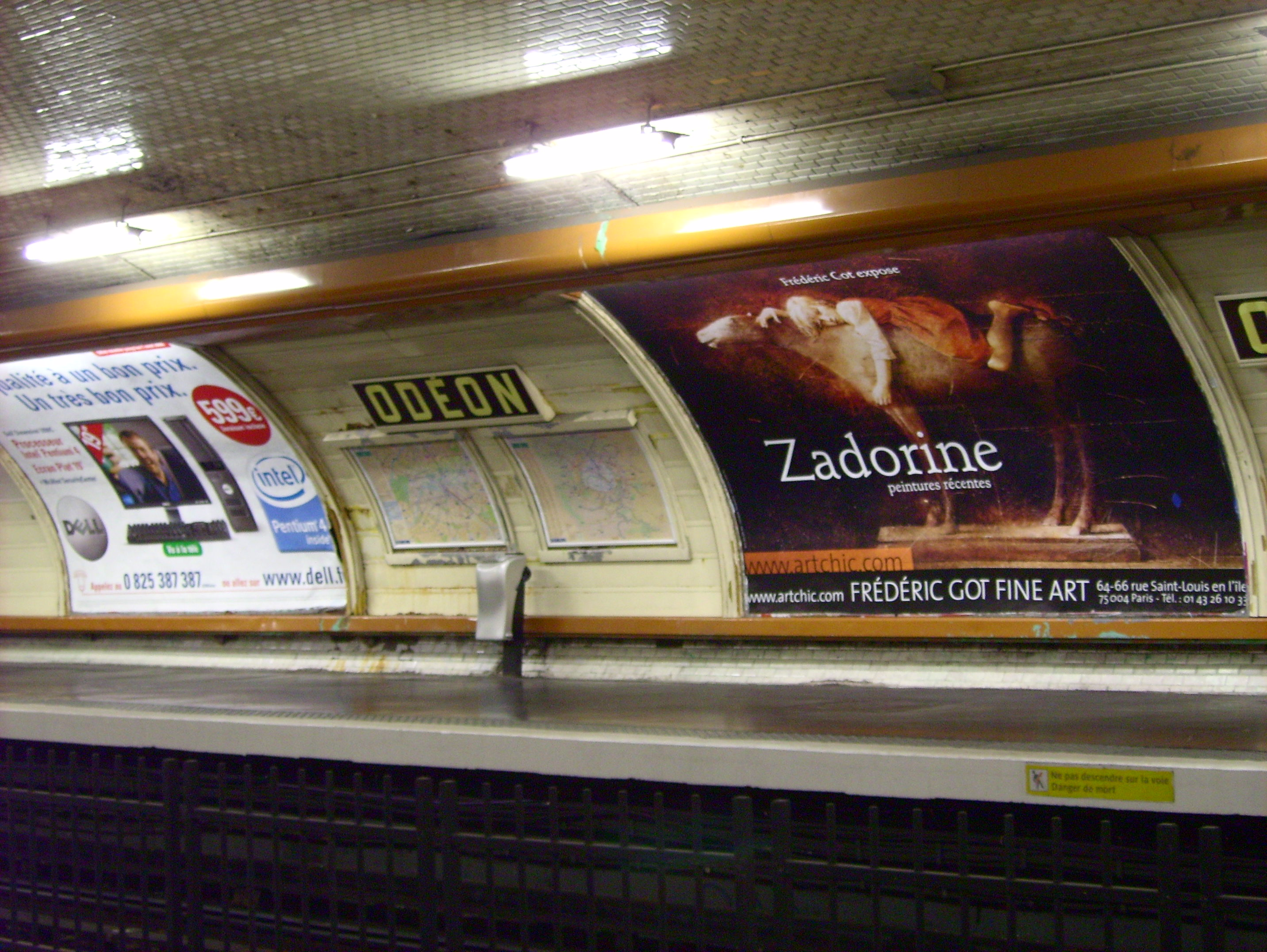
Exemple d'habillage métallique : Odéon.

L'accueil du public est positif et, dans la foulée, un vaste programme de modernisation par carrossage est mis en œuvre. En 1959 et 1960, l'ensemble des stations de la ligne 12 est carrossé, avec un lambris métallique jaune et des entourages verts. De 1960 à 1963 se déroule la première grande phase de rénovation qui concerne une cinquantaine de stations. Elle est suivie d'une seconde phase jusqu'en 1967 qui concerne une vingtaine d'autres stations.
Ce style a toutefois été rapidement abandonné à cause des difficultés de maintenance des maçonneries, nécessitant un décarrossage. De nombreuses stations dotées de carrossages sont en cours de rénovation depuis 2007, rénovation qui doit les amener à revêtir le carrelage classique biseauté.
En octobre 2020, les stations présentant un carrossage publicitaire sont : Parmentier, Sentier et Wagram (ligne 3) ; Franklin D. Roosevelt (ligne 9) ; Convention, Vaugirard, Falguière et Marx Dormoy (ligne 12).
D'autres stations possèdent un carrossage mais artistique comme : Tuileries, Franklin D. Roosevelt (ligne 1) et Arts et Métiers (ligne 11).

#### Style «Mouton-Duvernet»

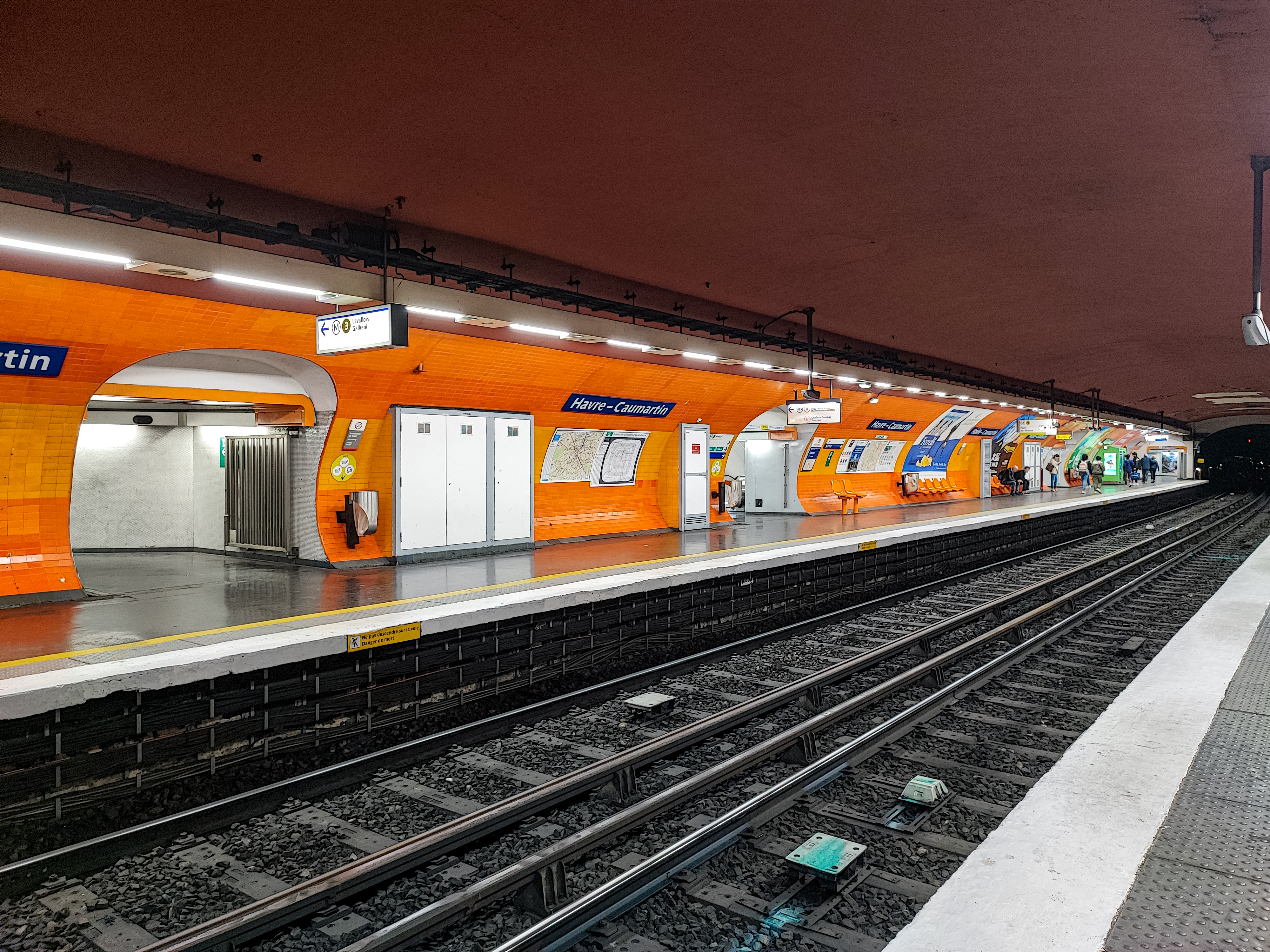
Exemple de station aménagée en style « Mouton - Duvernet » : Havre - Caumartin, sur la ligne 9.

À la fin des années 1960, une nouvelle tendance fait son apparition ; elle veut rompre avec le carrelage classique blanc biseauté, et propose la couleur orange, chaude et dynamique, pour rénover les stations. Les carreaux de la voûte sont enlevés et remplacés par une peinture sombre du gros œuvre. Le reste du carrelage blanc sur les piédroits est, quant à lui, remplacé par un carrelage plan de divers tons orangés. Le bandeau d'éclairage prend également la même couleur.
Mouton-Duvernet (ligne 4) devient la première station réaménagée, ce qui vaut à cette décoration d'être communément nommée le style « Mouton ». Cette décoration concerne une vingtaine de stations, dont Raspail (lignes 4 et 6), Étoile (ligne 1, 2 et 6), Gare de l'Est (lignes 5 et 7), Oberkampf (ligne 5), Commerce (ligne 8), Montparnasse - Bienvenüe (ligne 6), Trocadéro (ligne 6), Liberté (ligne 8), Nation (ligne 2 et 9), République (ligne 5), Bastille (ligne 5), Pasteur (ligne 6), La Motte-Picquet - Grenelle (ligne 8), Havre - Caumartin (ligne 9), etc.
Cependant, cette décoration a tendance à assombrir les stations, et l'orange reste une couleur agressive ; l'habillage intégral en orange devient par conséquent visuellement pénible pour les utilisateurs du métro. Elle est rapidement abandonnée dès 1973 au profit du style « Motte ». La décoration « Mouton » a déjà été retirée de certaines stations lors de leur rénovation dans le cadre du programme « Renouveau du métro », dont la première station « Mouton » Pasteur en 2000, bien après la station Mouton-Duvernet fin 2006/début 2007 et Raspail en 2008.
En avril 2015, les stations présentant cette particularité sont Étoile (lignes 2 et 6), Montparnasse - Bienvenüe (ligne 6), Havre - Caumartin (ligne 9) et Nation (ligne 2) et partiellement, le quai en direction de Balard de la station La Motte-Picquet - Grenelle.

#### Stations de banlieue

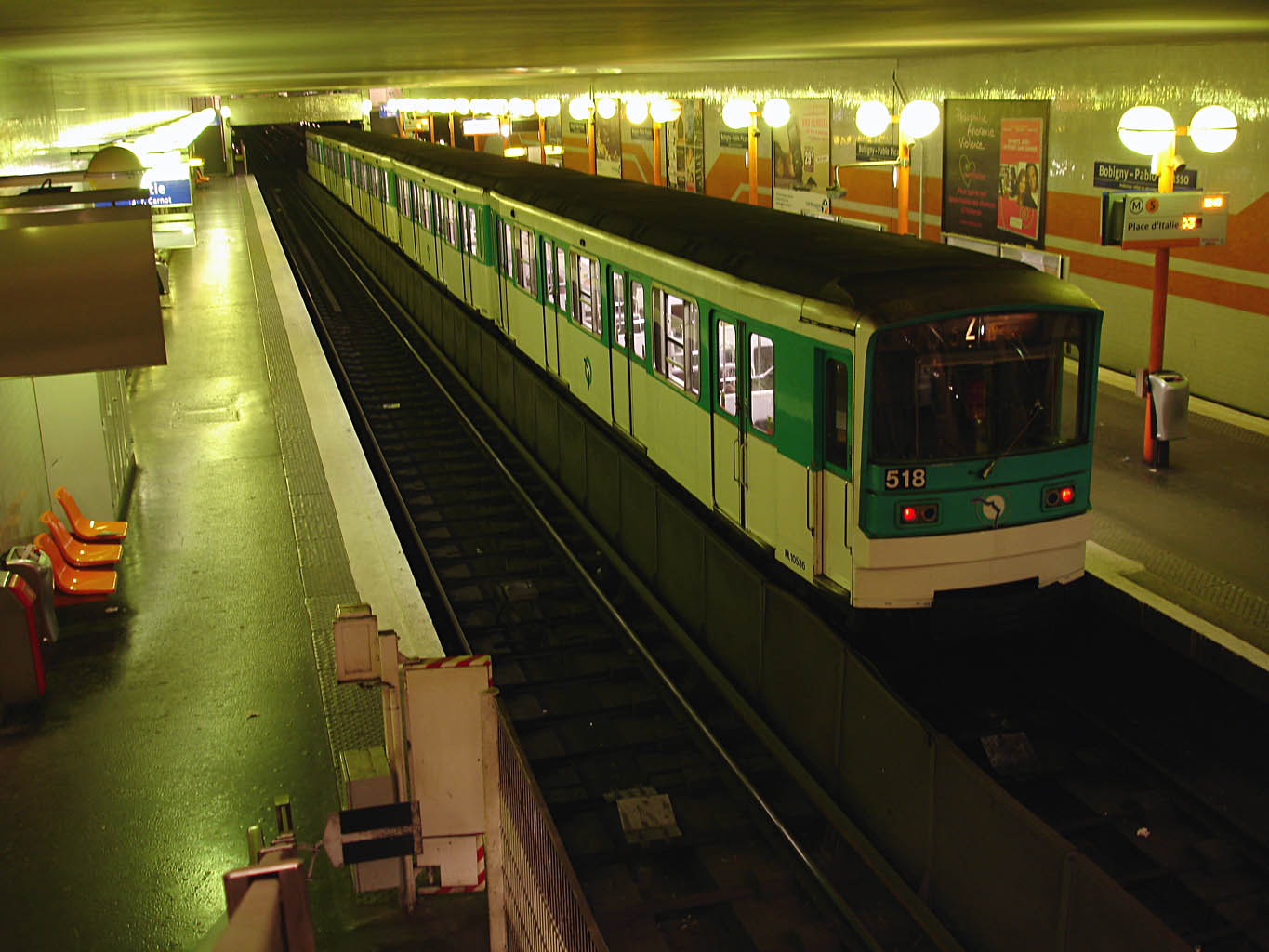
Bobigny - Pablo Picasso, exemple typique d'une station des années 1980.

La nouvelle vague d'extensions en banlieue, qui débute en 1970, est marquée, pour les stations souterraines, par le règne des « stations-cadre », caractérisées par une forme rectangulaire liée à leur construction selon la méthode du « cut and cover » (on trouve ce type de stations dans tous les métros de France). Elles sont souvent équipées d'une mezzanine surplombant les voies, la largeur des quais étant dans ce cas réduite au niveau des escaliers. Des carreaux plats beiges puis jaunes, assez semblables à ceux du style « Mouton-Duvernet », sont d'abord testés sur les extensions des lignes 3 et 8, avant de laisser leur place à un carrossage bicolore (souvent blanc et orange, parfois blanc et vert comme à Villejuif - Louis Aragon). Ces couleurs vives, qui tranchent avec le blanc habituel du métro parisien, sont saluées par la presse de l'époque. Dans les stations des années 1980, l'éclairage s'effectue grâce à des luminaires blancs sphériques, comme à Cité et Saint-Michel.
La décoration des stations aériennes des lignes 8 et 13 connaît un traitement minimal, avec de simples marquises pour protéger les quais.

#### Andreu-Motte

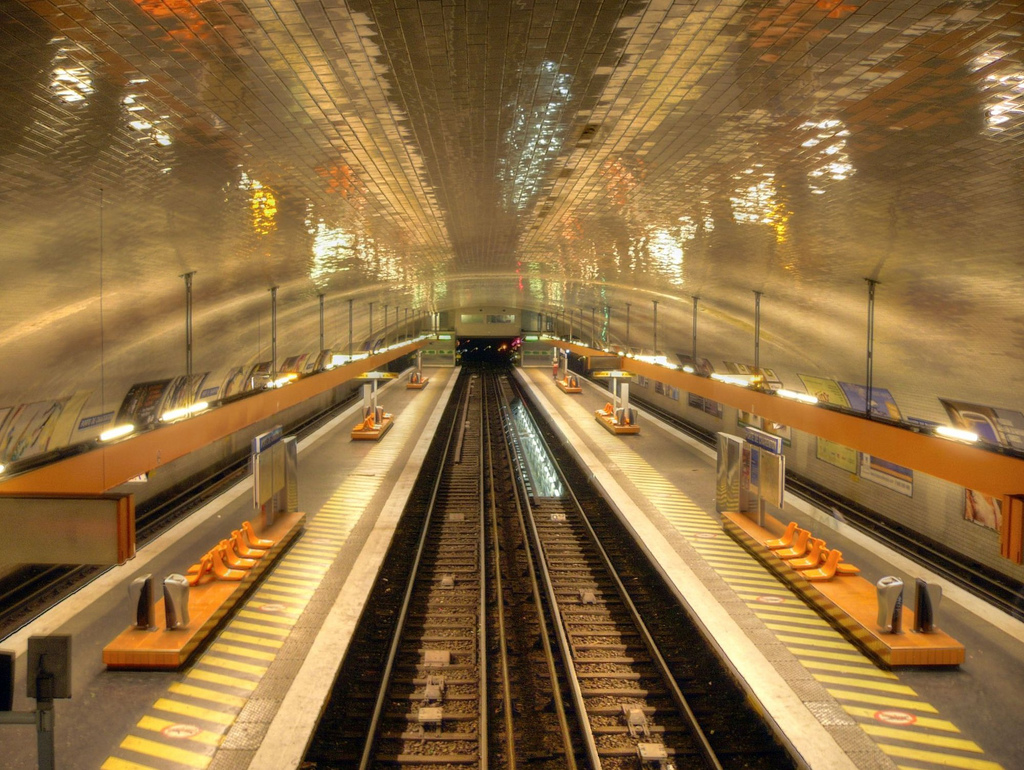
Exemple de station aménagée en style « Motte » : Porte de Charenton.

En 1973, une nouvelle décoration est proposée par le décorateur Joseph-André Motte au comité d'esthétique présidé par le directeur général M. Girodet. La couleur principale redevient le blanc, couleur neutre et lumineuse, et on revient aux carrelages biseautés classiques, mais la couleur est réintroduite dans les stations au moyen de deux lignes colorées, constituées par les bandeaux d'éclairage et les sièges. Les stations reçoivent un éclairage particulier nommé le style « Andreu-Motte », reconnaissable à deux longues rampes lumineuses (par des lampes au sodium) abritées par un coffrage de section rectangulaire placé au-dessus de chaque quai et assorti à la couleur des sièges « coque » de la station. Les couleurs (parmi elles : jaune, rouge, vert, bleu et orange) varient d'une station à l'autre.
Inconsciemment, les voyageurs mémorisent la couleur associée à leur station. ils peuvent ainsi déterminer, à l'aide de l'ambiance de la station et sans regarder la pancarte, le nom de la station. En 1974, trois stations pilotes sont équipées : Pont-Neuf (ligne 7) en orange, Ledru - Rollin (ligne 8) en bleu foncé et Voltaire (ligne 9) en jaune. Le carrelage d'origine en bon état n'est pas modifié. En 1975, c'est au tour de la station Jussieu des lignes 7 et 10 d'être rénovée selon le même style, mais des carreaux plats sont posés. Les trois années suivantes, d'autres stations sont rénovées selon le même principe, dont Concorde, première d'entre elles à couverture métallique. Des stations neuves sur les extensions récentes sont également aménagées en style Motte, avec quelques adaptations liées à leur configuration, comme Mairie de Clichy (ligne 13) et Fort d'Aubervilliers (ligne 7).
Au total, une centaine de stations du réseau sont décorées en style « Motte » de 1974 à 1984, avant l'apparition d'un nouveau style, le « Ouï-dire ».

#### Ouï-dire

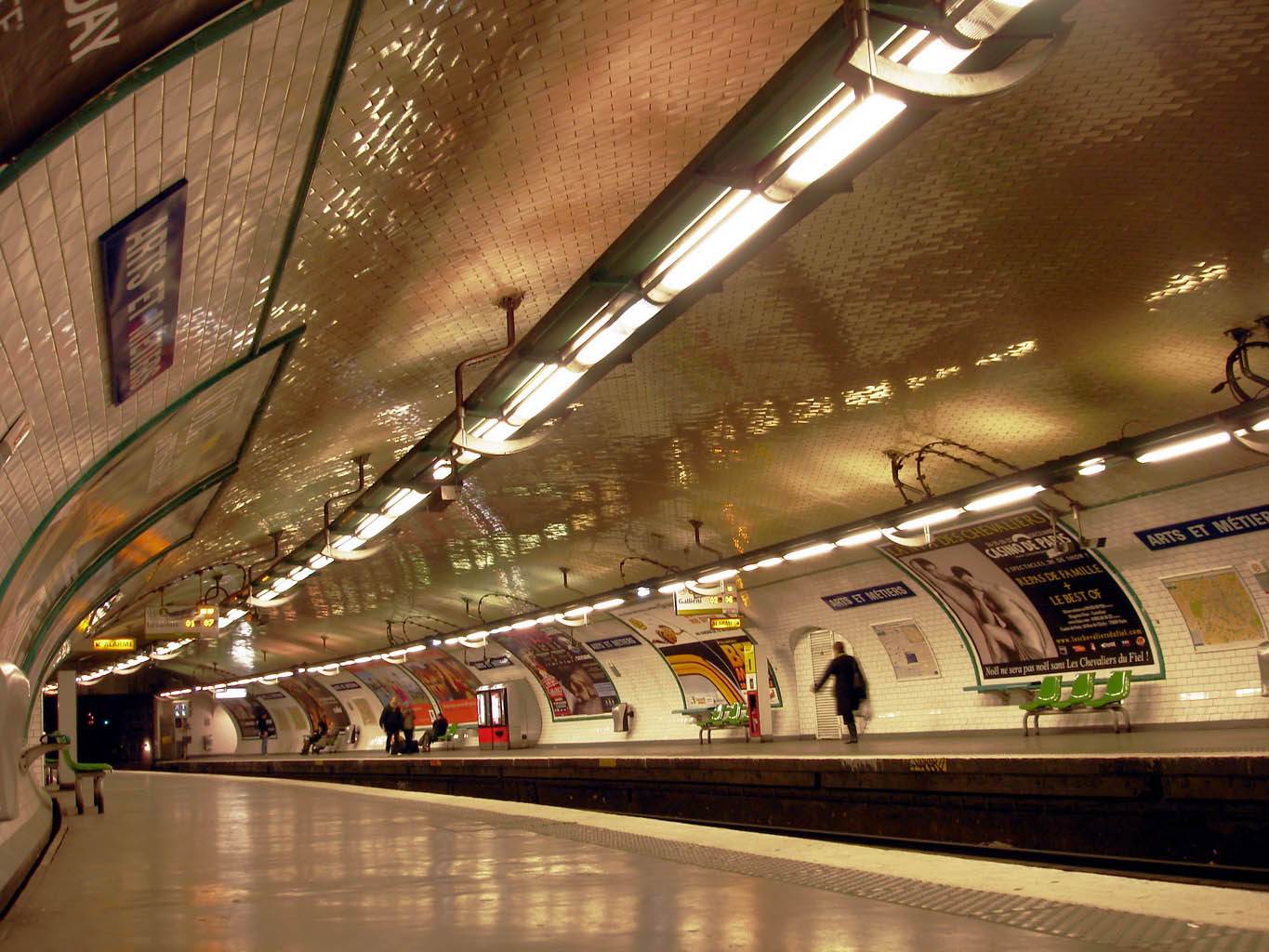
La station Arts et Métiers de la ligne 3, décorée en style « Ouï-dire ».

Au milieu des années 1980, la décoration des stations connaît une nouvelle évolution. Un groupement d'intérêt économique, l'agence « Ouï-dire », obtient après concours le marché de rénovation de la station Stalingrad, de la ligne 7 qui s'achèvera en décembre 1988. Une vingtaine d'autres stations ont ensuite été rénovées dans le style qui prit le nom du groupement d'intérêt économique. La rénovation en style Ouï-dire comporte une rampe lumineuse soutenue par des consoles courbes ayant l'allure de faucilles, qui permet un éclairage diffus grâce à des vasques et un éclairage complémentaire de la voûte (aux couleurs de l'arc-en-ciel pour certaines). La rénovation comporte deux types de sièges, de type individuel ou banquette assis-debout, tout en conservant un carrelage blanc mais plat (à l'exception de la station Mairie d'Issy de la ligne 12 qui eut un traitement particulier) et des cadres publicitaires constitués d'une frise demi-cylindrique. Comme pour le style Andreu-Motte, une partie de la rampe lumineuse et les deux types de sièges arborent une même couleur, différente par station, tout comme les frises publicitaires dans certains cas (quelques-unes ne reprennent pas la couleur du thème en restant blanches).
En 2015, l'éclairage de toutes les stations de métro est renouvelé avec des diodes électroluminescentes (LED) et les stations « Ouï-dire » sont de nouveau équipées de rampes lumineuses colorées : un arc-en-ciel de couleurs apparaît alors sur la voûte de la station.

#### Météor

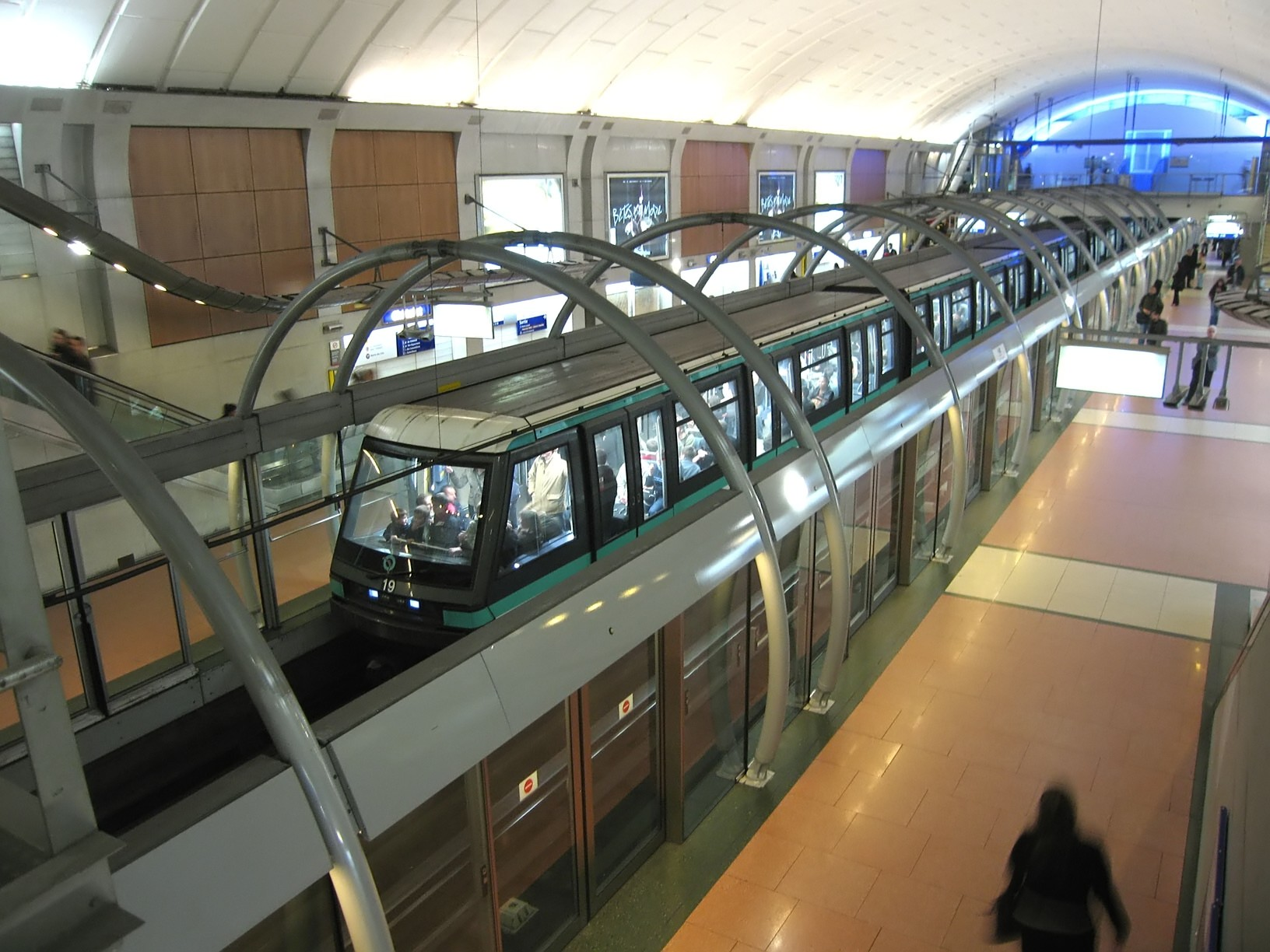
Aménagement Météor à la station Châtelet.

La création de la nouvelle ligne 14 durant les années 1990 a amené une réflexion sur l'aménagement des nouvelles stations. Les vastes stations de la ligne qui s'apparentent plus en dimensions à celle du RER ont fait l'objet de recherches architecturales conduisant à privilégier l'espace et la transparence.
En créant la ligne 14, la RATP a opté pour une charte architecturale spécifique à cette ligne : carrelages clairs au sol plutôt que bitume par exemple. Pour la première fois, la qualité spatiale de l'architecture est travaillée de manière vraiment contemporaine : grands volumes où se mélangent lumière généreuse et matériaux modernes, améliorant nettement les flux de voyageurs. Selon leurs concepteurs, les stations doivent être le reflet d'un « espace public noble, monumental dans son esprit, urbain dans le choix de ses formes et de ses matériaux ». Quatre architectes ont dessiné les sept premières stations de la ligne : Jean-Pierre Vaysse et Bernard Kohn pour six d'entre elles, Antoine Grumbach et Pierre Schall pour la station Bibliothèque François-Mitterrand.

#### Bruno-Gaudin

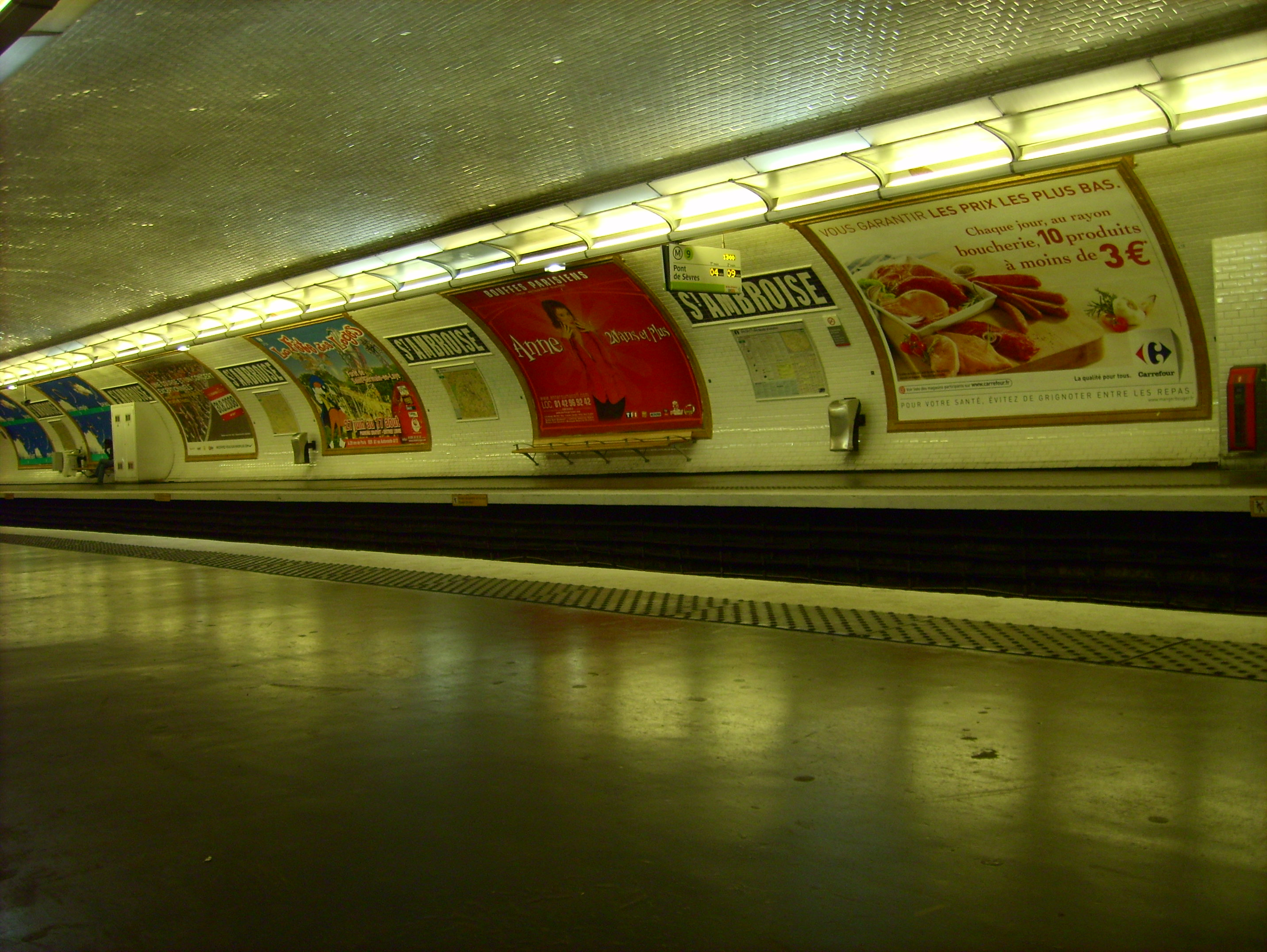
Quai Nord de la station Saint-Ambroise.

Dans le cadre de l'opération « Espace Métro 2000 », la RATP souhaite une nouvelle charte architecturale.
La station Saint-Ambroise (ligne 9) sert notamment à accueillir les prototypes d'un nouveau dispositif d'éclairage : les luminaires sont proches de la voûte, adoptant sa courbure. Leur empattement assez large permet de dissimuler des guides-fils, cachant ainsi les câbles. Chacun des deux quais est équipé d'une variante différente : les luminaires du quai nord possèdent un réflecteur de plus que ceux du quai sud.
La version simplifiée du quai sud de cette station-prototype fut adoptée. Cet éclairage est ensuite déployé à grande échelle dans les stations. Cependant, la conception de ces suspensions est critiquée à cause de l’adoption de l’éclairage indirect, jugé en partie responsable d’un assombrissement des stations rénovées dans le cadre du « Renouveau du métro » (le manque de nettoyage est également pointé du doigt), le niveau de luminosité étant jugé inférieur aux stations de type « Mouton-Duvernet » aux couleurs très sombres, mais ayant employé l’éclairage direct.
Cette charte architecturale pose aussi le retour au carrelage d'origine, le carrelage blanc biseauté. Blanc, brillant et doté de plusieurs faces, il permet une meilleure diffusion de la lumière. Cela constitue en quelque sorte un constat d'échec pour ces nombreuses années de tentative d'innovation architecturale : les grands carreaux orange de Mouton-Duvernet (ligne 4), les petits carreaux bleus d'Opéra ou les tons bleus et blancs de Saint-Lazare (lignes 12 et 13) sont tour à tour déposés pour un retour au carrelage d'origine.

### Opération«Renouveau du métro»

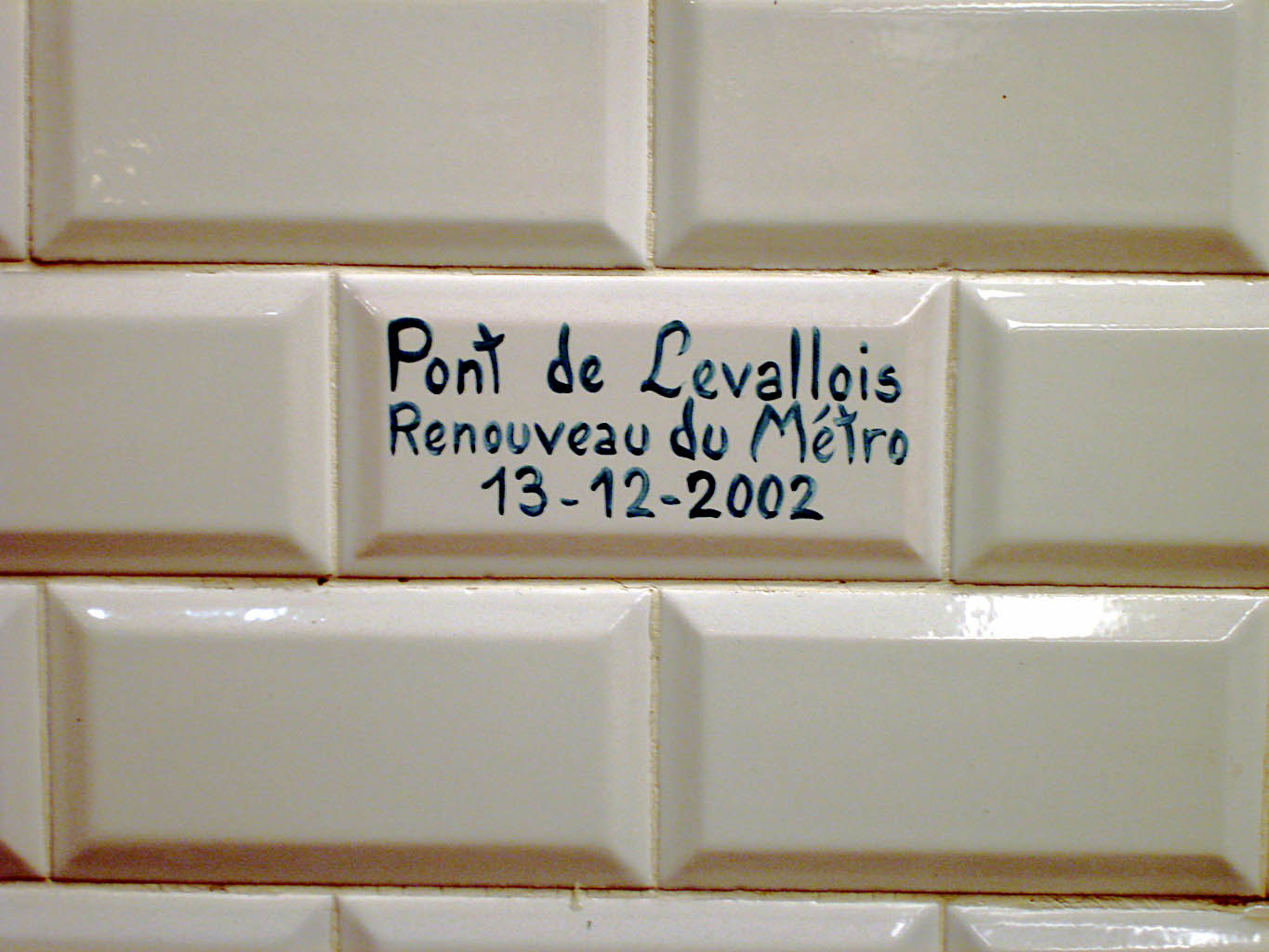
Carreau marquant la rénovation de la station Pont de Levallois - Bécon.

Désormais la rénovation des stations s'opère selon un double objectif de clarté et de propreté. Ce programme de rénovation de grande ampleur est connu sous le nom de « Un métro + beau »,.
La luminosité est accrue par l'utilisation de lampes, en général blanches, dont la puissance permet de couvrir la plus grande surface possible et par le rafraîchissement de la peinture blanche qui diffuse mieux la lumière. On clarifie la structure en encastrant les nombreux réseaux (eau, électricité, air comprimé) qui, auparavant, longeaient les couloirs au sommet de la voûte. La réfection des carreaux est réalisée avec la pose de drains à intervalles réguliers dans le mur, pour minimiser les infiltrations ou tout du moins les canaliser. Il est enfin procédé à la redisposition des panneaux publicitaires.
L'accessibilité est améliorée grâce à :
- des pancartes informatives plus précises sur la direction des quais auxquels mènent les escaliers ;
- la mise en place du système SIEL, qui affiche le temps d'attente pour les deux prochains trains ;
- la rénovation des bandes rugueuses dites « podotactiles » le long des quais, disposées à une trentaine de centimètres de la bordure.

Si la rénovation des stations de petite taille, ou les moins fréquentées, est aisée, celle des grandes plates-formes comme l'ensemble formé par la station de métro Les Halles (ligne 4) et par la gare RER de Châtelet - Les Halles relève d'un défi architectural.

### Odeurs
Par ailleurs, les usagers du métro se plaignent souvent d'odeurs désagréables, difficiles à identifier : certaines eaux contiennent des sulfures, certaines résines de traitement d'infiltrations dégagent des odeurs alors qu'elles ne contiennent pas de solvants, etc. 
En 1955, des diffuseurs de parfums ont été installés sur les rames, mais le dispositif a été abandonné. À la fin des années 1990, une seconde tentative a lieu avec Jasmin, un parfum aux senteurs « de citron, lavande, jasmin et musc » diffusé dans les stations ; ce dispositif est lui aussi abandonné après quelques années. 
La priorité de la RATP est de maintenir une odeur neutre, notamment en nettoyant les stations et en colmatant les infiltrations d'eau.

### Stations culturelles

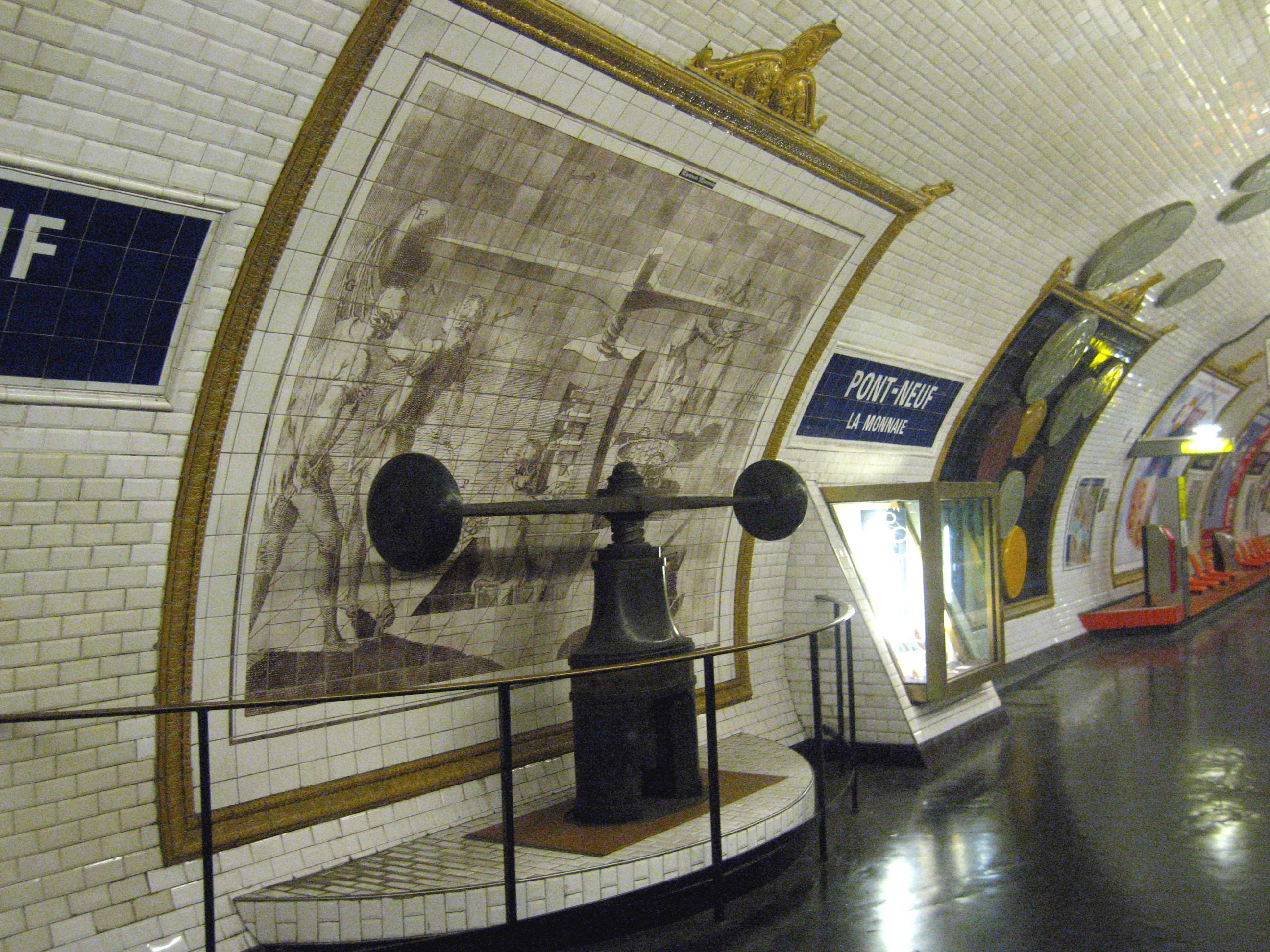
La station Pont-Neuf présente la Monnaie de Paris.

Sous l'impulsion d'André Malraux, alors ministre de la Culture, une première station, Louvre, devenue depuis Louvre - Rivoli (ligne 1), est aménagée en 1968 avec un décor imitant la pierre, des statues, les vitrines, de façon à constituer une porte d'entrée du musée du Louvre. L'opération rencontre un grand succès et provoque une forte hausse de fréquentation de la station.
L'aménagement de plusieurs dizaines de stations lui fait suite. Parmi les principales : Concorde (ligne 12) présente sur son carrelage la Déclaration des droits de l'homme et du citoyen, Pont-Neuf (ligne 7) présente la Monnaie de Paris, Varenne (ligne 13) possède des moulages de statues introduisant au musée Rodin, Parmentier (ligne 3) explique l'histoire de la pomme de terre, Arts et Métiers (ligne 11) met en valeur le musée éponyme par une décoration en cuivre évoquant l'intérieur d'un sous-marin, Assemblée nationale (ligne 12) est décorée des silhouettes des députés et Chaussée d'Antin - La Fayette décline le thème de l'Amérique. Pour leur part, Hôtel de Ville (ligne 1) évoque l'histoire de la place de Grève et de la maison commune, Cluny - La Sorbonne (ligne 10) les écrivains du quartier latin, Basilique de Saint-Denis évoque ladite basilique et Bastille la Révolution française.
En 2000, afin de célébrer le premier centenaire du métro, huit stations sont redécorées, avec chacune un thème spécifique. Bonne-Nouvelle évoque le cinéma, Carrefour Pleyel (ligne 13) la musique, Europe (ligne 3) la construction européenne, Montparnasse - Bienvenüe l'histoire technique et le personnel du réseau « Ils font le métro », Pasteur la santé, Saint-Germain-des-Prés (ligne 4) la création littéraire, Tuileries (ligne 1) l'histoire du métro et le patrimoine à travers le siècle et Villejuif - Léo Lagrange (ligne 7) le thème du sport.

### Mobiliers publicitaires
En mars 2010 et jusqu'au 24 mars, quatre stations très fréquentées, Opéra (ligne 8), Concorde (ligne 8), Saint-Lazare (ligne 12) et Champs-Élysées - Clemenceau (ligne 13), sont dotées  sur certains quais de canapés de l'entreprise Ikea, les sièges habituels étant démontés pour l'occasion.

### Œuvres

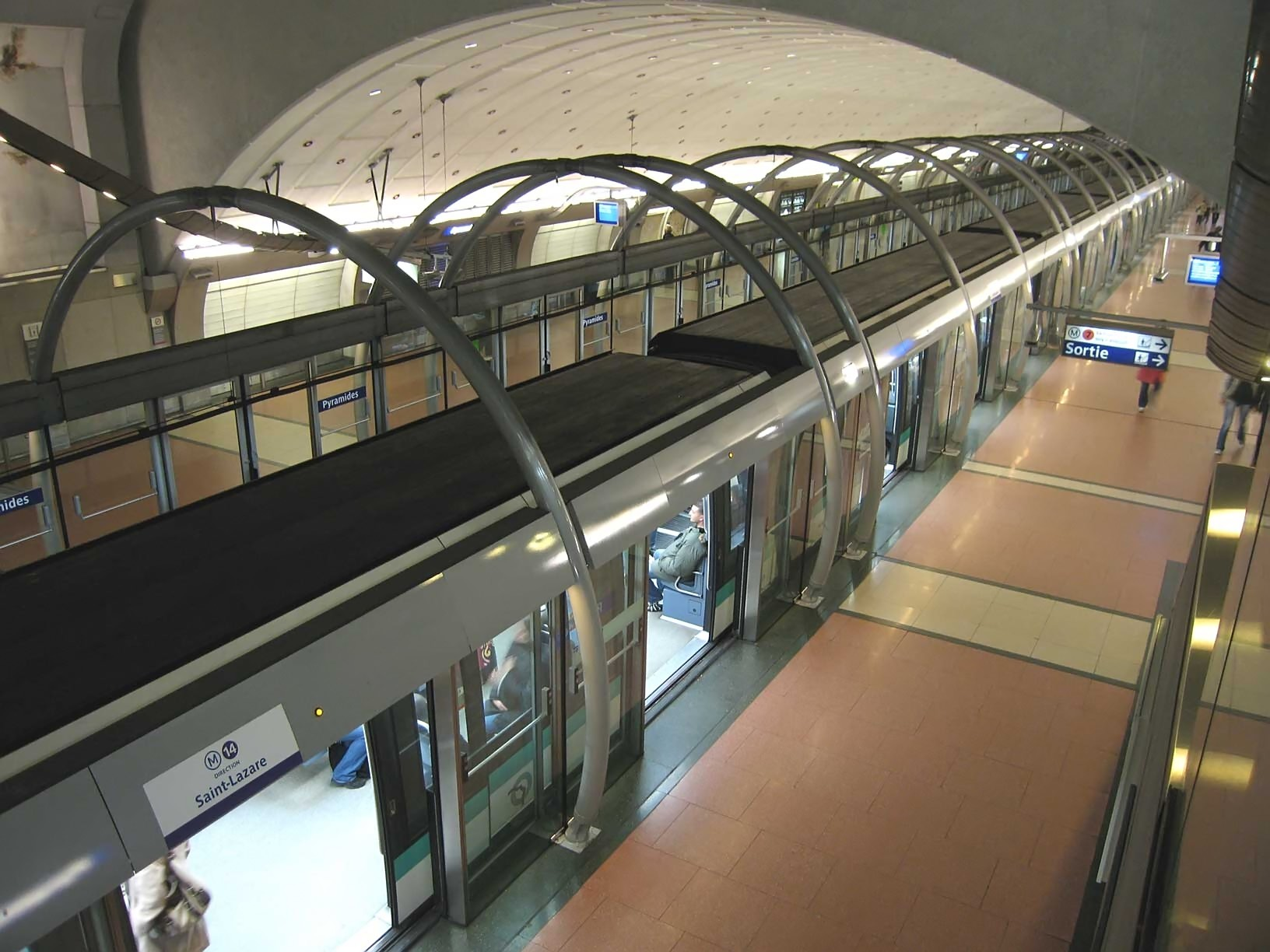
Quai de la ligne 14 du métro à la station Pyramides ; les disques de Tissinier, formant sa Tissignalisation no 14, sont vaguement visibles sur le fond de l'image, sur la voûte de ciment qui recouvre la voie.

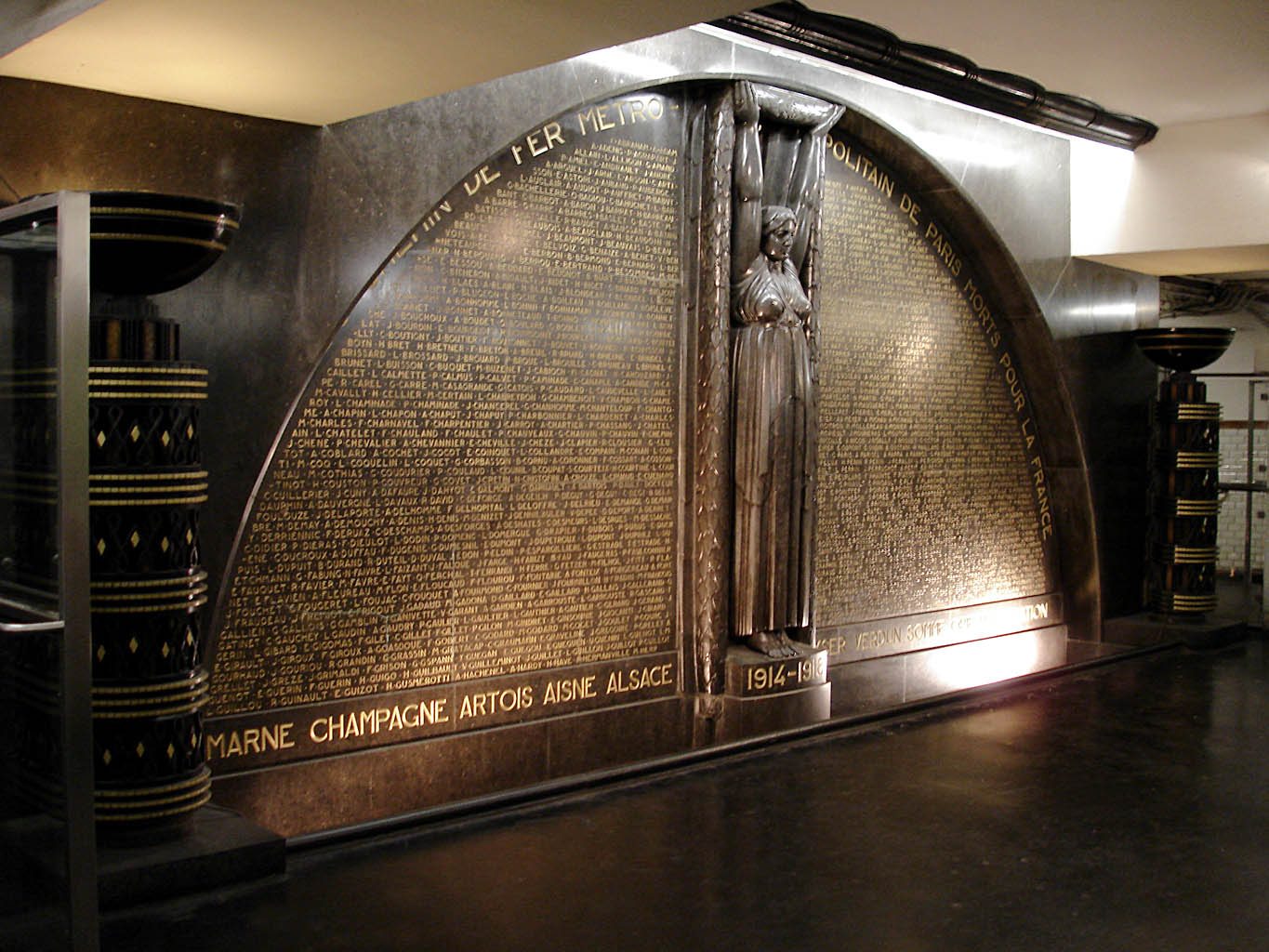
Le monument aux morts des agents du métropolitain dans la salle des billets de la station Richelieu - Drouot.

Plusieurs stations du métro ont reçu des œuvres d'art, généralement des peintures ou des mosaïques, commandées ou acquises par la RATP pour les décorer :
- Abbesses : Fresque, œuvre collective (escalier d'accès à la station de métro, supprimée)[48] ;
- Arts et Métiers : Habillage de la station Arts et Métiers, François Schuiten (quai de la ligne 11, installation)[48] ;
- Assemblée nationale : Affiches, Jean-Charles Blais (quai de la ligne 12)[48] ; La Chambre double, Jean-Charles Blais (2004)[49] ;
- Bastille : Fresque, Liliane Bélembert et Odile Jacquot (quai de la ligne 1, fresque en céramique)[48] ;
- Bibliothèque François-Mitterrand : L'Escalier des signes et des nombres, Antoine Grumbach (1998, escalier du hall d'échange RER) ; La Pluie de citations, Antoine Grumbach et Jean-Christophe Bailly (1998, quais, murs et hall d'échange) ;
- Bir-Hakeim : Night and Day, Judy Ledgerwood (2008)[50] ;
- Cadet : Lumière en éclats, Hervé Mathieu-Bachelot (1982) ;
- Champs-Élysées - Clemenceau : Fresque en azulejos, Manuel Cargaleiro (1995, couloir de correspondance des lignes 1 et 13, fresques en faïence émaillée)[48] ;
- Château Rouge : Célébrations, Barthélémy Toguo (2017, carreaux de grès peints) ;
- Châtelet : Énergies, Pierre-Yves Trémois (1977)[51] : Fresque en céramique, Hervé Mathieu-Bachelot ; Obliques enrubannées, Hervé Mathieu-Bachelot (1985) : Point de rencontre, Ilio Signori[52],[53] ;
- Chaussée d'Antin - La Fayette : Fresque, Jean-Paul Chambas (quai de la ligne 9, fresque)[48] ; La Fayette et la Révolution américaine, Hilton McConnico (voûte du quai de la ligne 7, fresque peinte sur métal)[48] ;
- Cluny - La Sorbonne : Ailes et Flammes, Jean Bazaine (voûte du quai de la ligne 10, mosaïques)[48] ;
- Concorde : Déclaration des Droits de l'Homme et du Citoyen, d'après Françoise Schein (quai de la ligne 12, fresque)[48] ;
- Corentin Cariou : De la verticale à l'oblique, Hervé Mathieu-Bachelot (1982) ;
- Duroc : Les Jardins de Duroc, Sophie Pénicaud (couloir de correspondance des lignes 10 et 13, fresque)[48] ;
- Grands Boulevards : Cascades de temps, Hervé Mathieu-Bachelot (1985) ;
- Jaurès : Vitrail, Jacques-Antoine Ducatez (1989), quai de la ligne 2)[48] ;
- Louvre - Rivoli : moulages d'œuvres exposées au Louvre[48] ;
- Madeleine : La Prière, Constantin Brâncuşi (1907, copie de l'œuvre originale conservée à Bucarest), donation Botarro (Fondation franco-roumaine internationale) en 2001 ; Ryaba la Poule, Ivan Loubennikov (2009)[54] : Tissignalisation no 14, Jacques Tissinier (2003, plafond du quai de la ligne 14, également présent à Pyramides) ;
- Ourcq : Articulation, Thierry Grave (sculpture) ;
- Palais-Royal - Musée du Louvre : La Pensée et l'Âme huicholes, Santos de la Torre (quai et couloir de la ligne 1, fresque)[48], Le Kiosque des noctambules (Jean-Michel Othoniel) ;
- Pigalle : Fresque en céramique, Hervé Mathieu-Bachelot ;
- Pont-Neuf : reproductions de pièces de monnaie (voûte du quai de la ligne 7, fresque)[48] ;
- Pyramides, ligne 14 : P.I.L.I., Philippe Favier ; Tissignalisation no 14, Jacques Tissinier (2003, également présente à la station Madeleine).
- Richelieu - Drouot : Monument aux agents du chemin de fer métropolitain de Paris morts pour la France, Carlo Sarrabezolles (1931) ;
- Saint-Germain-des-Prés : Les Messagers, Gualtiero Busato (1983, sculpture) ; Gutenberg, André Ropion (1983, mosaïque) ;
- Saint-Lazare : La Voix lactée, Geneviève Cadieux (2011, mosaïque)
- Simplon : Fresque en céramique, Hervé Mathieu-Bachelot ;
- Temple : Couleur en masses, Hervé Mathieu-Bachelot (1982).